# Aragón
Aragón (en aragonés: Aragón, en catalán: Aragó) es una comunidad autónoma española, resultante del reino histórico homónimo y que comprende el tramo central del valle del Ebro, los Pirineos centrales y parte del sistema Ibérico, al norte del país. Está definida en su estatuto de autonomía como nacionalidad histórica.
El reino de Aragón, junto con el principado de Cataluña, los reinos de Valencia y Mallorca y otros territorios de Francia, Italia y Grecia conformaron durante siglos la histórica Corona de Aragón. En 1982 se constituyó la actual comunidad autónoma, compuesta por las provincias de Huesca, Teruel y Zaragoza, y articulada en treinta y tres comarcas. Su capital es la ciudad de Zaragoza, en la que se concentran algo más de la mitad de los 1 351 591 habitantes de Aragón (INE 2024). Se sitúa en el puesto undécimo de las comunidades españolas en términos de población, a pesar de ser la cuarta por extensión. Esta diferencia se debe a que es también una de las cuatro comunidades con menor densidad de población. El 23 de abril se celebra la festividad de san Jorge, día de Aragón.
El producto interior bruto generado en Aragón durante el año 2016 fue de 34 686 536 millones de euros, con una tasa de variación en términos de volumen respecto al año anterior de 2,7 %, cinco décimas por debajo de la tasa de España (3,2 %). El PIB per cápita de Aragón del año 2016 fue de 26 328 euros con una tasa de variación respecto al año 2015 del 3,3 %. Aragón se sitúa 9,8 puntos porcentuales por encima del PIB per cápita de España.
Limita al norte con Francia (Occitania y Nueva Aquitania), por el oeste con Castilla-La Mancha, Castilla y León, La Rioja, Navarra y por el este con Cataluña y la Comunidad Valenciana. La comunidad cuenta con dos cadenas montañosas. El Pirineo concentra en la provincia de Huesca las mayores altitudes, con el pico Aneto como techo de Aragón y de la cordillera. El Aneto cuenta con una altitud de 3404 metros sobre el nivel del mar. El sistema Ibérico limita con la meseta central y su pico más alto es el Moncayo, que, con 2313 metros sobre el nivel del mar, se alza entre las provincias de Zaragoza y Soria. La región alberga el parque nacional de Ordesa y Monte Perdido, situado en la comarca pirenaica de Sobrarbe. Creado en 1918, se trata del segundo parque nacional más antiguo de España.
En Aragón se hablan distintas variedades lingüísticas, clasificadas dentro de tres idiomas, el español, el aragonés y el catalán. La lengua mayoritaria, y la única oficial, es la española. El español aragonés se incluye entre las variantes septentrionales del español, con características propias sobre todo en el léxico y la entonación. Este tipo de español es predominante en la comunidad autónoma debido a la impronta del aragonés, lengua hablada anteriormente en todo el territorio. Actualmente se habla aragonés en algunos puntos del centro y norte de la provincia de Huesca y del extremo noroccidental de la provincia de Zaragoza, en especial en los valles pirenaicos. Según la Ley de Lenguas de Aragón, el aragonés se considera como lengua propia, original e histórica de Aragón, aunque no es oficial. El catalán se habla en la franja oriental de Aragón, y también se lo considera una lengua propia de la comunidad.

## Símbolos

Primer testimonio del escudo de Aragón. Fabricio Vagad, impreso en Zaragoza en 1499 por Pablo Hurus

### Escudo
El escudo actual de Aragón se compone de los cuatro cuarteles y se atestigua por primera vez en 1499, consolidándose desde la Edad Moderna para arraigar decididamente en el siglo XIX y resultar aprobado, según precepto, por la Real Academia de la Historia en 1921.
El primer cuartel aparece a fines del siglo XV y conmemora, según interpretación tradicional, el legendario reino de Sobrarbe; en el segundo cuartel figura la denominada «Cruz de Íñigo Arista», innovación de Pedro IV el Ceremonioso (a partir de una interpretación anacrónica de la cruz que simbolizaba la religión de los reyes cristianos asturianos, navarros y aragoneses), que la tomó por armas de los antiguos reyes de Aragón, si bien históricamente no hubo en la península emblemas heráldicos (o «armas de señal», como se decía en la Edad Media) antes de la unión dinástica de 1137 de la Casa de Aragón con la de Barcelona; en el tercer cuartel aparece la Cruz de San Jorge cantonada de cuatro cabezas de moro (la llamada «Cruz de Alcoraz»), que se atestigua por vez primera en un sello de 1281 de Pedro III de Aragón y recordaría, según tradición surgida a partir del siglo XIV, la batalla en la que Pedro I y el futuro Alfonso I el Batallador tomaron Huesca y fue considerado en la Edad Moderna uno de los emblemas privativos del reino de Aragón; y en el cuarto está el emblema de las llamadas «barras de Aragón» o Señal Real de Aragón, el más antiguo de los emblemas heráldicos que forman parte del escudo actual, datado en la segunda mitad del siglo XII.

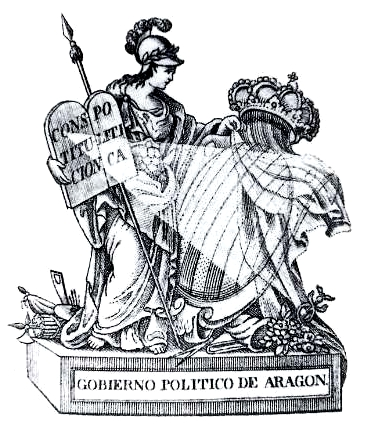
Alegoría del Gobierno Político de Aragón del Trienio Liberal (1820). La Constitución Política ilumina un escudo de Aragón con corona real cerrada

Este emblema de palos de gules y oro se usó en sellos, estandartes, escudos y pendones indistintamente, no siendo sino un emblema familiar que posteriormente denotó la autoridad como rey de Aragón hasta que, con el nacimiento del Estado moderno, comenzó a ser símbolo territorial.

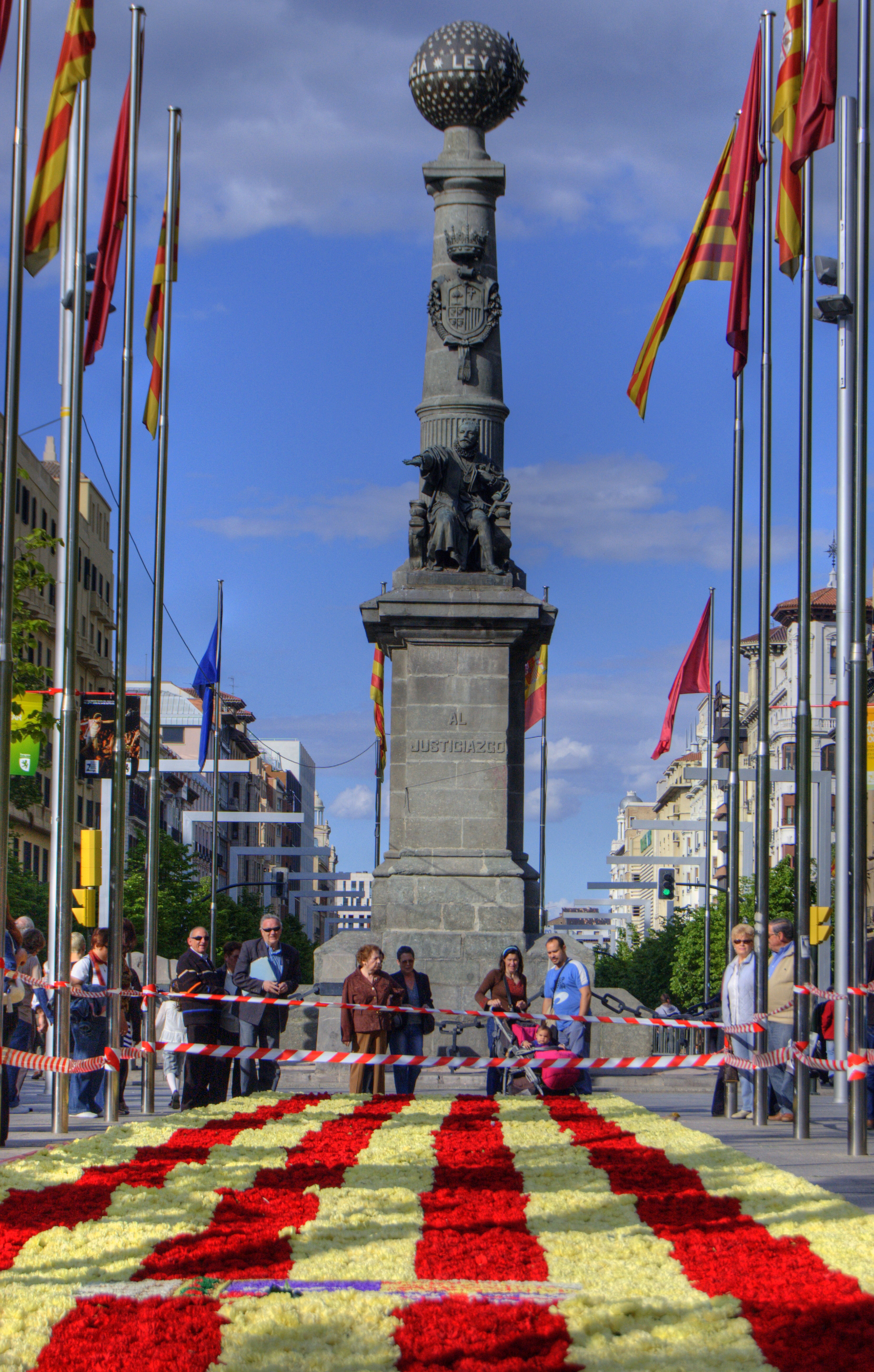
Bandera de Aragón floral en el día de San Jorge

### Bandera
La bandera actual se aprobó en 1984, con lo establecido en el artículo 3 del Estatuto de Autonomía de Aragón. La bandera es la tradicional de las cuatro barras rojas horizontales sobre fondo amarillo junto con el escudo de Aragón desplazado hacia el asta.
Las barras de Aragón, elemento histórico común de las actuales cuatro comunidades autónomas que en su día estuvieron integradas en la Corona de Aragón, están presentes en el tercer cuartel del escudo de España.

### Himno
El himno de Aragón fue regulado en 1989 con la música es del compositor aragonés Antón García Abril que combina la antigua tradición musical aragonesa con elementos musicales populares dentro de una concepción moderna. La letra fue elaborada por los poetas aragoneses Ildefonso Manuel Gil, Ángel Guinda, Rosendo Tello y Manuel Vilas y destaca dentro de su armazón poética, valores como libertad, justicia, razón, verdad, tierra abierta... que históricamente representan la expresión de Aragón como pueblo.
Además del himno oficial, el Canto a la libertad de José Antonio Labordeta es generalmente considerado el himno oficioso de la comunidad.

### Día oficial
El Día de Aragón se celebra el 23 de abril y conmemora a San Jorge, patrón del Reino de Aragón desde el siglo XV. Aparece recogido en el artículo 3 del Estatuto de autonomía de Aragón desde 1984. Se realizan actos institucionales como la entrega de los Premios Aragón por parte del Gobierno de Aragón o la composición de una bandera de Aragón floral, con la colaboración de los ciudadanos, en la plaza de Aragón de Zaragoza.

## Geografía

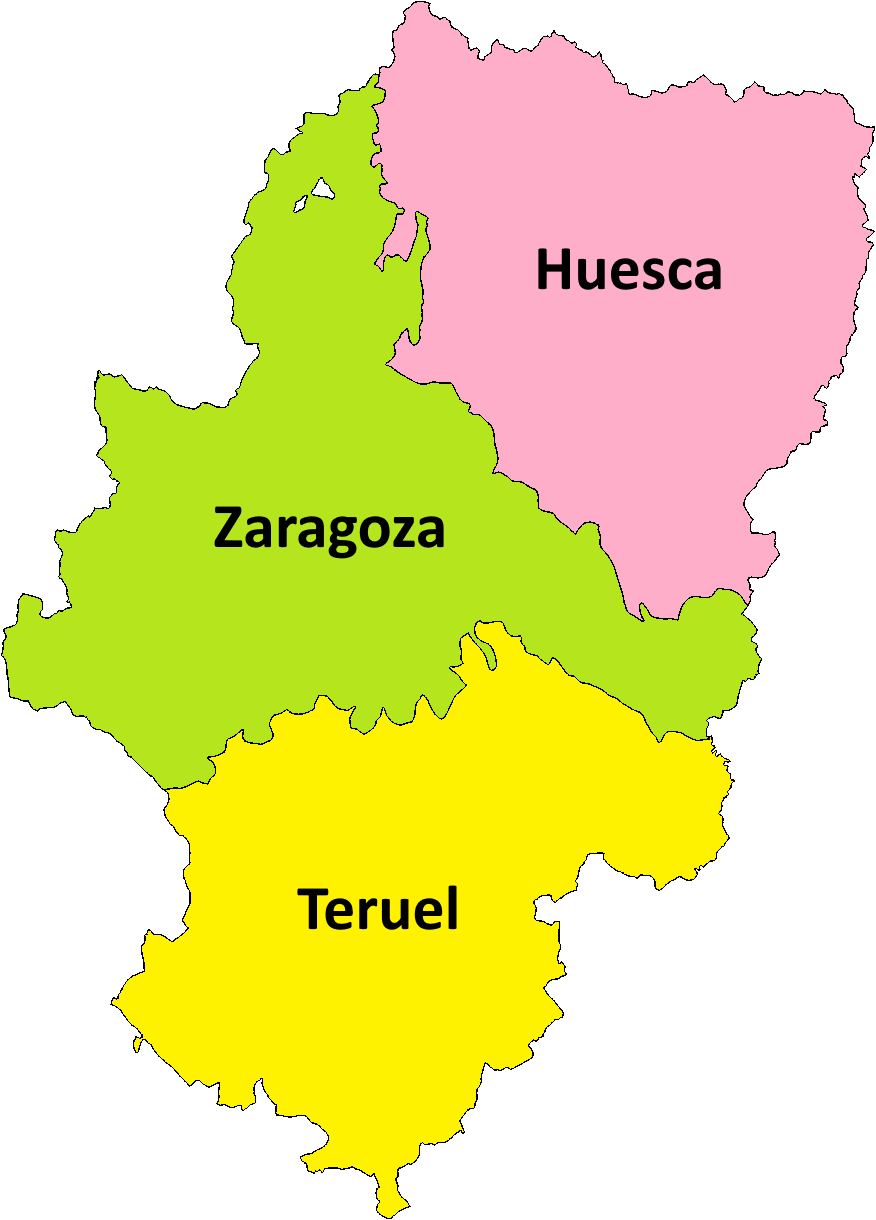
Provincias de Aragón

La superficie de Aragón es de 47 719,2 km² de los cuales 15 636,2 km² pertenecen a la provincia de Huesca, 17 274,3 km² a la provincia de Zaragoza y 14 808,7 km² a la provincia de Teruel. El total representa un 9,43 % de la superficie de España, siendo así la cuarta comunidad autónoma en tamaño por detrás de Castilla y León, Andalucía y Castilla-La Mancha. La Encyclopaedia Britannica, en su edición de 1911, definía Aragón como una llanura central rodeada de cadenas montañosas.
Está situada en el noreste de la península ibérica, a una latitud ente los 39.º y los 43.º' N en la zona templada de la Tierra. Sus límites y fronteras son en el norte con Francia, las regiones de (Occitania y Nueva Aquitania), por el oeste con las comunidades autónomas de Castilla-La Mancha (provincias de Guadalajara y Cuenca), Castilla y León (provincia de Soria), La Rioja y Navarra y por el este con las comunidades autónomas de Cataluña (provincias de Lérida y Tarragona) y Comunidad Valenciana (provincias de Castellón y Valencia).

### Relieve

Mapa de relieve

La orografía de la comunidad tiene como eje central el valle del Ebro (con alturas entre 150 y 300 metros aprox.) el cual transita entre dos somontanos, el pirenaico y el ibérico, preámbulos de dos grandes formaciones montañosas, el Pirineo al norte y el sistema Ibérico al sur; la comunidad autónoma cuenta con los picos más altos de ambas cadenas montañosas, el Aneto y el Moncayo respectivamente.

#### Pirineo
El Pirineo aragonés se encuentra en el norte de la provincia de Huesca y se dispone longitudinalmente en tres grandes unidades: Alto Pirineo, Depresión Intrapirenaica y Sierras Exteriores. El Alto Pirineo está formado a su vez por el Pirineo axial y las Sierras Interiores.
En el Pirineo axial están los materiales más antiguos: granitos, cuarcitas, pizarras y calizas, y contiene las máximas alturas de la cadena montañosa: el Aneto (3404 m s. n. m.), La Maladeta (3309 m s. n. m.) y el Perdiguero (3221 m s. n. m.). El Prepirineo interior, compuesto de rocas más modernas (calizas) también tiene grandes montañas como Monte Perdido (3355 m s. n. m.), Collarada (2886 m s. n. m.) y Tendeñera (2853 m s. n. m.).

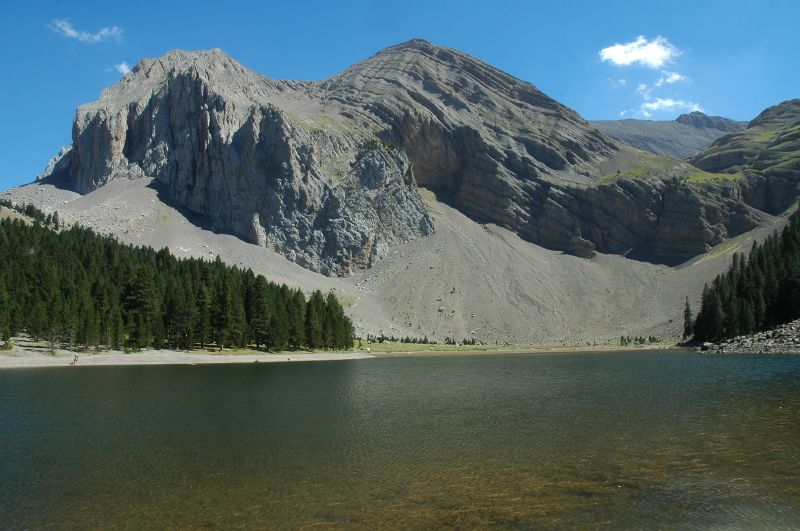
Ibón de Plan, un pequeño lago de montaña de origen glaciar

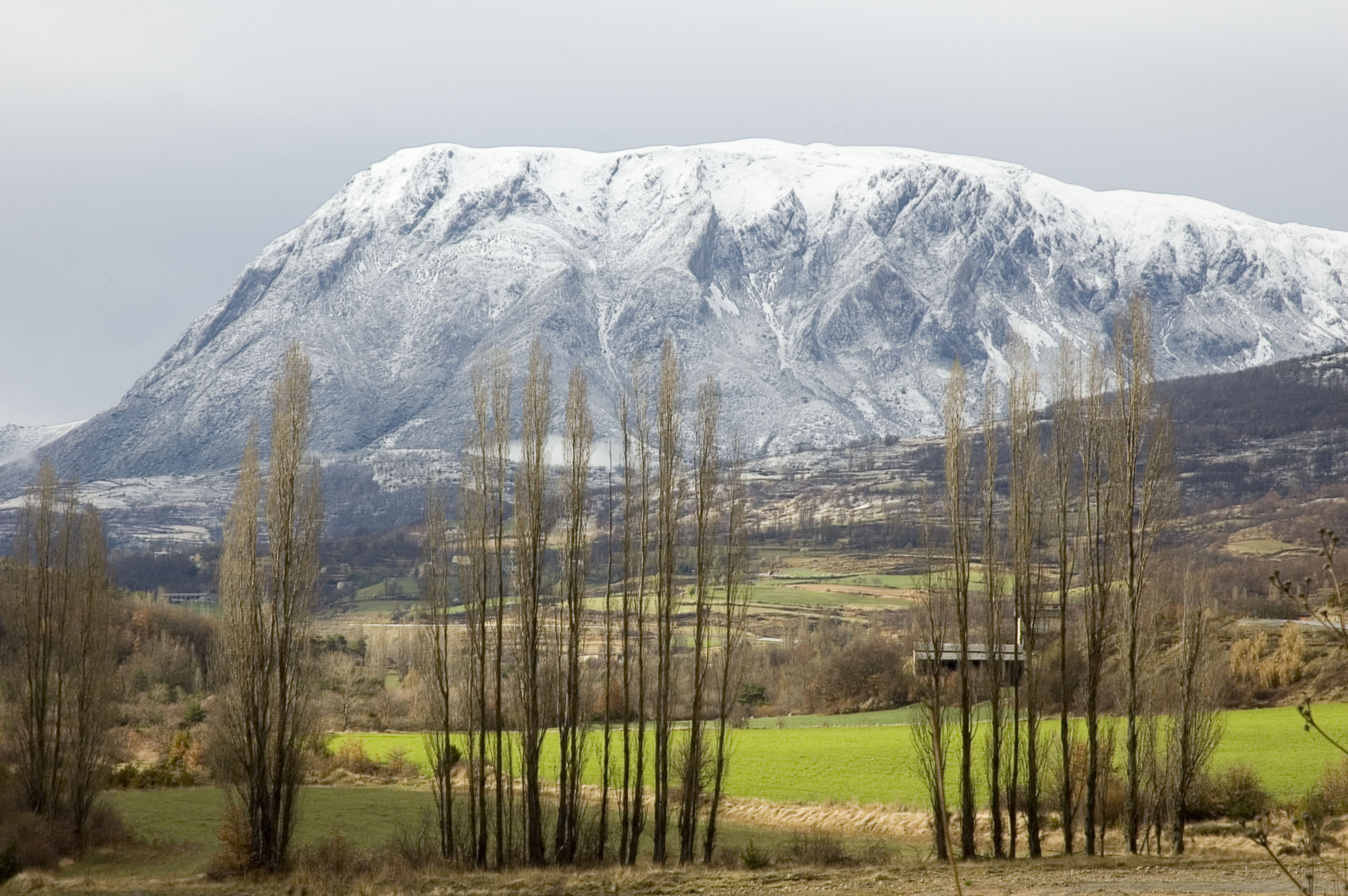
El Turbón, macizo pirenaico en la comarca de Ribagorza

Los principales valles pirenaicos están formados por los ríos que ahí nacen, que son:
- Valle de Ansó: río Veral
- Valle de Hecho: río Aragón Subordán
- Valle de Canfranc: río Aragón
- Valle de Tena: río Gállego
- Valle de Broto: río Ara
- Valle de Aínsa: río Cinca

- Valle de Pineta: río Cinca
- Valle de Gistaín: río Cinqueta

- Valle de Benasque: río Ésera

La depresión intrapirenaica es un amplio corredor perpendicular. Su tramo mejor representado es el Canal de Berdún. El límite meridional de la depresión corresponde a los enérgicos relieves de San Juan de la Peña (1552 m s. n. m.) y Peña Oroel (1769 m s. n. m.), modelados sobre conglomerados de la Formación Campodarbe.
Las sierras exteriores prepirenaicas se encuentran en el somontano oscense y constituyen la unidad más meridional de los Pirineos; formadas por materiales predominantemente calcáreos, alcanzan alturas entre los 1500 y los 2000 metros. Destaca la sierra de Guara, una de las sierras más importantes del prepirineo español, su cima, el tozal de Guara llega a los 2077 m s. n. m. Destacan por su belleza los Mallos de Riglos, cerca de la localidad de Ayerbe.

#### Depresión del Ebro
Se extiende una amplia llanura, después de pasar el somontano, correspondiente a la depresión del Ebro. Al suroeste se encuentra la sierra de Alcubierre (811 m s. n. m.) una de las típicas muelas de la depresión. La depresión del Ebro es una fosa tectónica rellena de materiales sedimentarios, acumulados en la era terciaria en series horizontales. En el centro se depositaron materiales finos como arcillas, yesos y calizas. Al sur del Ebro han quedado las muelas de Borja y de Zaragoza.

#### Sistema Ibérico

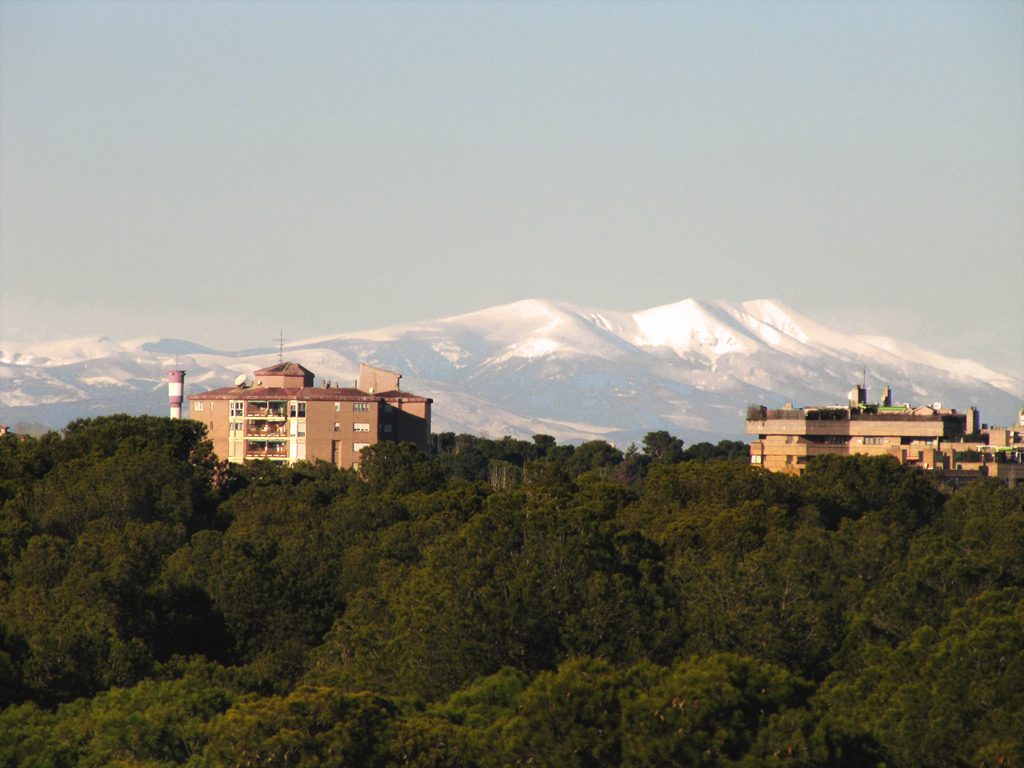
El Moncayo visto desde Zaragoza

El Sistema Ibérico aragonés se divide entre las provincias de Zaragoza y de Teruel. Es un conjunto de sierras sin unidad estructural clara, que puede dividirse en dos zonas: Sistema Ibérico del Jalón y Sistema Ibérico turolense. En el primero destaca el Moncayo con 2314 m s. n. m., formado por cuarcitas y pizarras paleozoicas, en parte recubiertas por calizas mesozoicas; al sureste del Moncayo el Sistema Ibérico desciende de altura. El segundo está formado por terrenos elevados (de 1000 a 2000 m s. n. m. por lo general), pero aplanados y macizos. Al suroeste de la depresión se alcanzan las cumbres de la sierra de Albarracín por encima de los 1800 m s. n. m., al sureste se superan los 2000 m s. n. m. en la sierra de Javalambre y por último se llega a la sierra de Gúdar (2024 m s. n. m.) de transición al Maestrazgo.

### Clima

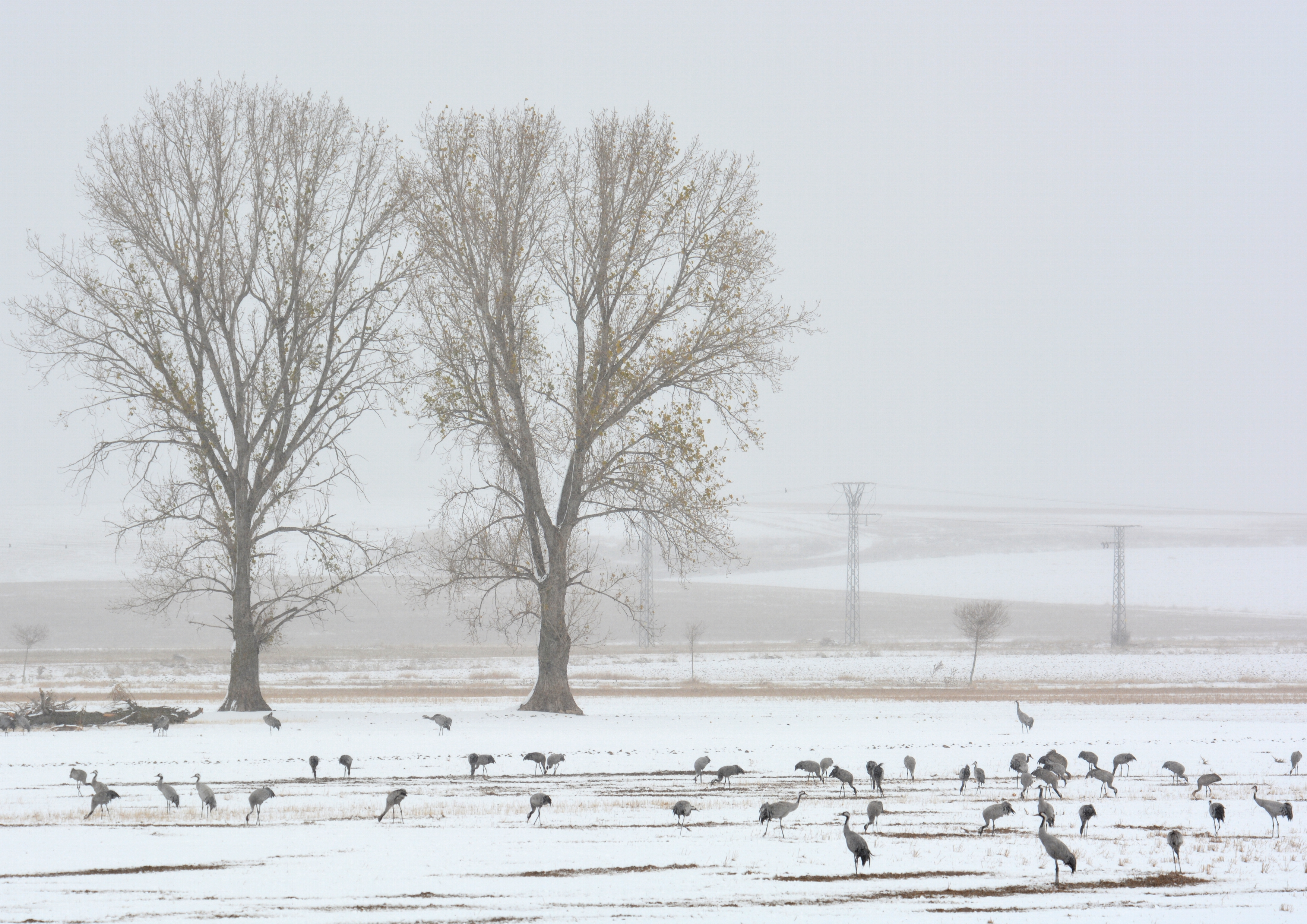
Nevada en la laguna de Gallocanta

Aunque el clima de Aragón puede considerarse, en general, como un mediterráneo continental, su irregular orografía hace que se creen varios climas o microclimas a lo largo y ancho de toda la comunidad. Desde el de alta montaña de los Pirineos centrales al norte, con hielos perpetuos (glaciares), hasta el de zonas esteparias o semidesérticas, como los Monegros, pasando por el clima continental intenso de la zona de Teruel-Daroca.
Las características principales del clima aragonés son:
- La aridez, producto de una situación de cubeta encajada entre las cordilleras montañosas pirenaicas del norte y del Sistema Ibérico al sur, que hace descargar las lluvias en estas estribaciones elevadas y crea una situación central de ausencia de precipitaciones y contrastes de temperaturas, con estaciones extremas muy prolongadas con inviernos muy fríos y veranos calurosos, y de transición —primavera y otoño— cortas y variables, todo ello propio del clima continental específico de la península ibérica.

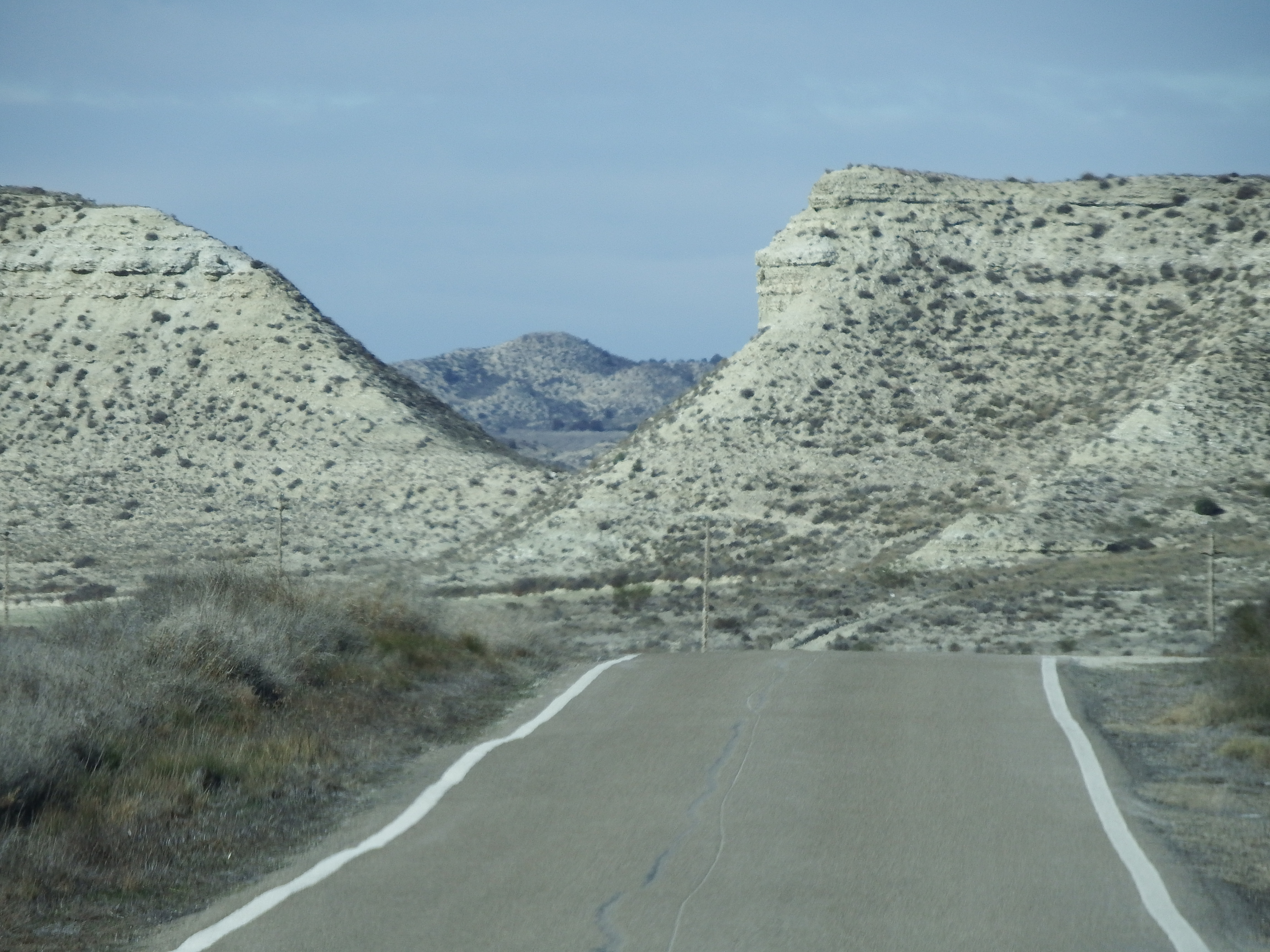
Paraje de los Monegros, de clima árido y temperaturas extremas

- La irregularidad de las lluvias debida al componente climático mediterráneo, con alternancia de años secos y húmedos.
- Las corrientes de aire que se encajonan en el valle medio del Ebro de noroeste a sureste (cierzo), que destaca por su intensidad y frecuencia, y de sureste a noroeste (bochorno).

Las temperaturas medias son muy dependientes de la altura. En el valle del Ebro los inviernos son relativamente moderados, aunque las heladas son muy comunes y la sensación térmica puede disminuir mucho con el cierzo, las temperaturas en verano pueden llegar cerca de los 40 °C. En las zonas de montaña los inviernos son largos y rigurosos, las temperaturas medias pueden ser hasta 10 °C más bajas que en el valle.
Dos son los vientos más importantes de Aragón: el cierzo del norte y el bochorno de levante. El primero es un viento muy frío y seco que recorre el valle del Ebro de noroeste a sureste y que puede presentar gran fuerza y velocidad. El segundo es un viento cálido, más irregular y suave procedente del sureste.

### Vegetación
La vegetación sigue las oscilaciones del relieve y del clima. Hay una gran variedad, ya sea vegetación silvestre o cultivos humanos. En las zonas altas se pueden encontrar bosques (pinos, abetos, hayas, robles), matorrales y prados, mientras que las zonas del valle del Ebro la encina y la sabina son los árboles más numerosos, aparte de las tierras explotadas para uso agrícola.

### Hidrografía

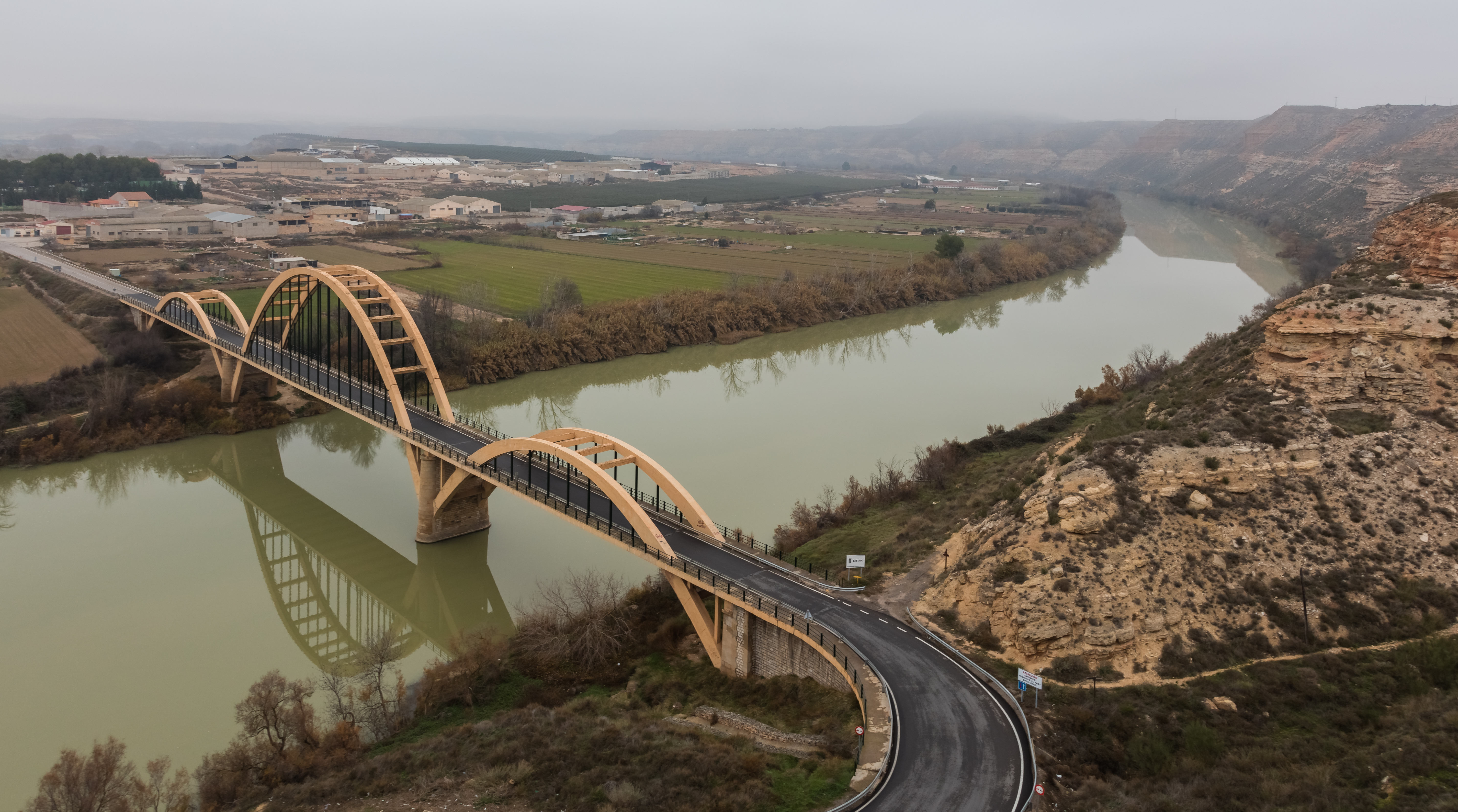
Puente sobre el Ebro en Sástago

La mayor parte de los ríos aragoneses son afluentes del Ebro, que es el más caudaloso de España y divide en dos a la comunidad. De los afluentes de la margen izquierda del río, es decir, los ríos con origen en el pirineo, destacan el río Aragón, que nace en Huesca, pero desemboca en Navarra, el Gállego y el Cinca, el cual se une al Segre justo antes de desembocar en el Ebro a la altura de Mequinenza, en el conocido como Aiguabarreig, conformando una de las mayores confluencias fluviales de toda Europa. En la margen derecha destacan el Jalón, el Huerva y el Guadalope.

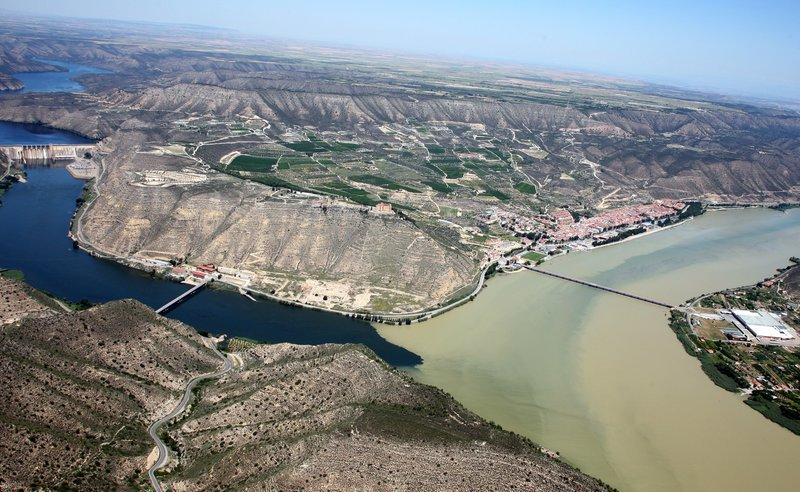
Vista aérea del Ebro (izquierda) y el Cinca y el Segre (derecha) en su confluencia en Mequinenza

En el cauce del río Ebro, cerca del límite con Cataluña, se sitúa el embalse de Mequinenza, de 1530 hm³ y una longitud de unos 110 km; es conocido popularmente como el «Mar de Aragón». Mención aparte dentro de la hidrografía merecen los pequeños lagos de montaña pirenaicos llamados ibones. Estos lagos, de gran belleza paisajística, tienen su origen en la última glaciación y se suelen encontrar por encima de los 2000 m sobre el nivel del mar.
Cabe destacar a su vez que la comunidad autónoma pertenece a tres confederaciones hidrográficas: la ya citada del Ebro, la del Tajo (que nace en la sierra de Albarracín) y la del Júcar que tiene como principal río en esta comunidad al Turia.

### Espacios protegidos

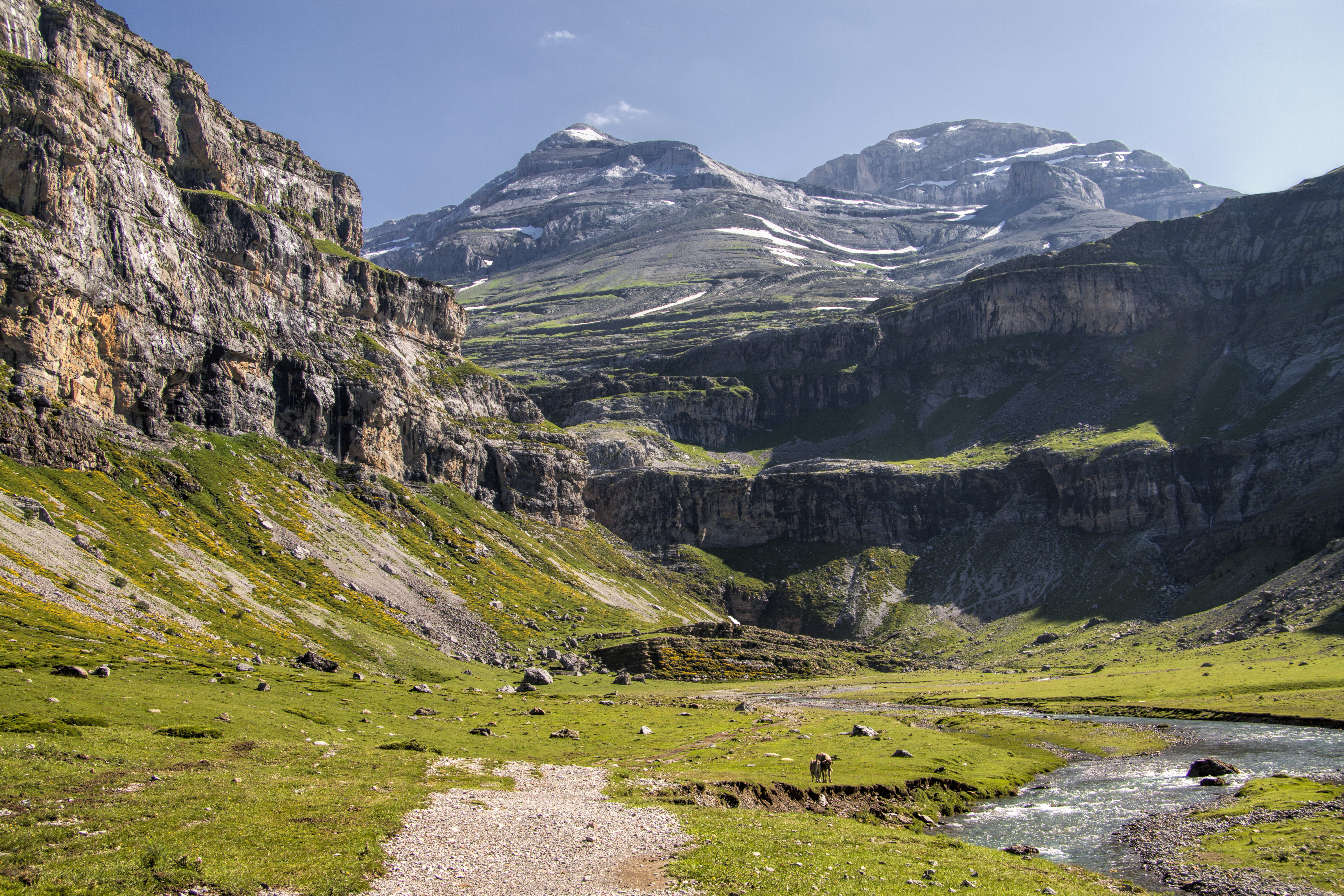
Circo glaciar de Soaso en el valle de Ordesa, provincia de Huesca

En Aragón los espacios naturales protegidos se gestionan mediante la Red Natural de Aragón, una entidad creada en 2004 para proteger todos los elementos con valor ecológico, paisajístico y cultural y a la vez coordinar y establecer normas comunes que contribuyan a su conservación y a un uso sostenible. En esta entidad se integran los parques nacionales, parques naturales, reservas naturales, las reservas de la biosfera y demás espacios naturales protegidos que hayan sido declarados por la comunidad autónoma, el Convenio de Ramsar o la Red Natura 2000.

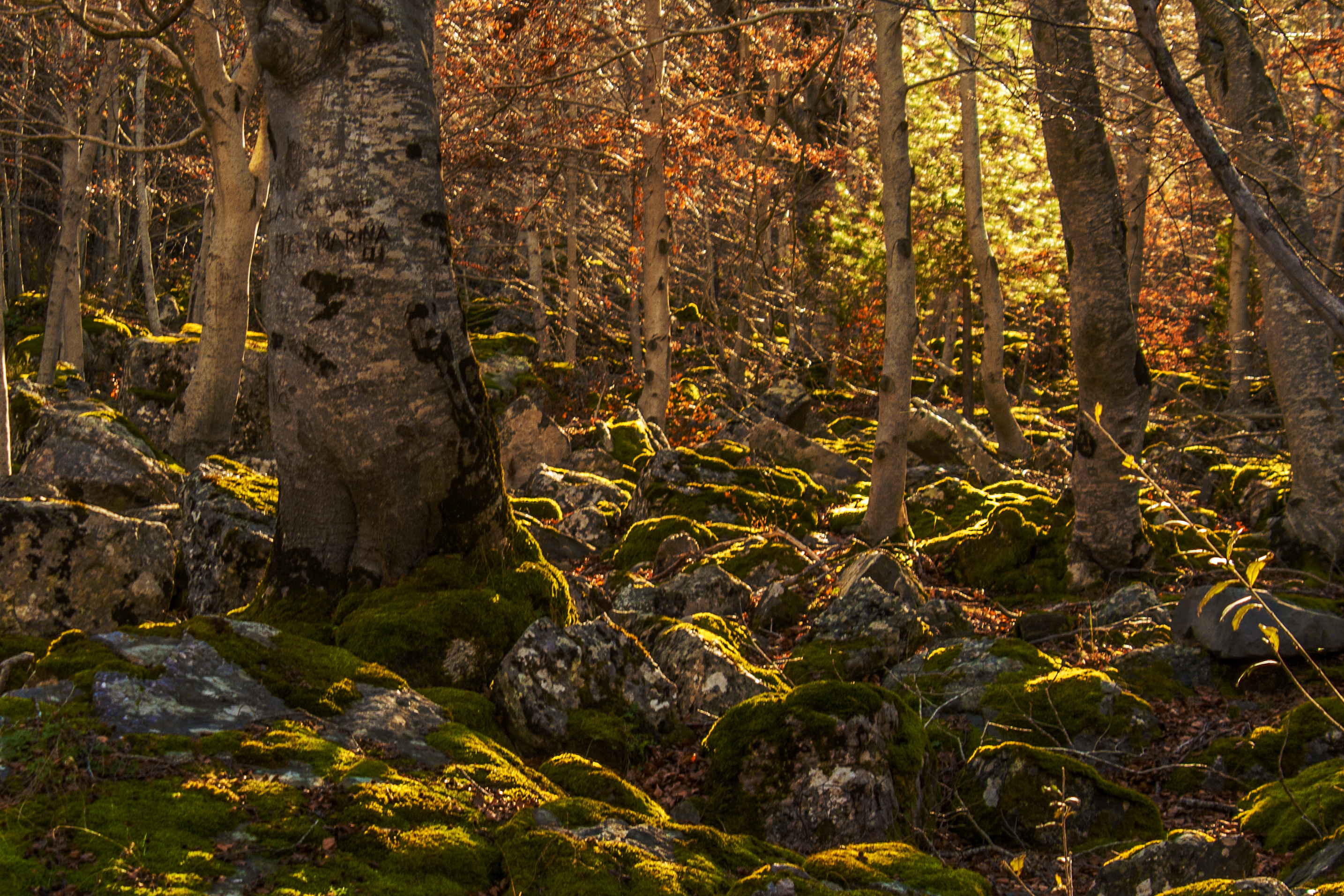
Bosque del Moncayo en otoño

Dentro de los espacios protegidos se encuentra el único parque nacional de Aragón: el parque nacional de Ordesa y Monte Perdido, el segundo parque nacional creado en España, en 1918, se encuentra en los Pirineos en la comarca del Sobrarbe, ocupa una extensión de 15 608 ha, aparte de los 19 679 ha de la zona periférica de protección. Actualmente, también goza de otros figuras de Protección como la reserva de la biosfera de Ordesa-Viñamala y está catalogado como Patrimonio de la Humanidad por la UNESCO.
Desde 2019 existe en la comunidad una segunda reserva de la biosfera, la del Valle del Cabriel, que incluye los 220 kilómetros del cauce de este río, pertenecientes principalmente a Castilla-La Mancha y a la Comunidad Valenciana, pero que incluyen en su nacimiento cinco municipios de la provincia de Teruel.
Además hay cuatro parques naturales: el parque natural del Moncayo con una extensión de 11 144 ha, el parque natural de la Sierra y Cañones de Guara con 47 453 ha y 33 286 ha de zona periférica de protección, el parque natural de Posets-Maladeta con 33 440,60 ha y 5290,20 ha de zona periférica de protección, y el parque natural de los Valles Occidentales con 27 073 ha y 7335 ha de zona periférica de protección.
Se encuentran también tres reservas naturales, cinco monumentos naturales y tres paisajes protegidos.
La Red Natura 2000 está formada por las Zonas Especiales de Conservación (ZEC) y las Zonas de Especial Protección para las Aves (ZEPA). Hoy en día la Red Natura 2000 en Aragón está constituida por 201 espacios, lo que supone 13 612 km² y el 28 % de su territorio con espacios como el Aiguabarreig Ebro-Segre-Cinca en Mequinenza, la Laguna de Sariñena o las estepas de Belchite.

## Historia
Aragón, ocupando el noreste de la península ibérica ha servido de puente entre el mar Mediterráneo, el centro peninsular y las costas del Cantábrico. La presencia humana en las tierras que hoy forman la comunidad autónoma datan de hace varios milenios, pero el actual Aragón, como muchas de las actuales nacionalidades históricas, se formaron durante la Edad Media.

### Prehistoria

El Paleolítico en Aragón

Los más antiguos testimonios de vida humana en las tierras que hoy componen Aragón, se remontan a la época de las glaciaciones, en el Pleistoceno, hace unos 600 000 años. Esta población dejó la industria Achelense que encontró sus mejores armas en los bifaces de sílex o los hendedores de cuarcita. En el Paleolítico Superior aparecieron dos nuevas culturas: Solutrense y Magdaleniense. El Epipaleolítico se centró en el Bajo Aragón, ocupando la época entre el séptimo y el quinto milenio.
En la primera mitad del quinto milenio antes de Cristo se encuentran restos neolíticos en las Sierras Exteriores oscenses y en el Bajo Aragón. El Eneolítico se caracterizó en la provincia de Huesca presentando dos núcleos megalíticos importantes: el Prepirineo de las Sierras Exteriores y los altos valles pirenaicos.
El Bronce Final comienza en Aragón en torno al 1100 a. C. con la llegada de la cultura de los campos de urnas. Se trata de gentes indoeuropeas, con un supuesto origen en el Centro de Europa, que incineran a sus muertos colocando las cenizas en una urna funeraria. Existen ejemplos en la cueva del Moro de Olvena, la Masada del Ratón de Fraga, Palermo y el Cabezo de Monleón en Caspe, aunque destaca especialmente el yacimiento de Castellets en Mequinenza, que es el único de todo Aragón en el que se han encontrado conjuntamente necrópolis de inhumación e incineración. Parte de las excavaciones de este último yacimiento se pueden ver en el Museo de Zaragoza. Desde el punto de vista metalúrgico parece existir un auge dado el aumento de moldes de fundición que se localizan en los poblados.
La Edad del Hierro es la más importante, puesto que a lo largo de los siglos que dura se constituye el verdadero sustrato de la población histórica aragonesa. La llegada de centroeuropeos durante la Edad del Bronce por el Pirineo hasta alcanzar la zona bajoaragonesa, supuso una importante aportación étnica que preparó el camino a las invasiones de la Edad del Hierro.

### Edad Antigua

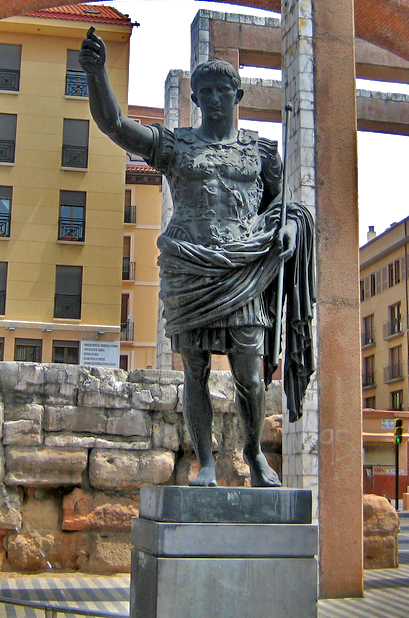
Augusto de Prima Porta, restos de la muralla romana de Zaragoza

Las aportaciones mediterráneas supusieron una actividad comercial que va a constituir un poderoso estímulo para la metalurgia del hierro, fomentando la modernización del utillaje y del armamento indígena, sustituyendo el antiguo bronce por el hierro. Hay presencia de productos fenicios, griegos y etruscos.

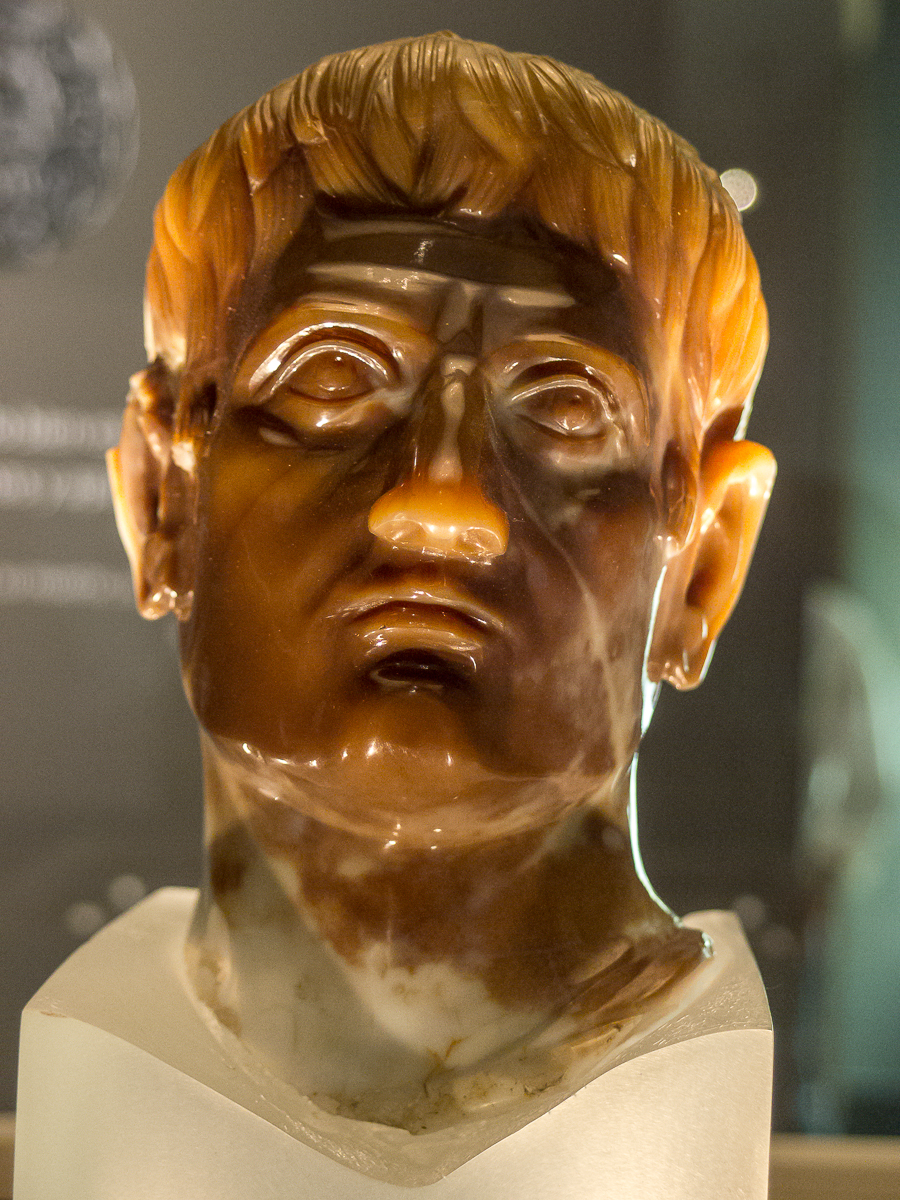
Busto de Augusto hallado en Tarazona

En el siglo VI a. C. existen seis grupos con distinta organización social: vascones, suessetanos, sedetanos, iacetanos, ilergetes y celtíberos citeriores. Son grupos iberizados con tendencia a la estabilidad, fijando su hábitat en poblados duraderos, con viviendas que evolucionan hacia modelos más perdurables y estables. Hay en Aragón muchos ejemplos, entre los que destacan Cabezo de Monleón en Caspe, Puntal de Fraga, Roquizal del Rullo o Loma de los Brunos. El tipo de organización social estuvo basado en el grupo familiar, constituido por cuatro generaciones. Sociedades autosuficientes en las que la mayor parte de la población se dedicó a actividades agrícolas y ganaderas. En el ámbito ibérico el poder fue monárquico, ejercido por un rey; existía una asamblea democrática con participación de la población masculina. Existieron diferenciaciones sociales visibles y estatutos jurídico-políticos establecidos.
Los romanos llegaron y progresaron con facilidad hacia el interior. En el reparto territorial que hizo Roma de Hispania, el actual Aragón quedó incluida en la Hispania Citerior. En el año 197 a. C., Sempronio Tuditano es el pretor de la Citerior y hubo de hacer frente a un levantamiento general en sus territorios que terminó con la derrota romana y la propia muerte de Tuditano. Ante estos hechos el Senado envió al cónsul Marco Porcio Catón con un ejército de 60 000 hombres. Los pueblos indígenas de la zona estaban sublevados, menos los ilergetes que negociaron la paz con Catón. Hubo diferentes levantamientos de los pueblos ibéricos contra los romanos, en 194 a. C. ve un levantamiento general con eliminación de la mitad del ejército romano, en 188 a. C. Manlio Acidino, pretor de la Citerior, debe enfrentarse en Calagurris con los celtíberos, en el 184 a. C. Aulo Terencio Varrón lo hizo con los suessetanos, a los que tomó la capital, Corbio.
En el siglo I a. C. Aragón fue escenario de la guerra civil para tomar el poder de Roma donde el gobernador Quinto Sertorio hizo de Osca (Huesca) la capital de todos los territorios controlados por ellos.

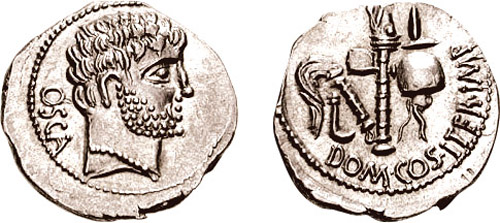
Denario de plata oscense

Ya en el siglo I, el hoy territorio aragonés pasó a formar parte de la provincia Tarraconensis y se produjo la definitiva romanización del mismo, creándose calzadas y refundándose antiguas ciudades celtíberas e íberas como Caesaraugusta (Zaragoza), Turiaso (Tarazona), Osca, (Huesca) o Bilbilis (Calatayud).
A mediados del siglo III comenzó la decadencia del Imperio romano. Entre los años 264 y 266 los francos y los alamanes, dos pueblos germánicos que pasaron por los Pirineos y llegaron hasta Tarazona, a la que saquearon. En la agonía del Imperio surgieron grupos de bandidos que se dedicaron al pillaje. El valle del Ebro fue asolado en el siglo V por varias bandas de malhechores llamados bagaudas.

### Edad Media

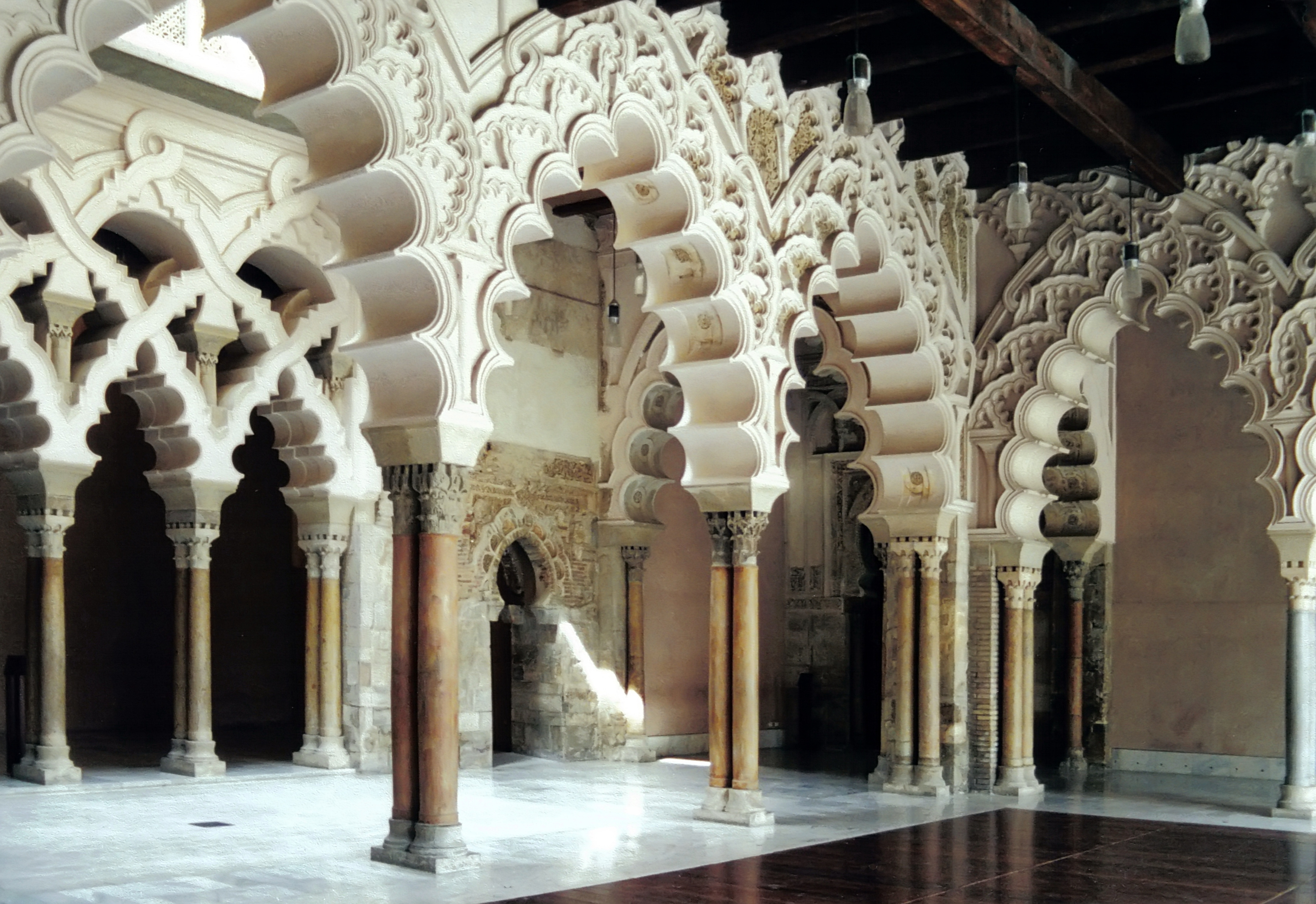
El Palacio de la Aljafería, del, fue residencia de los reyes hudíes de la Taifa de Saraqusta

Después de la desintegración del Imperio romano de Occidente, la zona actual de Aragón fue ocupada por los visigodos, formando el Reino visigodo.
En el año 714 los árabes llegaron a la zona central de Aragón, convirtiendo al islam las antiguas urbes romanas como Saraqusta (Zaragoza) o Wasqa (Huesca). Fue en esta época cuando se formó una importante familia muladí, los Banu Qasi (بنو قاسي), sus dominios se situaron en el valle del Ebro entre los siglos VIII y X. Después de la desaparición del califato de Córdoba a principios del siglo XI, surgió la Taifa de Zaragoza, una de las más importantes de al-Ándalus, dejando un gran legado artístico, cultural y filosófico.
El nombre de Aragón está documentado por primera vez durante la Alta Edad Media en el año 828, cuando un pequeño condado de origen franco surgió entre los ríos que llevan su nombre, el río Aragón, y su hermano el río Aragón Subordán. Aquel Condado de Aragón se vería unido al Reino de Pamplona hasta 1035, y bajo su ala crecería hasta formar dote de García Sánchez III a la muerte del rey Sancho «el Mayor» de Pamplona, en un período caracterizado por la hegemonía musulmana en casi toda la península ibérica. Bajo el reinado de Ramiro I se ampliarían fronteras con la anexión de los condados de Sobrarbe y Ribagorza (año 1044), tras haber incorporado poblaciones de la comarca histórica de las Cinco Villas.

La península en el año 1030, incluyendo el condado de Aragón durante el reinado de Sancho III de Pamplona.

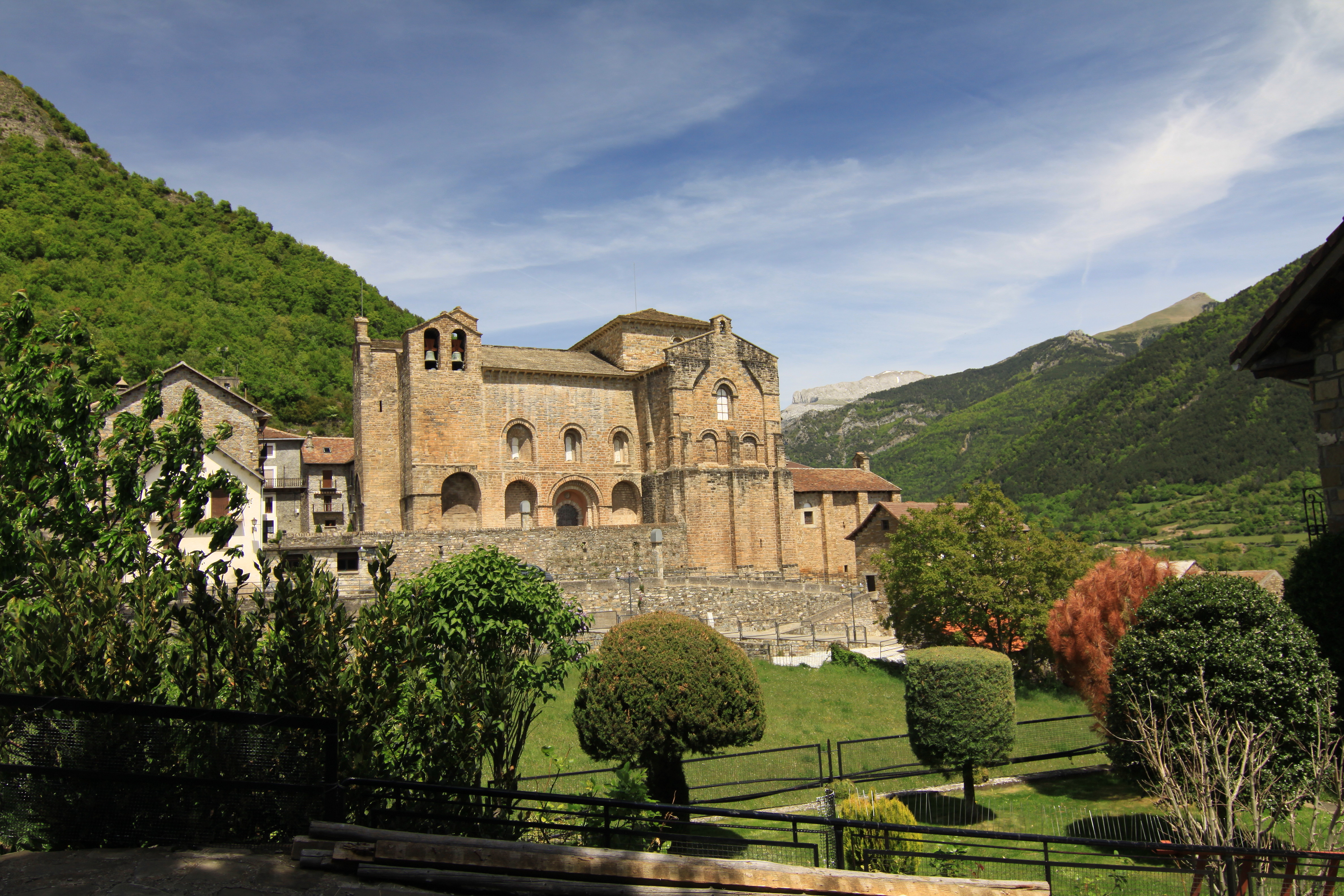
San Pedro de Siresa, foco monástico, político y cultural del condado aragonés, donde fue educado el rey Alfonso I de Aragón

En 1076, a la muerte de Sancho IV el de Peñalén, Sancho Ramírez reúne los reinos de Aragón y de Pamplona, mientras que Castilla hace lo propio con la zona occidental de los antiguos dominios de Sancho el Mayor. A través de los reinados de Sancho Ramírez de Aragón y Pedro I, amplía sus fronteras al sur, establece fortalezas amenazantes sobre la capital de Zaragoza en El Castellar y Juslibol y toma Monzón y tras largo asedio, Huesca, que pasa a ser la nueva capital.
Así se llega al reinado de Alfonso I «el Batallador» que conquistaría Ejea al oeste y Tamarite al este, y tras la batalla de Valtierra, tomaría por capitulación Zaragoza, la capital de la Taifa de Saraqusta (18 dic 1118), y en seguida Tudela. Cuando sitiaba Calatayud, abandonó al asedio para salir al encuentro de un gran ejército almorávid, al mando del emir Ibrahim ben Yūsuf, al que aniquiló en la gran batalla de Cutanda (17 jun 1120). Entonces se entregó Calatayud y todo el valle del Jiloca. A su muerte los nobles aragoneses elegirían a su hermano Ramiro II «el Monje», que dejó su vida religiosa para asumir el cetro real y perpetuar la dinastía, lo que no fue aceptado por los navarros, que eligieron rey propio. El rey monje consiguió la unión dinástica de la Casa real de Aragón con la casa condal de Barcelona en 1137, año en que la unión de ambos patrimonios daría lugar a la Corona de Aragón y agregaría las fuerzas que a su vez harían posible las conquistas del Reino de Mallorca y el Reino de Valencia. La Corona de Aragón llegaría a ser la potencia hegemónica del Mediterráneo, controlando territorios tan importantes como Sicilia o Nápoles.
La leyenda posterior hacía a la monarquía aragonesa elegible y creó una frase de coronación del rey que se perpetuaría durante siglos:

Nos, que valemos tanto como vos os hazemos nuestro Rey y Señor, con tal que nos guardéis nuestros fueros y libertades, y si no, no.
El Justicia de Aragón

Extensión de la Corona de Aragón a mediados del

Esa situación se repetiría en el Compromiso de Caspe (1412), donde se evita una guerra que hubiese desmembrado la Corona de Aragón al surgir un buen puñado de aspirantes al trono, tras la muerte de Martín I «el Humano» un año después de la muerte de su primogénito, Martín «el Joven». Fernando de Antequera es el elegido, de la rama castellana de los Trastámara, pero también directamente entroncado con el rey aragonés Pedro IV «el Ceremonioso», a través de su madre Leonor de Aragón.
Aragón es ya un ente político de gran escala: la Corona, las Cortes, la Diputación del Reino y el Derecho Foral constituyen su naturaleza y su carácter. El matrimonio de Fernando II de Aragón con Isabel I de Castilla, celebrado en 1469 en Valladolid, derivó posteriormente en la unión de las coronas de Aragón y Castilla, creando las bases del Estado Moderno.

### Edad Moderna

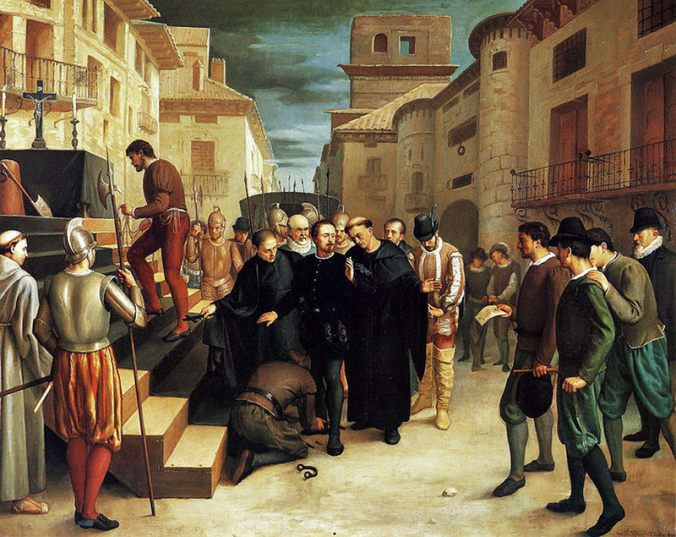
Juan de Lanuza antes de ser ejecutado en 1591 por Felipe II

La Edad Moderna, sin embargo, presenció también las tensiones entre el poder de la Monarquía Hispánica y los establecidos en los estados forales procedentes de la evolución de las instituciones medievales, que acabaron estallando en el conflicto de las Alteraciones de Aragón de 1591.

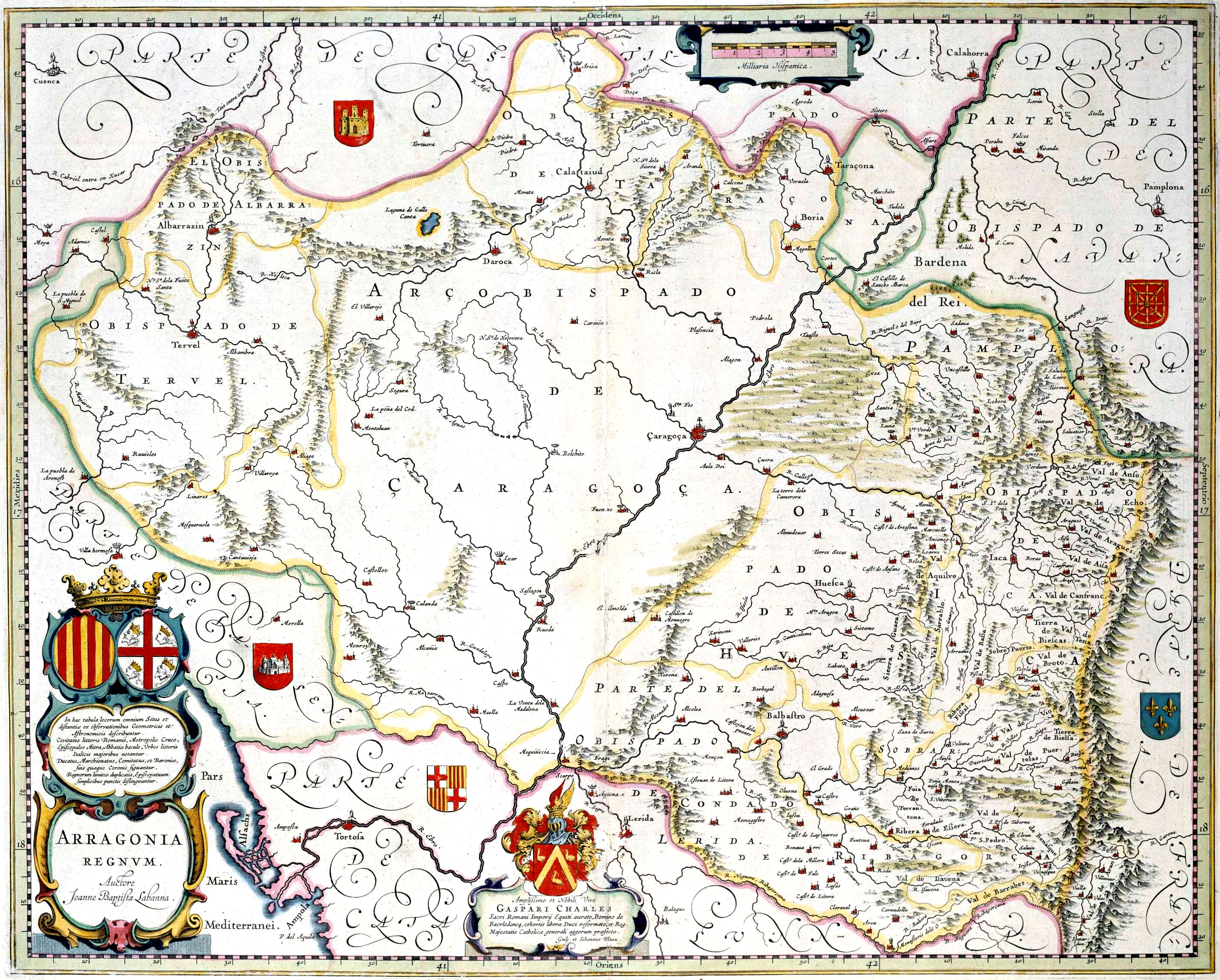
Aragonia Regnum, mapa de los Blaeu basado en el de Juan Bautista Labaña (c. 1640)

Tras el recorte subsiguiente a las atribuciones de la Generalidad de Aragón en las Cortes de Tarazona de 1592, fundamentalmente en materia militar para evitar que pudiera ser armado frente al rey de España un ejército con los recursos y prerrogativas de la Diputación del General, el siglo XVII fue un periodo de decadencia de las instituciones propias del Reino de Aragón, que fue compensado con la labor historiográfica y de literatura jurídica que mantuvo la memoria de las peculiaridades aragonesas. Destaca en este sentido la creación en 1601 del Archivo del Reino de Aragón (en gran medida destruido durante la guerra de la Independencia española y los Sitios de Zaragoza junto con el Palacio de la Diputación del Reino), la continuidad del cargo de cronista de Aragón —donde habían destacado autores como Jerónimo Zurita— y sus resultados patentes en la obra de los hermanos Argensola con su Información de los sucesos de Aragón de 1590 y 1591 (de Lupercio) y Alteraciones populares de Zaragoza del año 1591 (de Bartolomé, o los Anales de Juan Costa y Jerónimo Martel, testigos presenciales y también cronistas del Reino, que fueron no obstante destruidos por la censura regia; obras todas ellas escritas para contrarrestar la versión filipina de los hechos.
Por otro lado, la Diputación del General también ejerció la censura, y ordenó quemar la Historia de las cosas sucedidas en este Reyno en seis volúmenes del castellano Antonio de Herrera porque «en dichas Crónicas se decían muchas cosas contrarias a la verdad» y se encomendó a Vicencio Blasco de Lanuza la redacción de unas Historias eclesiásticas y seculares de Aragón, cuyo segundo volumen, que trataba los graves sucesos recientemente ocurridos, fue publicado en 1619, tres años antes que el primero, lo que da idea de la intención de responder a la visión de Herrera. En la misma línea, se encargó un Ceremonial y breve relación de todos los cargos y cosas ordinarias de la Diputación del Reino de Aragón, a su teniente de alcaide, Lorenzo Ibáñez de Aoiz. También se emprende en este periodo la cartografía del Reino de Aragón, encomendada al portugués Juan Bautista Lavaña. Estas dos últimas obras fueron concluidas en 1611.
Durante la Guerra de Sucesión, Aragón (al igual que el resto de territorios de la Corona: Cataluña, Valencia y Mallorca) apoyó al archiduque Carlos (de la casa de Austria) frente a Felipe V (de los Borbones). Tras la batalla de Almansa (1707), Felipe V abolió los fueros aragoneses, adoptó varias medidas centralistas y fueron anuladas todas las antiguas disposiciones políticas del reino (Decretos de Nueva Planta). Aragón se convirtió en la práctica en una provincia y su Consejo fue absorbido por el Consejo de Castilla.

### Edad Contemporánea

Ruinas del Monasterio de Santa Engracia tras los sitios de Zaragoza

La guerra de la Independencia, tras la intensa destrucción de la ciudad de Zaragoza, detuvo el progreso económico y retrasó de modo importante la incorporación de la capital al ritmo de la modernidad. Con la primera organización provincial de 1822 de España, Aragón contó con cuatro provincias, siendo Calatayud capital de la cuarta provincia que comprendía municipios de las actuales provincias de Zaragoza, Teruel, Soria y Guadalajara. Desapareció con la nueva abolición de la Constitución por Fernando VII. La división provincial de 1833 organizó el territorio aragonés en las tres actuales provincias.

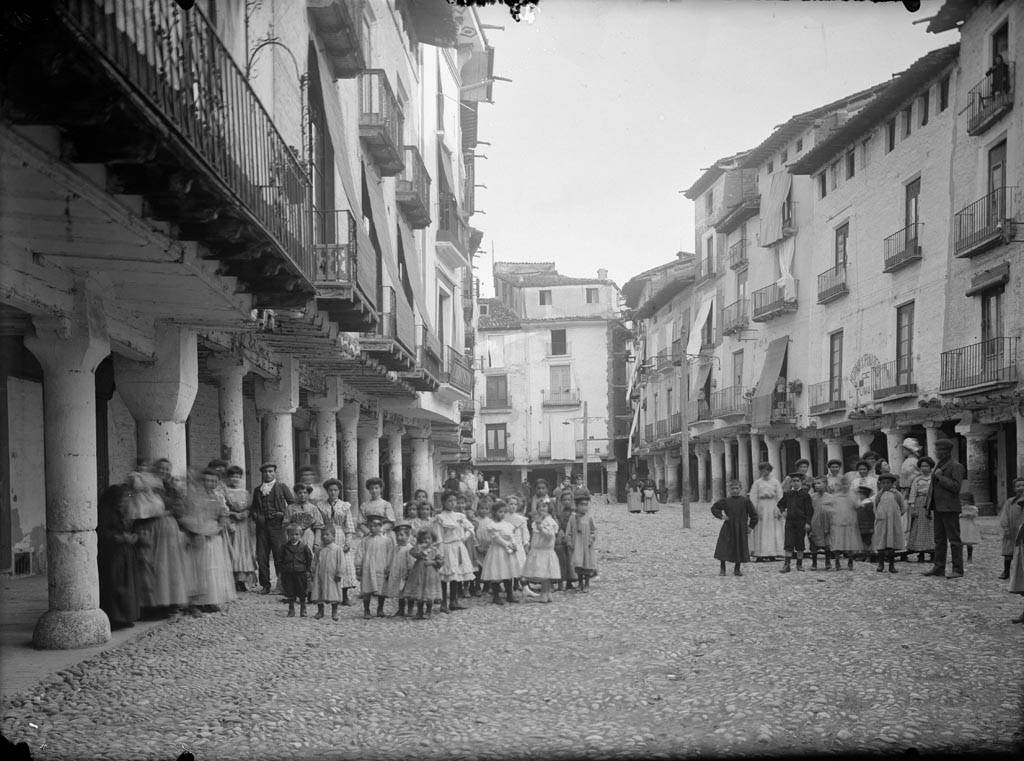
Niños en la plaza mayor de Barbastro (c. 1911)

A lo largo del siglo XIX los carlistas, que buscaron adeptos para su causa en esta tierra, ofrecieron la restauración de pasadas libertades forales del ya antiguo y desaparecido reino de Aragón. También fue en este siglo el paso de una sociedad rural a un funcionamiento industrial y urbano, llevando un éxodo masivo del campo a las ciudades más grandes de Aragón, Huesca, Zaragoza, Teruel o Calatayud, y una verdadera emigración a otras regiones cercanas, como Cataluña y Madrid.
Durante el siglo XX, la historia de Aragón ha ido pareja a la del resto del territorio español, a destacar el impulso económico «coyuntural» en la dictadura del militar Miguel Primo de Rivera (1923-1931) y del progreso en las libertades civiles e individuales, durante la Segunda República. También en junio de 1936 se presentó en las Cortes españolas el Anteproyecto de Estatuto de Autonomía de Aragón pero la inminente guerra civil impidió el desarrollo del proyecto autonomista.

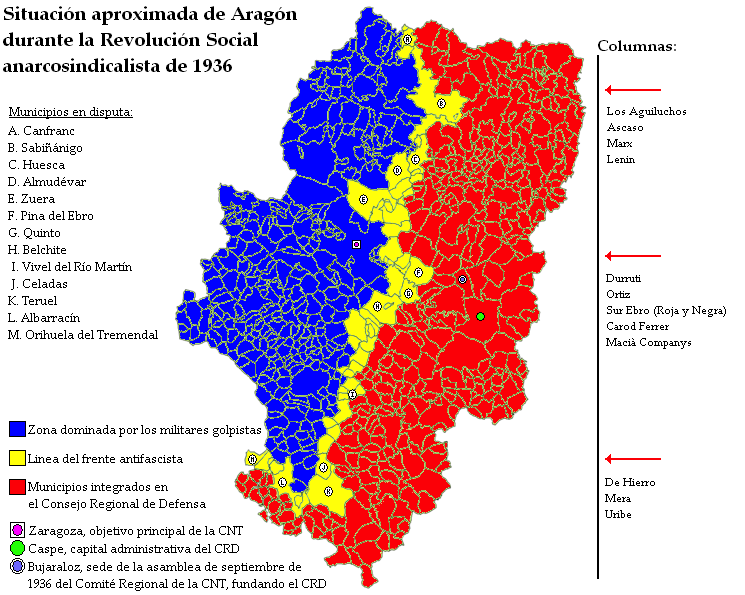
Aragón durante la guerra civil

Aragón quedó dividido por los dos bandos enfrentados en la Guerra Civil. Por un lado, la zona oriental, más próxima a Cataluña y controlada por el Consejo Regional de Defensa de Aragón, leal a la República, y por otro la zona occidental, donde se ubicaban las tres capitales provinciales y bajo el control del bando sublevado nacional, habiendo una dura, cruenta y salvaje represión en las mismas y durante la contienda. En Aragón se libraron algunas de las batallas más importantes de la Guerra Civil, como la de Belchite, la de Teruel o la del Ebro. Aragón desde 1939 estuvo bajo la dictadura franquista junto con el resto de España.
Durante los años 1960 se desencadenó un éxodo y un despoblamiento de las zonas rurales hacia las zonas industriales como las capitales de provincia, otras zonas de España, además de otros países europeos. En 1964 se creó en Zaragoza uno de los llamados Polos de Desarrollo. En los años 1970 se vivió como en el resto del Estado un periodo de transición, tras la extinción del anterior régimen, con la recuperación de la normalidad democrática y la creación de un nuevo marco constitucional.

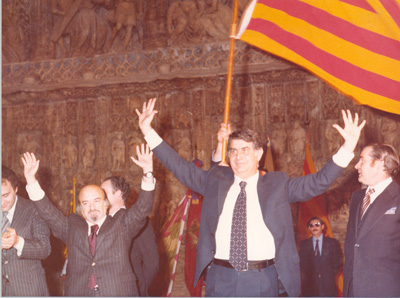

Se empezó a reclamar una autonomía política propia, para el territorio histórico aragonés; sentimiento que quedó reflejado en la histórica manifestación del 23 de abril de 1978 que reunió a más de 100 000 aragoneses por las calles de Zaragoza. Al no haber plebiscitado, en el pasado, afirmativamente un proyecto de Estatuto de autonomía (disposición transitoria segunda de la constitución) y no haciendo uso del difícil acceso a la autonomía por el artículo 151 cuyo procedimiento agravado requería, aparte de que la iniciativa del proceso autonómico siguiera los pasos del artículo 143, que fuera ratificado por tres cuartas partes de los municipios de cada una de las provincias afectadas que representasen al menos la mayoría del censo electoral, y que dicha iniciativa fuera aprobada mediante referéndum por el voto afirmativo de la mayoría absoluta de los electores de cada provincia, Aragón accedió al autogobierno por la vía lenta del artículo 143 obteniendo menor techo competencial, y menor autogestión de recursos, durante más de veinte años.

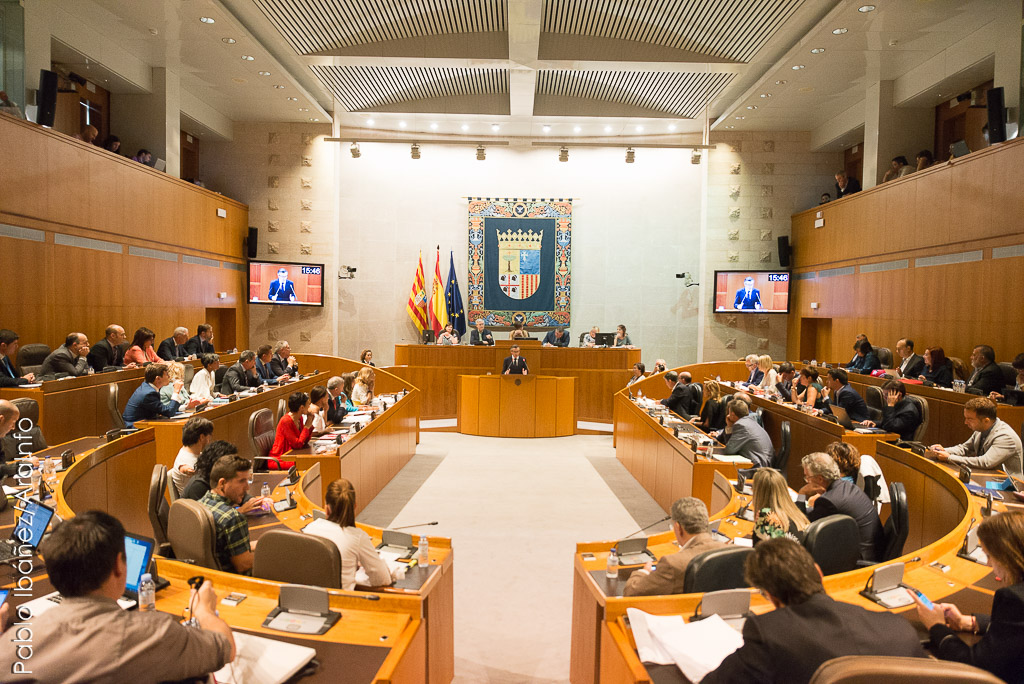
Cortes de Aragón en el Palacio de la Aljafería de Zaragoza

El 10 de agosto de 1982, fue aprobado por las Cortes Generales el estatuto de autonomía de Aragón, firmado por el entonces presidente del Gobierno, Leopoldo Calvo-Sotelo, y sancionado por el rey Juan Carlos I. El 7 de mayo de 1992 una Comisión Especial de las Cortes de Aragón, elaboraba un texto reformado que fue aprobado por las Cortes de Aragón y por las Cortes Españolas. De nuevo, una pequeña reforma estatutaria en 1996 amplió el marco competencial, obligando a una definitiva revisión integral durante varios años, siendo aprobado un nuevo texto estatutario en 2007, por mayoría pero sin logar una total unanimidad. En los años 1990, la sociedad aragonesa incrementa un significativo paso cualitativo en la calidad de vida debido al progreso económico del Estado en todos los niveles.

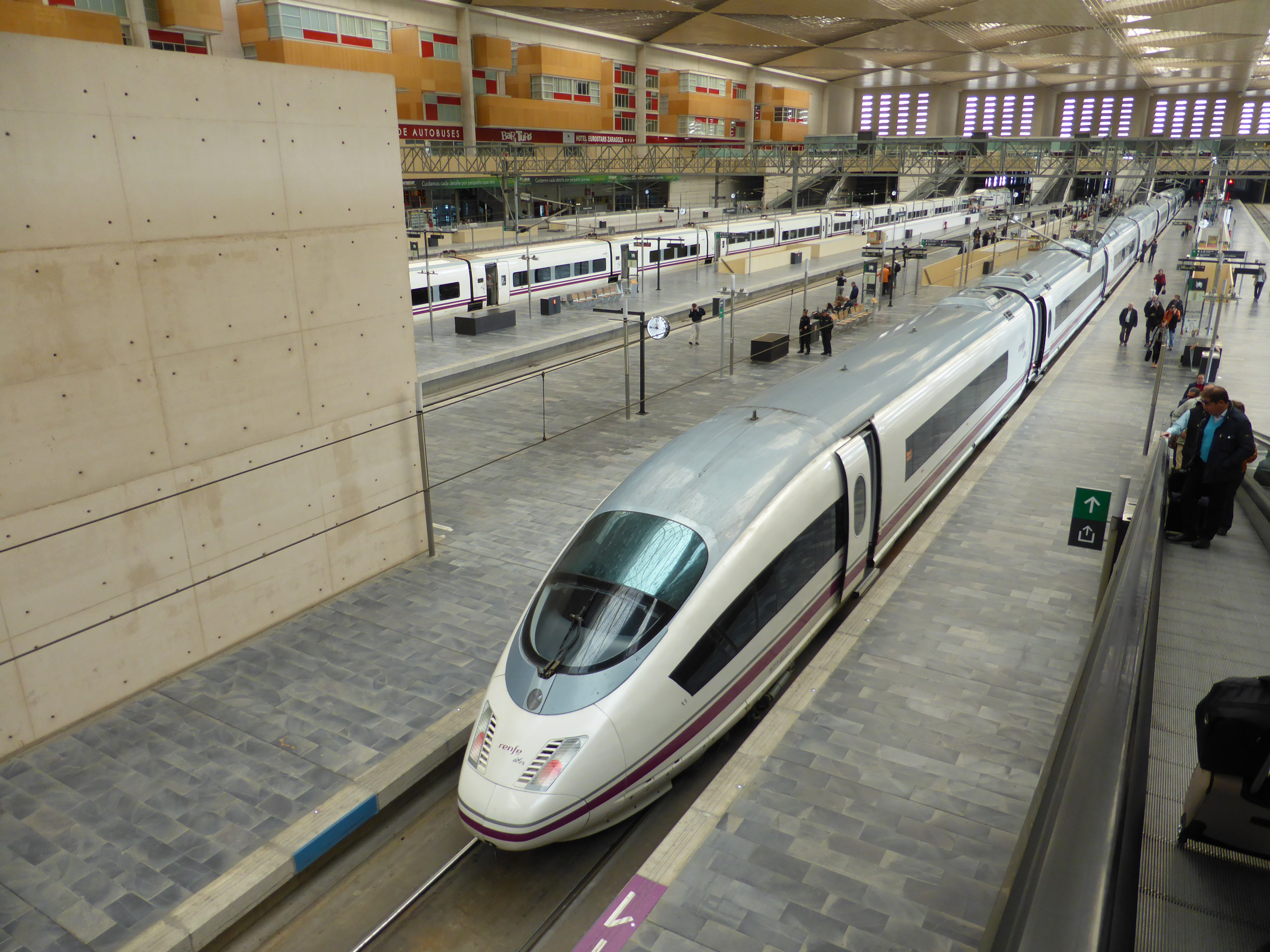
Tren AVE en la estación de Zaragoza-Delicias

A comienzos del siglo XXI, se establece un significativo incremento de infraestructuras como la llegada del tren de Alta Velocidad (AVE), la construcción de la nueva autovía Somport-Sagunto y el impulso de los dos aeropuertos de la comunidad autónoma, Zaragoza y Huesca-Pirineos. A su vez se acometieron grandes proyectos tecnológicos, como el Parque Tecnológico Walqa y la implantación de una red telemática por toda la comunidad.

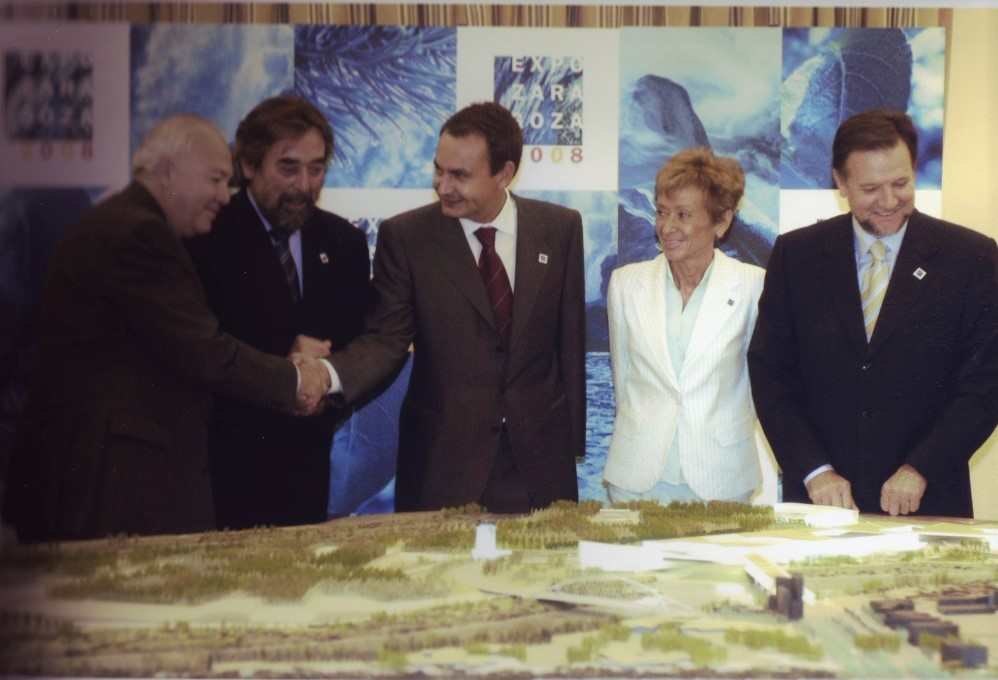
Presentación en 2004 del proyecto de la Expo 2008

En 2007 se reformó de nuevo el Estatuto de Autonomía de Aragón –que fue aprobado por un amplio consenso en las Cortes de Aragón al contar con el apoyo del PSOE, del PP, del PAR y de IU, mientras que CHA se abstuvo– concediendo a la comunidad autónoma el reconocimiento de nacionalidad histórica (desde la ley orgánica de 1996 de reforma del estatuto, poseía la condición de nacionalidad), se incluye un nuevo título sobre la Administración de Justicia y otro sobre derechos y deberes de los aragoneses y principios rectores de las políticas públicas, la posibilidad de creación de una agencia tributaria propia en colaboración con la estatal, también la obligación a los poderes públicos a velar para evitar trasvases de las cuencas hidrográficas como el trasvase del Ebro, entre otros muchas modificaciones del Estatuto de Autonomía.
La designación de Zaragoza como sede para la Exposición Internacional de 2008, cuyo eje temático giró en torno al agua y el desarrollo sostenible, supuso una serie de cambios y crecimiento acelerado para la comunidad autónoma. Además ese mismo año se celebraron dos aniversarios, el bicentenario de Los Sitios de Zaragoza de la Guerra de la Independencia contra la invasión napoleónica, acaecidos en 1808 y el centenario de la exposición Hispano-Francesa de 1908 que supuso como un acontecimiento moderno, para demostrar el empuje cultural y económico de Aragón y a la vez que serviría para estrechar lazos y restañar heridas con los vecinos franceses tras los acontecimientos de las guerras napoleónicas del siglo anterior.

## Economía

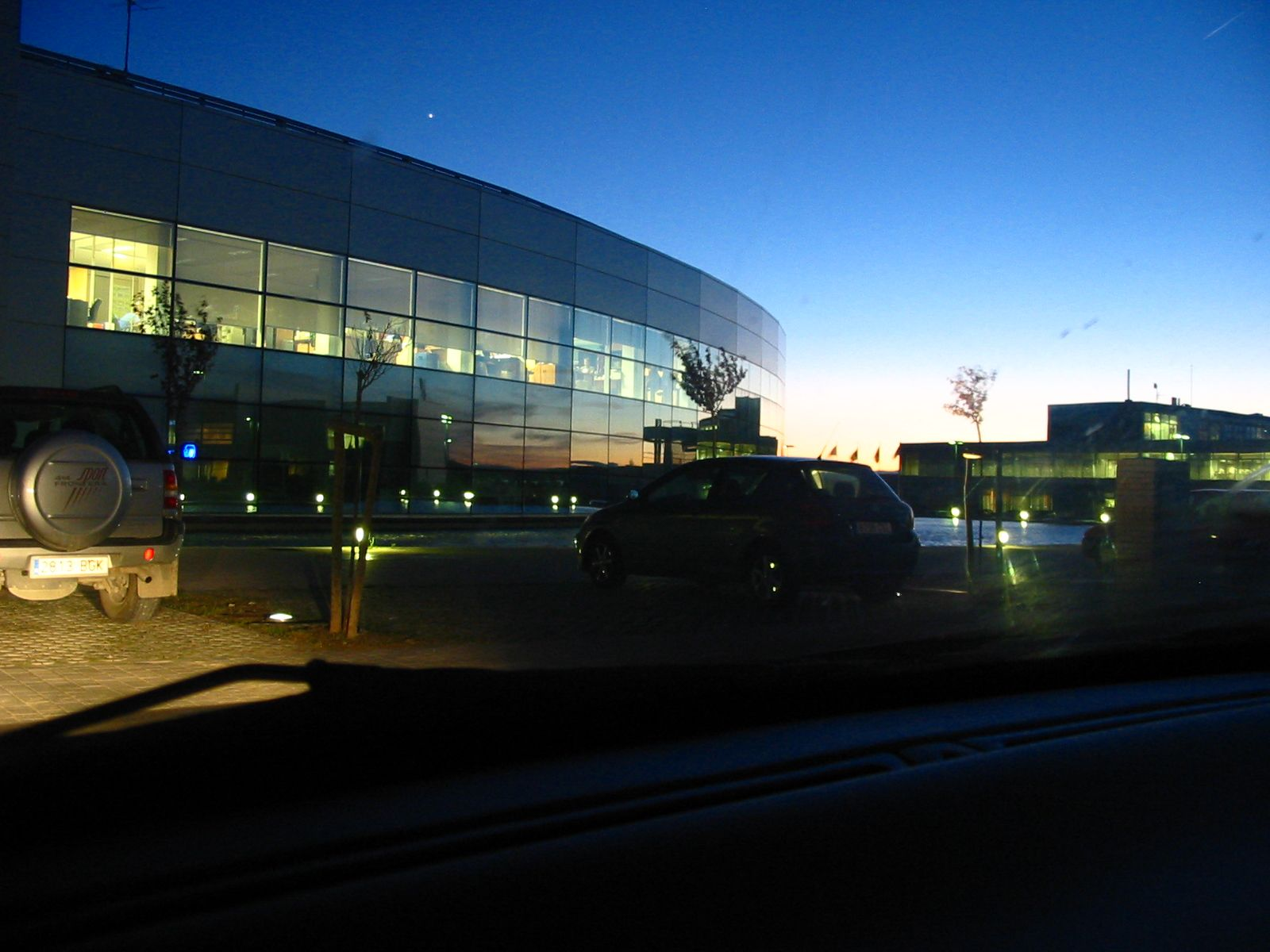
El Parque Tecnológico Walqa en Huesca cuenta con más de 60 empresas de base tecnológica

Su economía tradicional perteneciente al sector primario con predominio de los cultivos cerealísticos y forrajeros, apoyados por una cabaña ovina importante, se ha visto muy modificada en los últimos años por el ascenso imparable del sector industrial, de servicios y comercio, seguido del turismo. A estos efectos resulta destacable el papel de Zaragoza y su capacidad comercial y logística en el sector noreste peninsular.
El PIB de Aragón supone el 3 % del PIB total de España, situándose el PIB per cápita, en el año 2008, en 26 107 €, el quinto puesto en España, superando la media nacional y de la UE. La empresa Opel (Groupe PSA) tiene una factoría situada cerca de la ciudad de Zaragoza, en el municipio de Figueruelas. Existen otras empresas importantes en generación eléctrica como Endesa con su Central Térmica Teruel, en Andorra; la papelera SAICA, en Zaragoza y Burgo de Ebro; ICT Ibérica, también en el Burgo de Ebro, Pikolín, Sabeco, Inditex o BSH, en Zaragoza; Chocolates Lacasa en Utebo; o la maderera de Cella, la tercera de Europa.
El Complejo PLAZA, cercano al aeropuerto zaragozano, supone el mayor centro de logística de mercancías y transporte del sur de Europa.

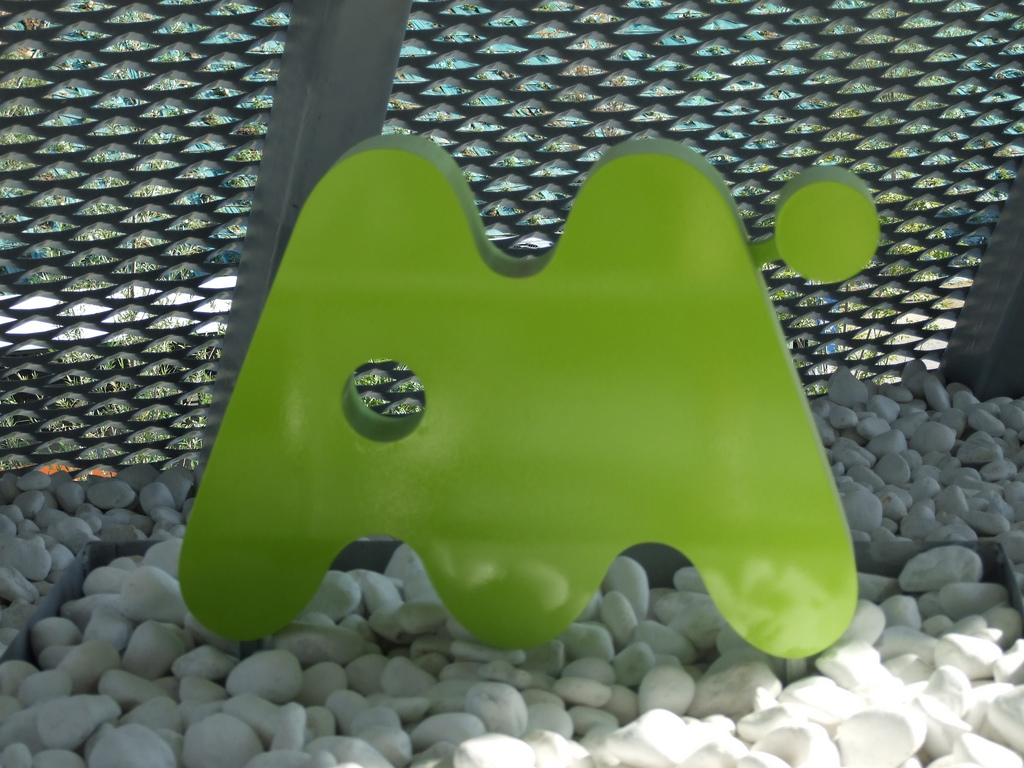
Logotipo de Aramón

Se pone en marcha la Radio y Televisión autonómica, tras casi quince años de una continua demora por «circunstancias extraordinarias» de carácter político y económico, donde los intereses cruzados de los medios de comunicación locales y la falta de consenso político general, había postergado esta iniciativa multimedia.
Sus productos tradicionales son ya conocidos a nivel internacional, destacando el ternasco de Aragón, el pan con tomate, los vinos del Somontano, el jamón de Teruel, el aceite de oliva del Bajo Aragón, el melocotón de Calanda y la almendra. Las denominaciones de origen existentes les han ayudado a abrir nuevos mercados internacionales como Japón, China o Estados Unidos además de Europa.

Gráfico de las exportaciones de Aragón en 2020

El futuro se perfila hacia el crecimiento del sector terciario, el mantenimiento del secundario, y la reducción paulatina del primario, al igual que la mayoría de las economías occidentales. Como actividades económicas importantes destaca el crecimiento del turismo deportivo, potenciado a través de Aramón, es decir, el conjunto de las estaciones de esquí; si bien se está desarrollando un fenómeno reciente facilitado por la mejora de las comunicaciones por carretera (Autovía Mudéjar), como es el turismo cultural, donde la ciudad de Teruel se está convirtiendo en un centro de atracción a nivel nacional, gracias a su patrimonio histórico (el mudéjar aragonés, declarado Patrimonio de la Humanidad), el parque temático Dinópolis y su cercanía a Albarracín.

## Demografía
Aragón cuenta con 1 329 391 habitantes (IAEST), 01-01-2020), de los que un 50,77 % viven en la capital, Zaragoza, única ciudad de la comunidad que supera los 100 000 habitantes (666 880 habitantes, según INE 2018); esta concentración es reciente, ya que en 1950 la capital autonómica concentraba solamente el 24 % de la población total. Consecuencia del despoblamiento rural, debido a la escasez de infraestructuras e inversiones públicas en gran parte del territorio, el resto del territorio presenta una ocupación muy débil; no en vano, Aragón, con 27,85 hab./km², es la cuarta comunidad autónoma de España con menor densidad de población, siendo solo superada por Castilla-La Mancha, Extremadura y Castilla y León.
Según el censo de 1991, Aragón contaba con 1 221 546 habitantes, es decir un 3,10 % de la población nacional y una densidad de 25,6 habitantes/km². Desde entonces la población ha crecido casi solo en las principales ciudades, y a un ritmo muy inferior al de la media española, por lo que en el 2006 la población aragonesa solo representaba el 2,86 % de la población nacional. En los últimos años se invirtió esta tendencia y actualmente Aragón representa un 2,8 % de la población total de España.
La proporción de extranjeros residentes en el padrón de 2018 es del 10,80 %, proporción cercana aunque superior a la media nacional (9,78 %).

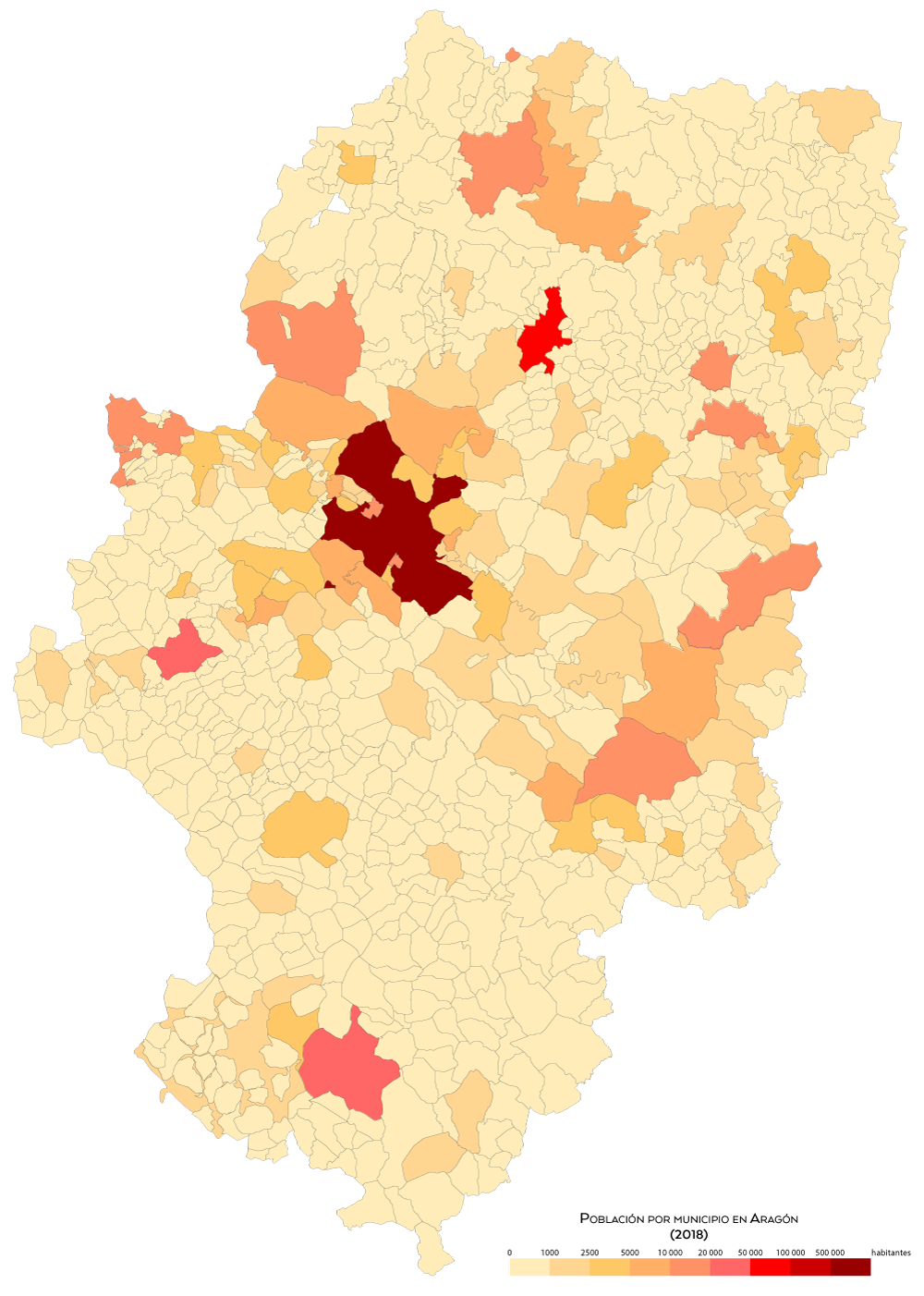
Población por municipio (2018)
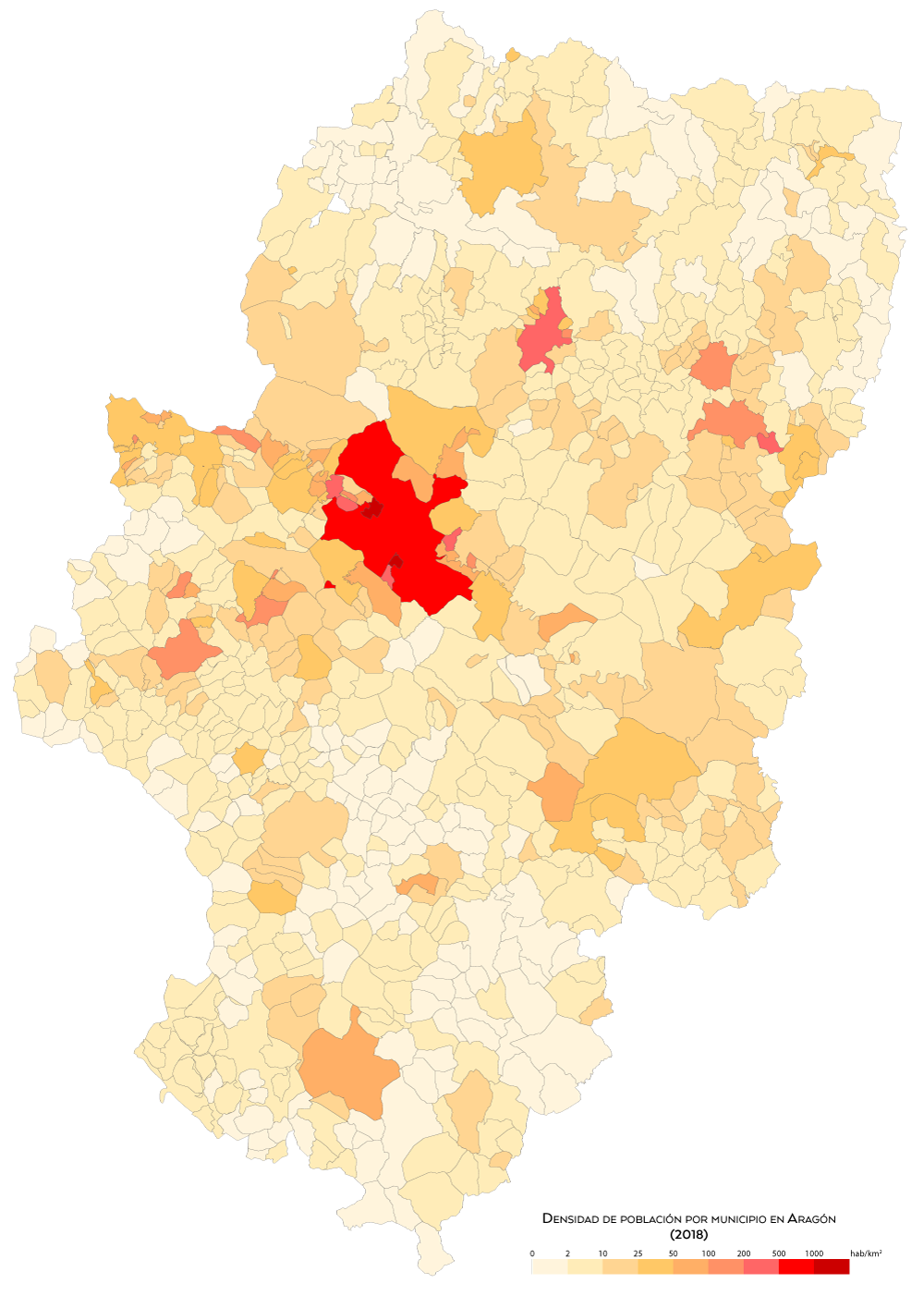
Densidad de población por municipio (2018)
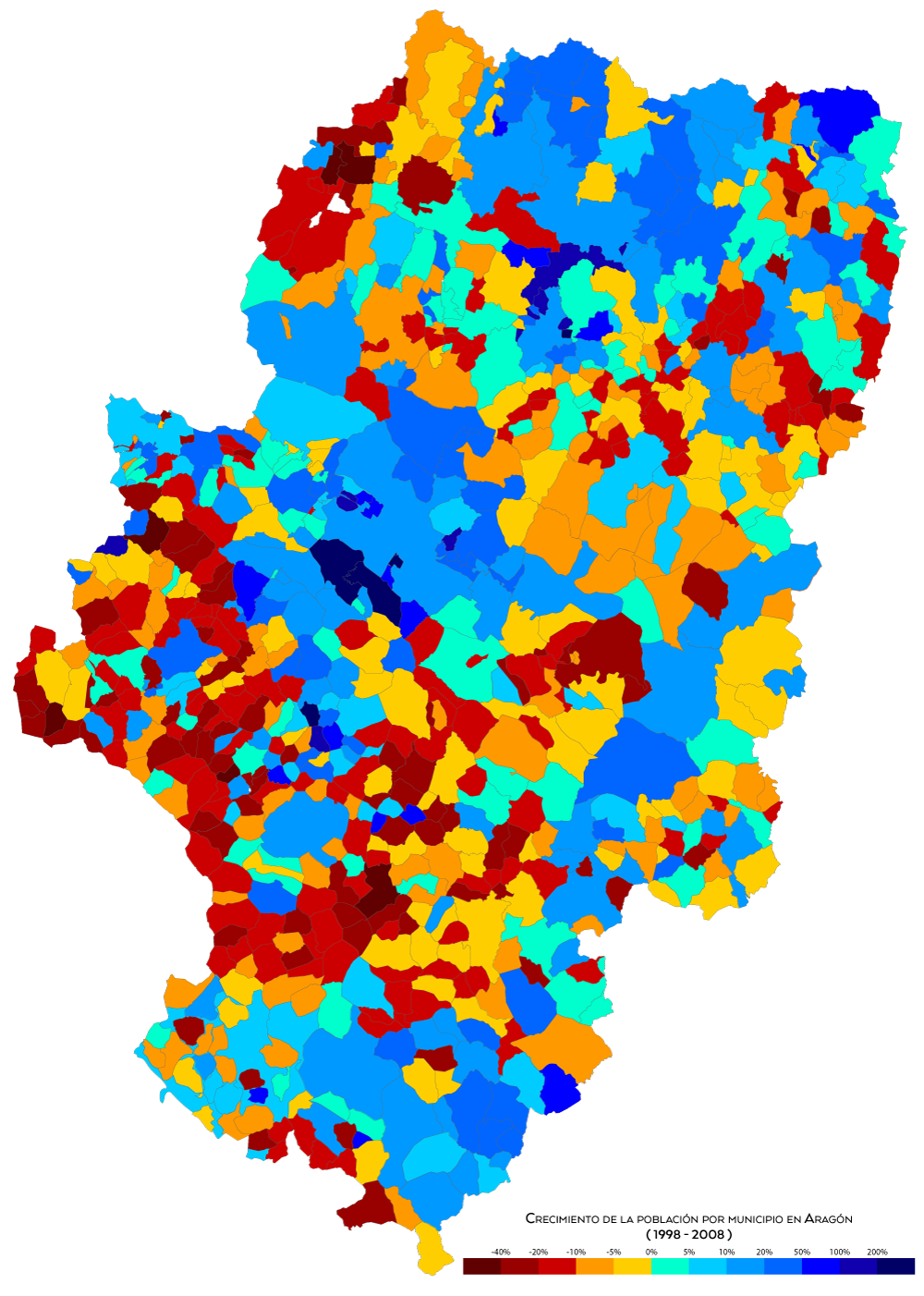
Crecimiento de la población por municipio entre 1998 y 2008
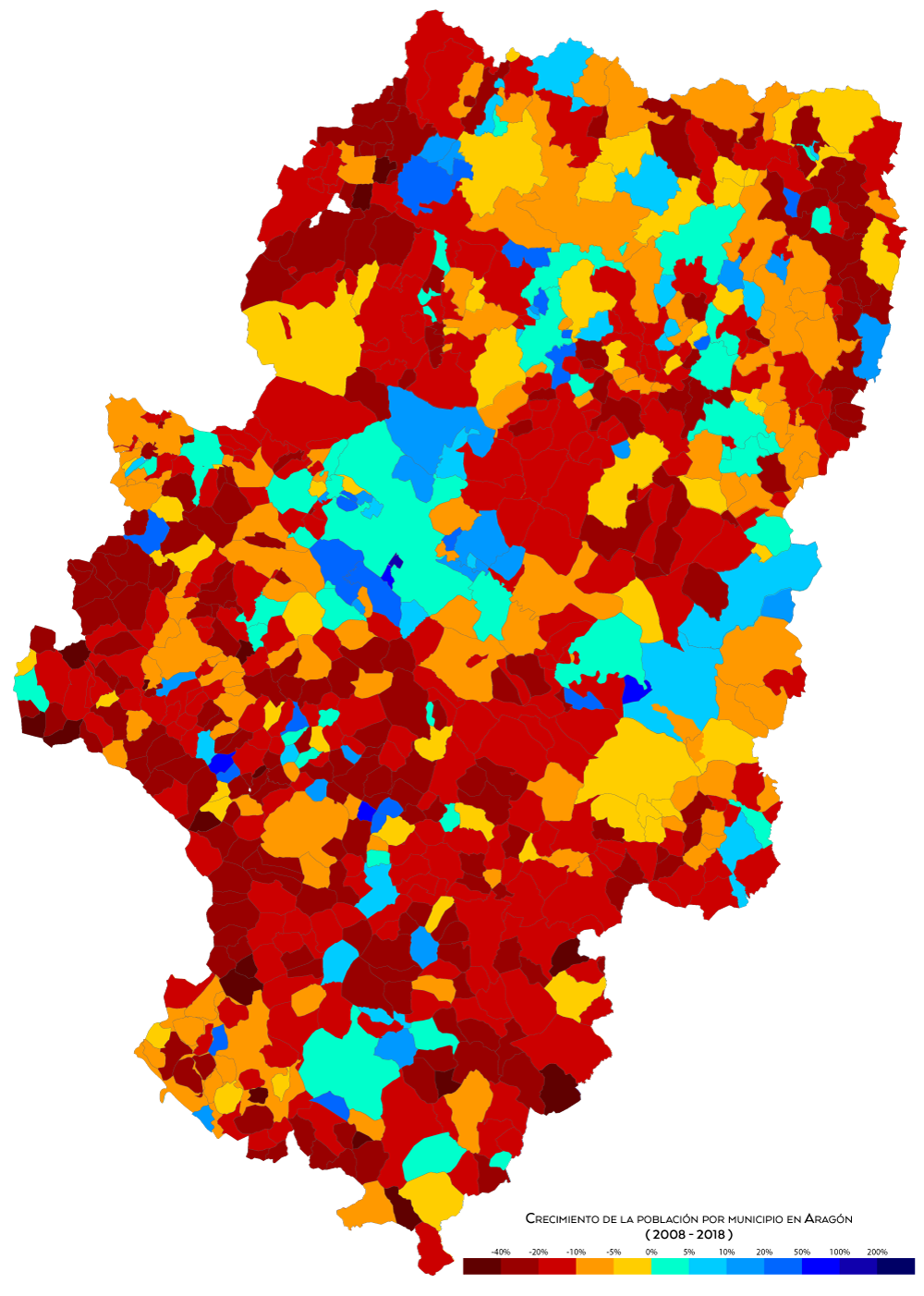
Crecimiento de la población por municipio entre 2008 y 2018

|            | 1787      | 1857      | 1887      | 1900      | 1910      | 1920      | 1930      | 1940      |
| ---------- | --------- | --------- | --------- | --------- | --------- | --------- | --------- | --------- |
| Población  | 623 055   | 880 643   | 912 197   | 912 711   | 952 743   | 997 154   | 1 031 559 | 1 058 806 |
| Porcentaje | 5,96 %    | 5,69 %    | 5,19 %    | 4,90 %    | 4,77 %    | 4,66 %    | 4,36 %    | 4,07 %    |
|            | 1950      | 1960      | 1970      | 1981      | 1991      | 2001      | 2011      | 2018      |
| Población  | 1 094 002 | 1 105 498 | 1 152 708 | 1 213 099 | 1 221 546 | 1 199 753 | 1 346 293 | 1 308 728 |
| Porcentaje | 3,89 %    | 3,61 %    | 3,39 %    | 3,21 %    | 3,10 %    | 2,92 %    | 2,85 %    | 2,80 %    |

| Gráfica de evolución demográfica de Aragón entre 1990 y 2018                            |
|                                                                                         |
| Fuente: Instituto Nacional de Estadística de España - Elaboración gráfica por Wikipedia |

### Comunidades aragonesas en el exterior
Su regulación se encuentra en la Ley 5/2000, de 28 de noviembre, de Relaciones con las Comunidades Aragonesas del Exterior, haciendo efectivo el artículo 8 del Estatuto de Autonomía de Aragón el cual establece que «los poderes públicos aragoneses velarán para que las comunidades aragonesas asentadas fuera de Aragón puedan, en la forma y con el alcance que una Ley de Cortes aragonesas determine, participar en la vida social y cultural de Aragón, sin que ello suponga en ningún caso la concesión de derechos políticos», que también dispone en el apartado 2.b) del artículo 6 que «corresponde a los poderes públicos aragoneses, sin perjuicio de la acción estatal y dentro del ámbito de sus respectivas competencias, impulsar una política tendente a la mejora y equiparación de las condiciones de vida y trabajo de los aragoneses, propugnando especialmente las medidas que eviten su éxodo, al tiempo que hagan posible el regreso de los que viven y trabajan fuera de Aragón».
La relación entre los miembros de las comunidades aragonesas y las instituciones públicas de la comunidad autónoma de Aragón, se realiza a través de las Casas y Centros de Aragón, que son aquellas fundaciones, agrupaciones y demás entidades con personalidad jurídica, sin ánimo de lucro, legalmente constituidas fuera del territorio de la comunidad autónoma de Aragón, cuyos fines estatutarios y su actuación ordinaria se dirija hacia el mantenimiento de lazos culturales, sociales y económicos con Aragón, sus gentes, su historia, sus lenguas y hablas, sus tradiciones y su cultura.
Para ser reconocido como Casa o Centro de Aragón es necesario solicitarlo formalmente para que posteriormente sea aprobado por Acuerdo del Gobierno de Aragón, previo informe de la Comisión Permanente del Consejo de las Comunidades Aragonesas en el Exterior.
Este reconocimiento dará lugar a la inscripción de la misma en el Registro de Casas y Centros de Aragón.
Asimismo, las Casas y Centros de Aragón pueden constituirse en Federaciones y Confederaciones a los efectos de defender e integrar sus intereses y de facilitar el cumplimiento conjunto y coordinado de sus fines.

## Gobierno y política
Según el artículo 11.º del Estatuto de Autonomía de Aragón, en su título primero, las cuatro instituciones con poder político en Aragón: las Cortes de Aragón, el Presidente, el Gobierno de Aragón y el Justicia de Aragón.
En las Cortes de Aragón recae el poder legislativo, representando al pueblo aragonés con 67 diputados, aprueban sus presupuestos, impulsan y controlan la acción de la Diputación General. Las Cortes elegirán, de entre sus miembros, a un presidente, una Mesa y una Diputación Permanente. La sede de las Cortes reside en el Palacio de la Aljafería, Zaragoza. La actual presidenta de las Cortes es Marta Fernández, de Vox.

### Poder legislativo
En las elecciones a las Cortes de Aragón de 2023, el partido más votado fue el PP, experimentando una subida importante y sumando 28 escaños, frente a los 23 del PSOE. Además, Vox se colocó en tercera posición con 7 parlamentarios, seguido de Chunta Aragonesista y Teruel Existe, con 3 escaños, y Podemos e Izquierda Unida, ambas formaciones con uniescaño. A su vez, el PAR continuó reduciendo su presencia, perdiendo dos de los tres escaños que consiguió en 2019.
| Nombre       | Nombre                    | Integrantes       | Portavoz          | Líder             | Escaños |
| ------------ | ------------------------- | ----------------- | ----------------- | ----------------- | ------- |
|              | G.P. Popular              | PP de Aragón      | Fernando Ledesma  | Jorge Azcón       | 28      |
|              | G.P. Socialista           | PSOE-Aragón       | Teresa Pérez      | Javier Lambán     | 23      |
|              | G.P. Vox                  | Vox               | Santiago Morón    | Alejandro Nolasco | 7       |
|              | G.P. Aragón-Teruel Existe | Teruel Existe     | Tomás Guitarte    | Tomás Guitarte    | 3       |
|              | G.P. Chunta Aragonesista  | CHA               | José Luis Soro    | José Luis Soro    | 3       |
|              | G.P. Mixto                | IU-A              | Álvaro Sanz       | Álvaro Sanz       | 1       |
| Podemos-Equo | G.P. Mixto                | Andoni Corrales   | Andoni Corrales   | 1                 |         |
| PAR          | G.P. Mixto                | Alberto Izquierdo | Alberto Izquierdo | 1                 |         |

### Poder ejecutivo

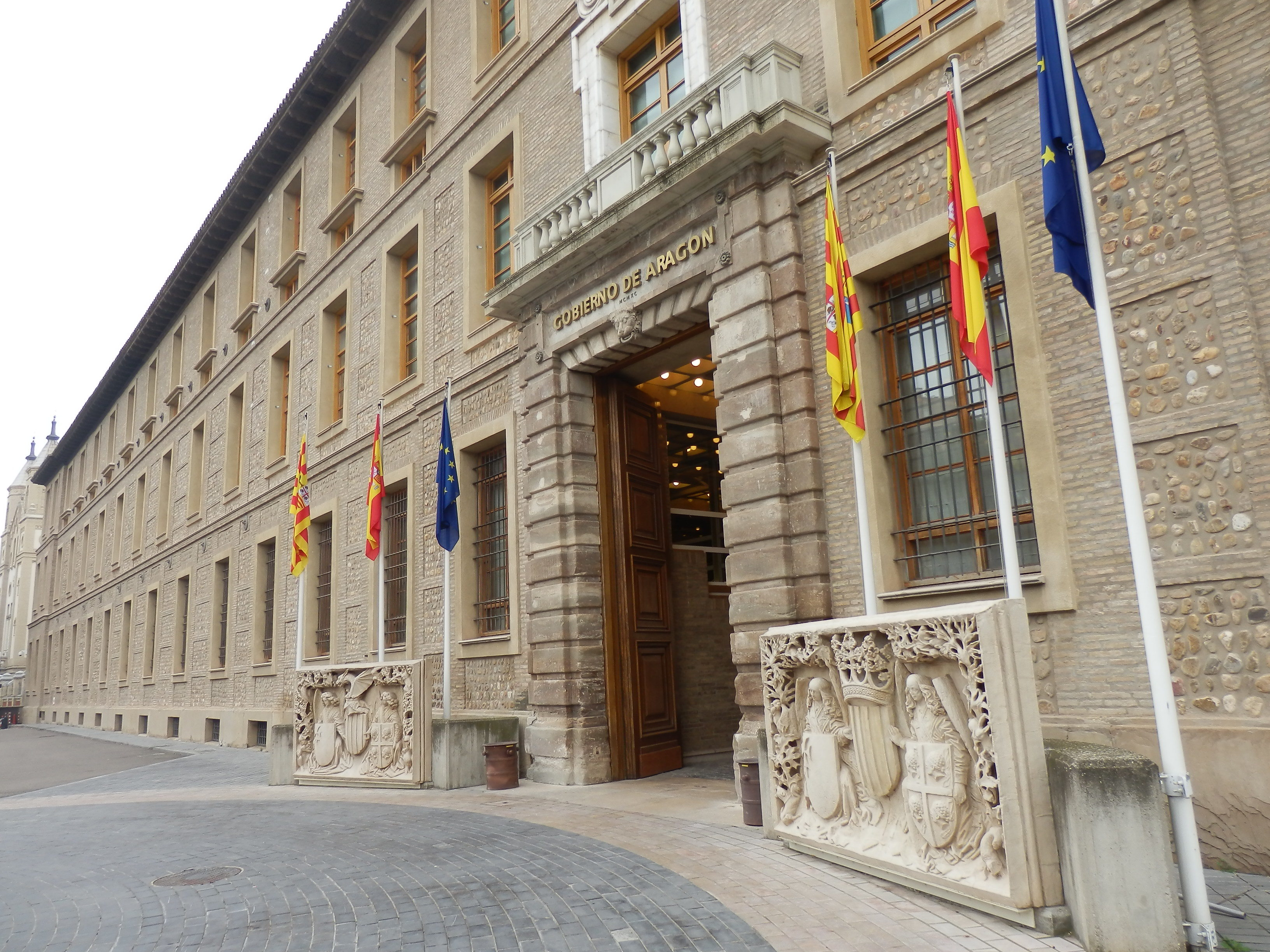
Real Casa de la Misericordia, sede del Gobierno de Aragón

El presidente del Gobierno de Aragón es elegido por las Cortes de Aragón, en la actualidad este cargo lo ostenta Jorge Azcón desde el 11 de agosto de 2023, del PP. Desde la reforma del Estatuto de Autonomía de Aragón en 2007, el presidente, como máxima representación del Gobierno de Aragón, puede disolver las Cortes y convocar elecciones cuando le parezca oportuno.
El Gobierno de Aragón o Diputación General de Aragón forma el poder ejecutivo de la comunidad autónoma y es el órgano de gobierno de Aragón. Está formado por el presidente y los consejeros. Su actual sede es el Palacio Pignatelli, también llamado Real Casa de la Misericordia, situado en la ciudad de Zaragoza. En la actualidad el Gobierno de Aragón está formado por un gobierno de coalición entre el Partido Popular y Vox, con el apoyo externo del PAR.

### Poder judicial
El Justicia de Aragón es una institución medieval que surgió en el Reino de Aragón en el siglo XIII para actuar como mediador y moderador en las pugnas y diferencias entre el rey y la nobleza. Actualmente se encarga de defender los derechos y libertades de los aragoneses de las Administraciones Públicas, defender el Estatuto de Autonomía de Aragón y tutelar el Ordenamiento Jurídico Aragonés. Su sede actual se encuentra en el Palacio de Armijo, en Zaragoza. Es la institución análoga al Defensor del Pueblo de otras autonomías.
Los dos órganos consultivos del Gobierno de Aragón son el Consejo Económico y Social de Aragón y la Comisión Jurídica Asesora.

### Diputaciones provinciales
Aragón está formado por tres diputaciones provinciales correspondientes a la Diputación Provincial de Huesca, la Diputación Provincial de Teruel y la Diputación Provincial de Zaragoza las cuales son entidades con personalidad jurídica propia, y con autonomía para la gestión de sus intereses.
- La Diputación Provincial de Huesca se encarga de las licitaciones a nivel local, promoción turística de la provincia, desarrollo de las últimas tecnologías, colaboración con diferentes entidades culturales, así como la otorgación de diferentes subvenciones. Todo ello con el marcado objetivo de promoción y ayuda al medio rural para otorgarle las mismas opciones de desarrollo. Está formado por el Pleno que tiene 25 diputados y el presidente de la Diputación. En la actualidad está el presidente de la Diputación es Miguel Gracia, del PSOE.

- La Diputación Provincial de Teruel tiene 25 diputados, los partidos políticos que tiene representación son el PP con 10 diputados, el PAR con cinco diputados, el PSOE con nueve diputados e IU con un diputado. Actualmente se compone por un gobierno de coalición entre el PAR y el PP y cuyo presidente es Ramón Millán, del PAR y alcalde de Castellote.

| Municipio              | Alcalde              | Partido |
| ---------------------- | -------------------- | ------- |
| Zaragoza               | Natalia Chueca       | PP      |
| Huesca                 | Lorena Orduna        | PP      |
| Teruel                 | Emma Buj             | PP      |
| Calatayud              | José Manuel Aranda   | PP      |
| Utebo                  | María Jesús Sariñena | PP      |
| Barbastro              | Fernando Torres      | PP      |
| Monzón                 | Isaac Claver         | PP      |
| Ejea de los Caballeros | Teresa Ladrero       | PSOE    |
| Alcañiz                | Miguel Ángel Estevan | PP      |

- La Diputación Provincial de Zaragoza se encarga entre otras cosas de la red de carreteras provincial, gestionar iniciativas de carácter cultural, la restauración de bienes artísticos, subvenciones etc. Entre sus actuaciones cabe destacar la creación de la Institución Fernando el Católico, organismo autónomo encargado de estudios locales y de la divulgación cultural en general. Actualmente se compone por 12 diputados del PSOE, 11 diputados del PP, 2 diputados de Vox, Chunta Aragonesista y Zaragoza en Común, ambas formaciones con 1 escaño. El presidente es Juan Antonio Sánchez Quero, del PSOE, alcalde de Tobed.

### Ayuntamientos
En las elecciones municipales de 2023 se eligieron en Aragón 4177 concejales y 731 alcaldes. El PSOE obtuvo 1633 concejales a pesar de tener menos votos que el PP que obtuvo 1472 concejales. El PAR fue el tercer partido con más concejales, un total de 334. 

### Partidos judiciales
En Aragón existen 16 partidos judiciales de los cuales siete pertenecen a la provincia de Zaragoza, seis a la de Huesca y tres a la de Teruel. La actual distribución de partidos judiciales de Aragón se debe a la Ley 38/1988, de 28 de diciembre, de Demarcación y de Planta Judicial.

### Barómetro de opinión
Según el Barómetro de Opinión de Aragón invierno 2011, el 3,1 % de la población aragonesa desea que Aragón sea un país o estado independiente. Otro 47,6 % opina que Aragón debe ser una comunidad autónoma con más competencias.

### Organización territorial
Aragón se divide en tres provincias desde la división territorial de 1833 que son, Huesca, Teruel y Zaragoza con sus tres capitales homónimas. Cada provincia tiene una serie de comarcas entre las que se encuentran Huesca con 10 comarcas, Teruel también con 10 comarcas y Zaragoza cuenta con 16 comarcas (3 de ellas compartidas con Huesca) y a la vez estas divididas en municipios.

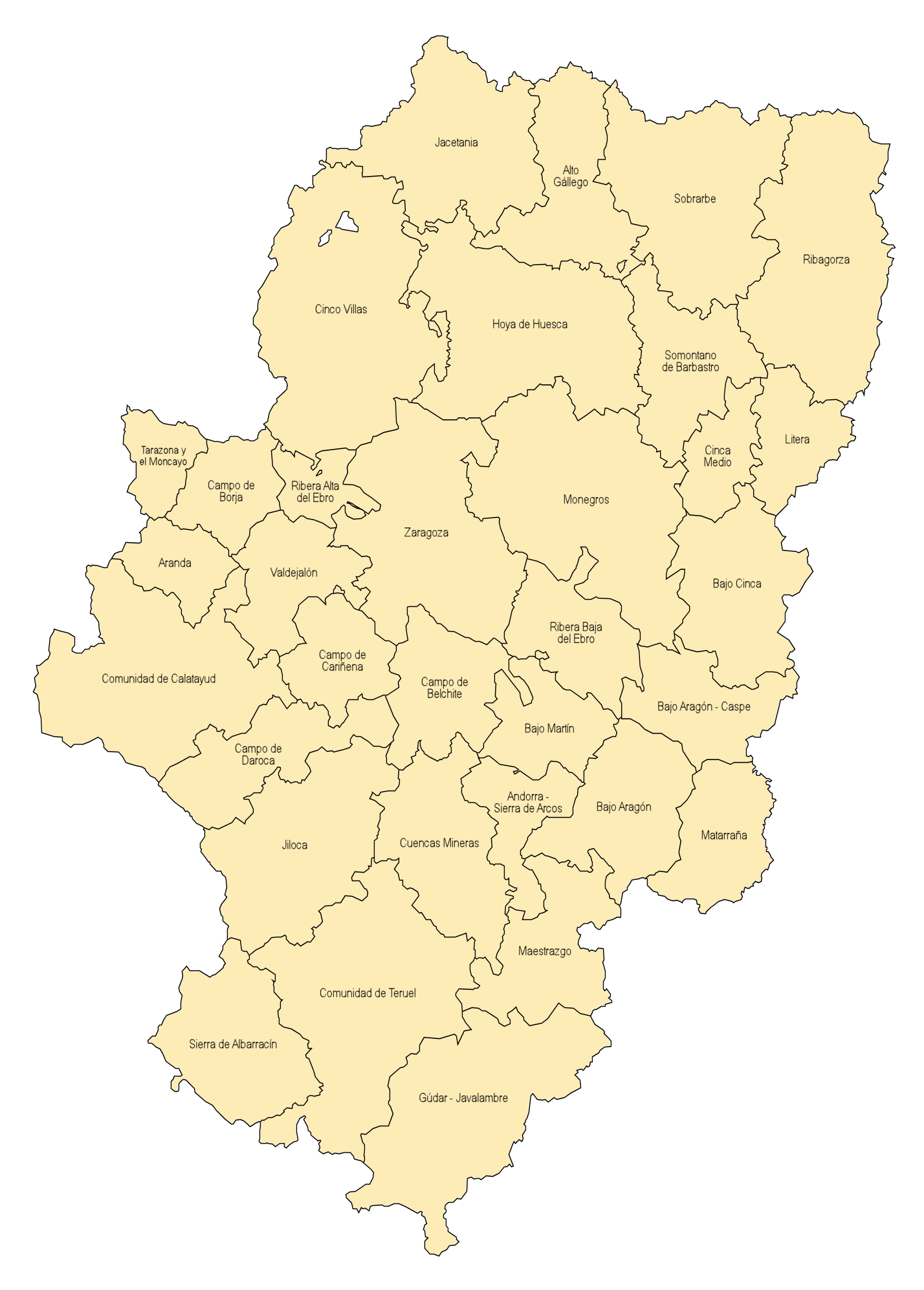
Mapa comarcal de Aragón

| ARAGÓN     |                                              | |                                                              |
| Provincias | Provincias                                   | Comarcas | Municipios                                                   |
|            | Provincia de Huesca Población 227 609 hab.   | Comarcas de Huesca Alto Gállego, Bajo Cinca, Cinca Medio, Hoya de Huesca, La Jacetania, La Litera, Los Monegros, Ribagorza, Sobrarbe y Somontano de Barbastro. | Huesca 52 296 hab. Municipios de la provincia de Huesca      |
|            | Provincia de Teruel Población 143 728 hab.   | Comarcas de Teruel Bajo Martín, Jiloca, Cuencas Mineras, Andorra-Sierra de Arcos, Bajo Aragón, Comunidad de Teruel, Maestrazgo, Sierra de Albarracín, Gúdar-Javalambre y Matarraña. | Teruel 35 841 hab. Municipios de la provincia de Teruel      |
|            | Provincia de Zaragoza Población 978 130 hab. | Comarcas de Zaragoza Aranda, Bajo Aragón-Caspe, Campo de Belchite, Campo de Borja, Campo de Cariñena, Campo de Daroca, Cinco Villas, Comarca Central, Comunidad de Calatayud, Ribera Alta del Ebro, Ribera Baja del Ebro, Tarazona y el Moncayo, y Valdejalón. *Algunos municipios pertenecen a las comarcas: La Jacetania, Hoya de Huesca, Los Monegros y Bajo Cinca. | Zaragoza 679 624 hab. Municipios de la provincia de Zaragoza |

## Infraestructuras y servicios

### Energía
Producción de energía eléctrica

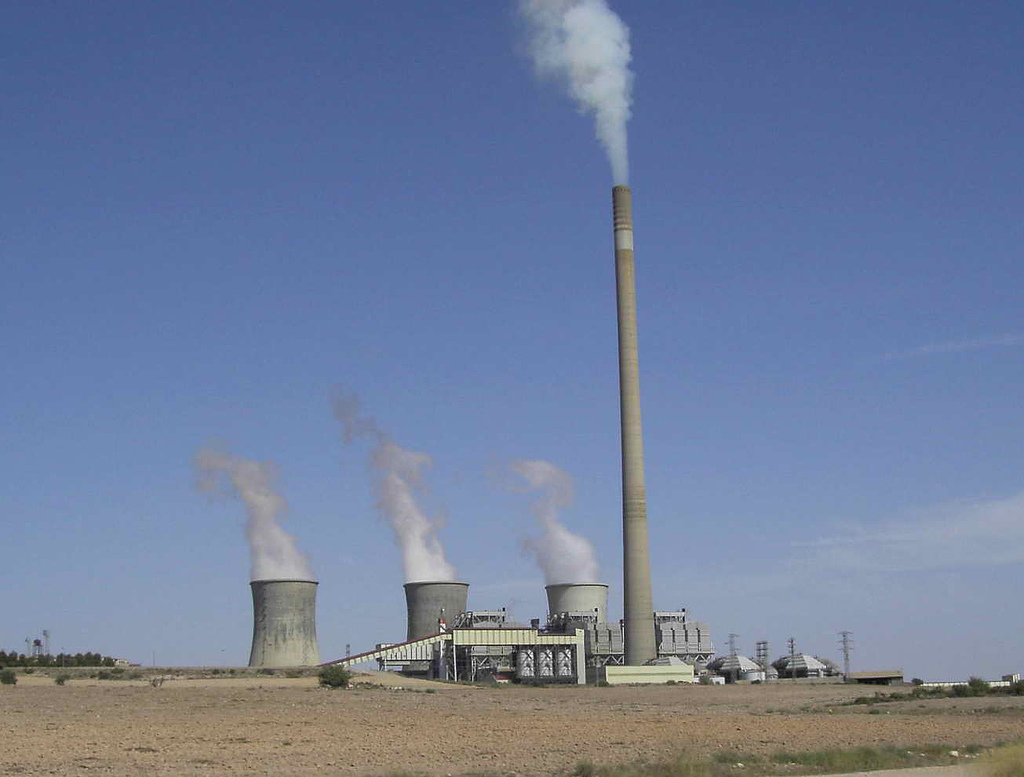
Central térmica de Andorra

A mediados de 2009, Aragón contaba con una potencia eléctrica instalada de 7094,03 MW repartida de la siguiente manera:[cita requerida]
- 1773,70 MW en centrales de ciclo combinado
- 1713,29 MW en parques eólicos
- 1576,79 MW en centrales hidroeléctricas (en 2004 29 centrales de menos de 1 MW, 48 centrales de entre 1 y 10 MW y 26 centrales de más de 10 MW)
- 1102 MW en centrales térmicas de carbón
- 579,31 MW en cogeneración
- 135,6 MW en plantas solares (En enero de 2010, repartidos en 1507 parques solares fotovoltaicos)[22]

En 2008 la producción eléctrica en la comunidad ascendió a 21 736 GWh y su procedencia se dividió de la siguiente manera: 14 315 GWh fueron aportados por el carbón, los ciclos combinados y la cogeneración, 4010 GWh fueron aportados por la eólica, 3333 GWh por las centrales hidroeléctricas y 78 GWh procedieron de la solar.

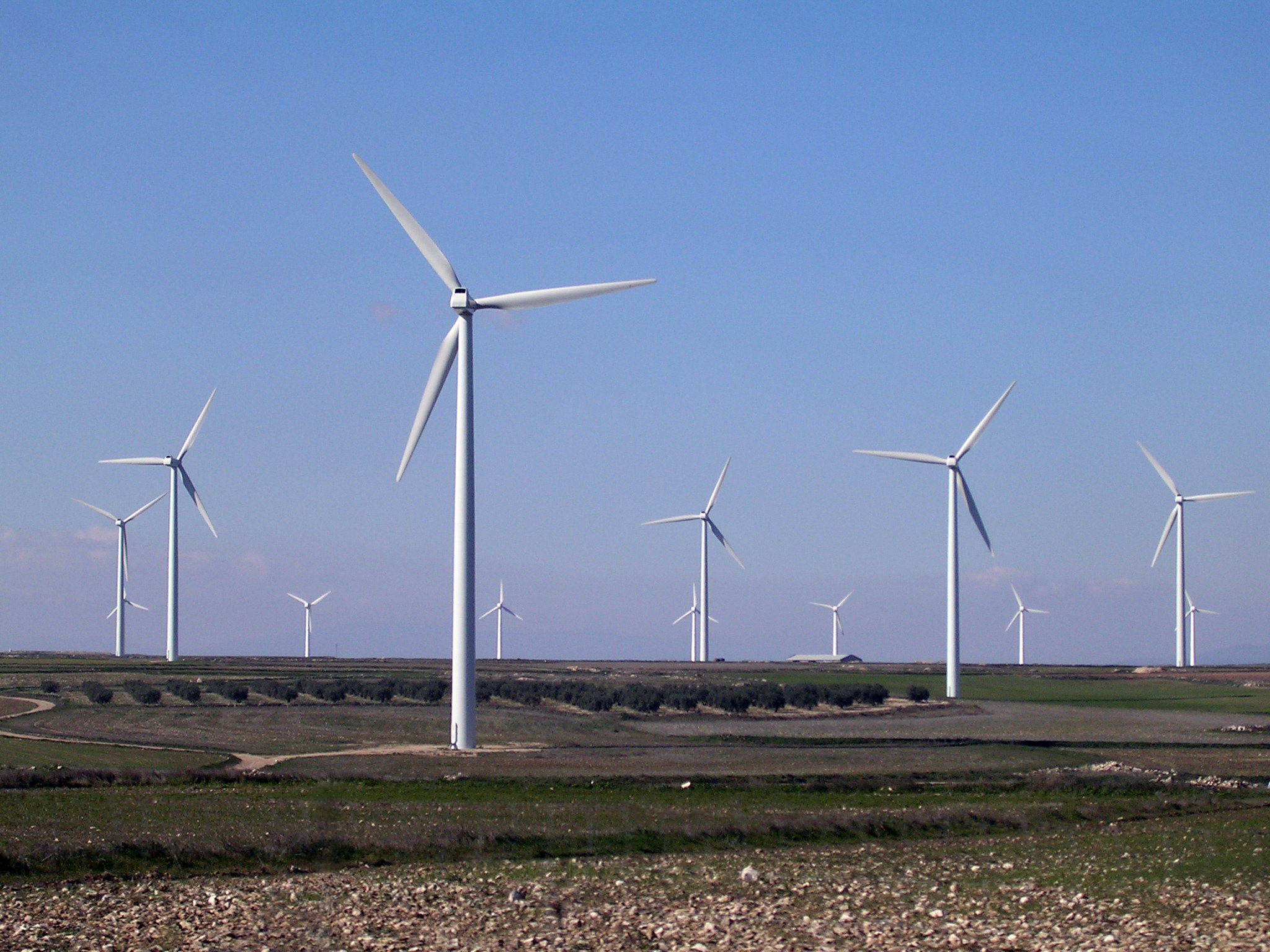
Parque eólico en La Muela. Aragón es una de las comunidades con mayor generación de energía eólica

En 2008, la producción de energías renovables respecto al consumo total de energía primaria se situó en Aragón en el 13,83 %, frente al 6,7 % del resto de España. Mientras que en la producción eléctrica la aportación de las renovables con respecto al consumo final eléctrico se situó en el 69,67 %, frente al 18 % de la media española. Además, el 47 % de la energía producida en Aragón tuvo como fin la exportación a otras comunidades autónomas.[cita requerida]
Las principales instalaciones de producción energética son:
- Centrales térmicas de carbón: Teruel (Andorra) 1102 MW. En 1982 cesaron las actividades de la central térmica de Aliaga y el 31 de diciembre de 2012 cesaron las de la Central de Escucha[25] (159 MW).
- Centrales de ciclo combinado: Escatrón 1115 MW y Castelnou 798 MW
- Centrales hidroeléctricas: Mequinenza 324 MW, Moralets 221 MW, Tardienta 114 MW, Canelles 108 MW, La Fortunada 96 MW, Ip 90 MW, Eriste 89 MW, Jaca 71 MW, Biescas 62 MW, El Pueyo 53 MW.
- Parques eólicos: Jalón 270 MW, Gurrea 216 MW, Fuendetodos 179 MW, Escucha 169 MW, Montetorrero 160 MW, Los Vientos 152 MW, El Ventero 136 MW, Bayo 126 MW, Moncayo 111 MW.
- Plantas de cogeneración: SAICA (El Burgo de Ebro) 7,5 MW (mayor planta de cogeneración de biogás de España en 2008)
- Plantas solares: OPEL 10 MW, Zuera 9,94 MW, Almonacid de la Sierra 5 MW, Santamaría (Sádaba) 4,5 MW.

| Nombre             | Localidad | Provincia | Propietario |
| ------------------ | --------- | --------- | ----------- |
| C.T. Teruel        | Andorra   | Teruel    | Endesa      |
| C.T.C.C. Castelnou | Castelnou | Teruel    | Electrabel  |
| C.T.C.C. Escatrón  | Escatrón  | Zaragoza  | E.ON        |

Entre los desarrollos energéticos previstos a corto y medio plazo (2010-2020), destacan: el incremento en 2300 MW de energía eólica, la central hidroeléctrica reversible que Endesa está proyectando en el término municipal de Mequinenza con aguas del embalse de Ribarroja la cual rondará los 750 MW, la ampliación de la central reversible de Moralets-Llauset que ganará una potencia de 400 MW en turbinación, la central solar termoeléctrica de 50 MW que Iberdrola tiene planificado construir en el Bajo Aragón, otra central de 50 MW termosolares en Villanueva de Sijena, la central de valorización energética de residuos del carbón en Ariño 49,9 MW, una central fotovolcaica de 2 MW sobre los tejados de Sabeco (Villanueva de Gállego), la central térmica de carbón de última generación de Mequinenza con 37 MW (Rechazada por motivos medioambientales), la central Solar Termoeléctrica Hibridada con Biomasa en Belver de Cinca 17,6 MW, unas 15 plantas de biomasa lignocelulósica forestal con unos 35 MW, cinco plantas de biogás de purines con unos 13,5 MW y una central de hidrógeno en Robres.
Producción de biocarburantes
Aragón dispone de seis plantas de producción de biodiésel con una capacidad conjunta de producción de 272 000 toneladas/año:
- 110 000 toneladas (girasol, colza, soja) Green Fuel Aragón (Andorra)
- 50 000 toneladas (aceites vegetales) Biodiésel de Aragón (Altorricón)
- 50 000 toneladas (aceite de soja y colza) Combunet (Monzón)
- 27 000 toneladas (aceite de soja) Onticar Biocarburantes (Ontiñena)
- 25 000 toneladas (aceites vegetales) Entabán Ecoenergéticas (Alcalá de Gurrea)
- 10 000 toneladas (aceites nuevos y usados) Bio Teruel (Albalate del Arzobispo)

Producción de termias
El Plan Energético de Aragón contemplaba disponer de 44 165 m² de paneles solares para 2012.

### Educación e investigación

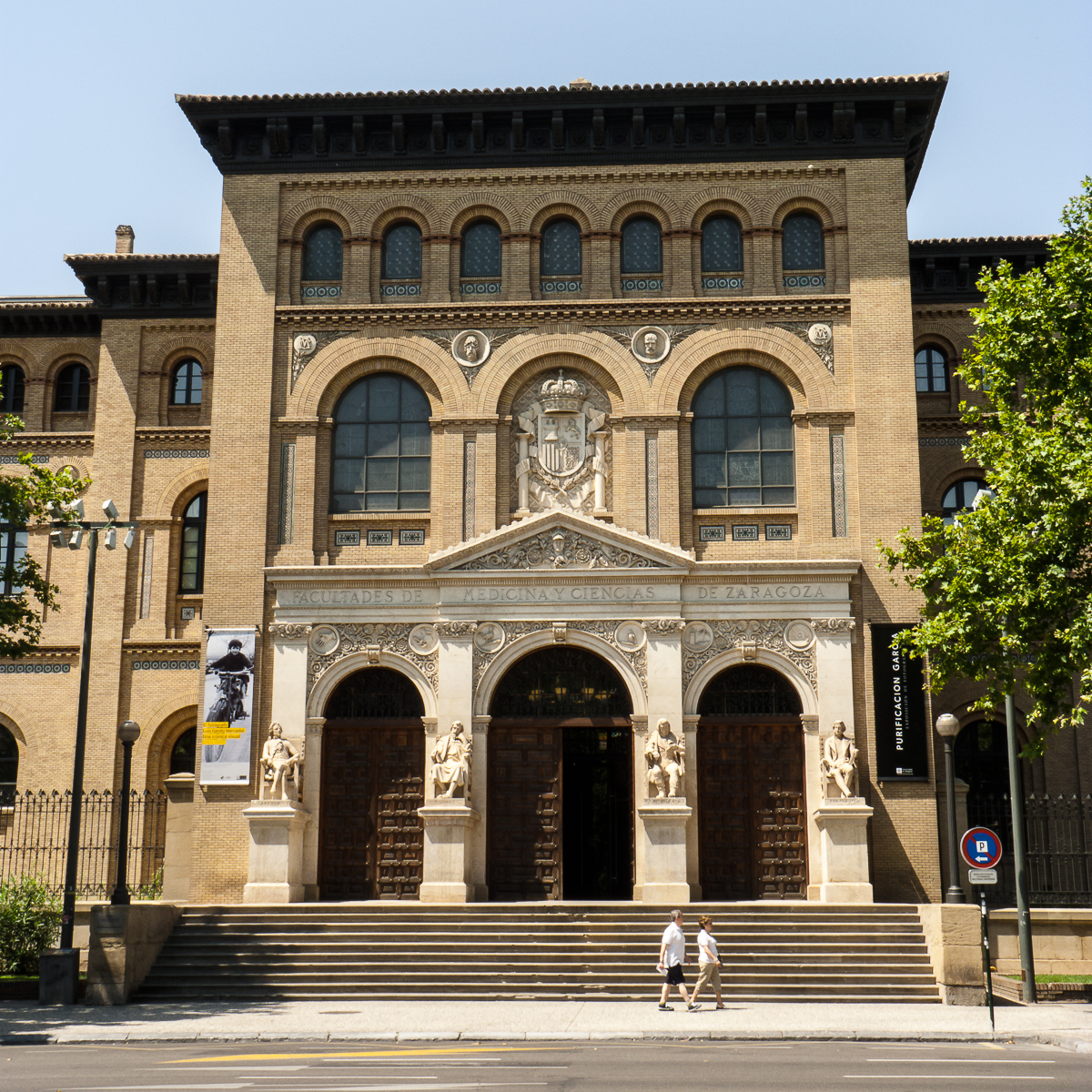
Universidad de Zaragoza

La educación en Aragón está regulada por el Departamento de Educación, Universidad, Cultura y Deporte del Gobierno de Aragón desde que en 1999, la comunidad asumió esta competencia. Aragón cuenta con más de 200 000 alumnos, según el informe PISA (2010), Aragón superó la media española y de la OCDE, acercándose a los países con mejor nivel educativo de Europa.

#### Universidad de Zaragoza
La Universidad de Zaragoza es un centro de educación superior público, repartida geográficamente entre los campus de Zaragoza, Huesca, Jaca, Teruel y La Almunia de Doña Godina, todos ellos dentro de la comunidad. En 2008 contaba más de 32 000 estudiantes y 3500 miembros docentes entre sus 22 centros y 74 titulaciones. En los últimos años han aumentado la creación de institutos universitarios con el fin de realizar investigaciones en distintos campos, como la ciencia o el medio ambiente, entre otros. Su actual rector es José Antonio Mayoral Murillo.
Los orígenes de la enseñanza superior en Aragón se remontan al siglo I a. C., a la legendaria academia fundada en Huesca por Quinto Sertorio. Pedro IV de Aragón fundó en 1354 la Universidad Sertoriana de Huesca, la primera de Aragón. La Universidad de Zaragoza tiene su origen en una escuela catedralicia creada en el siglo XII, donde se enseñaban gramática y filosofía y se concedían títulos de bachiller, posteriormente fue fundada en 1542. Hasta 1845 Aragón contaba con dos universidades, la de Huesca y la de Zaragoza, siendo la primera clausurada en el año citado, creándose en su emplazamiento el actual Museo Arqueológico Provincial de Huesca.

#### Universidad San Jorge

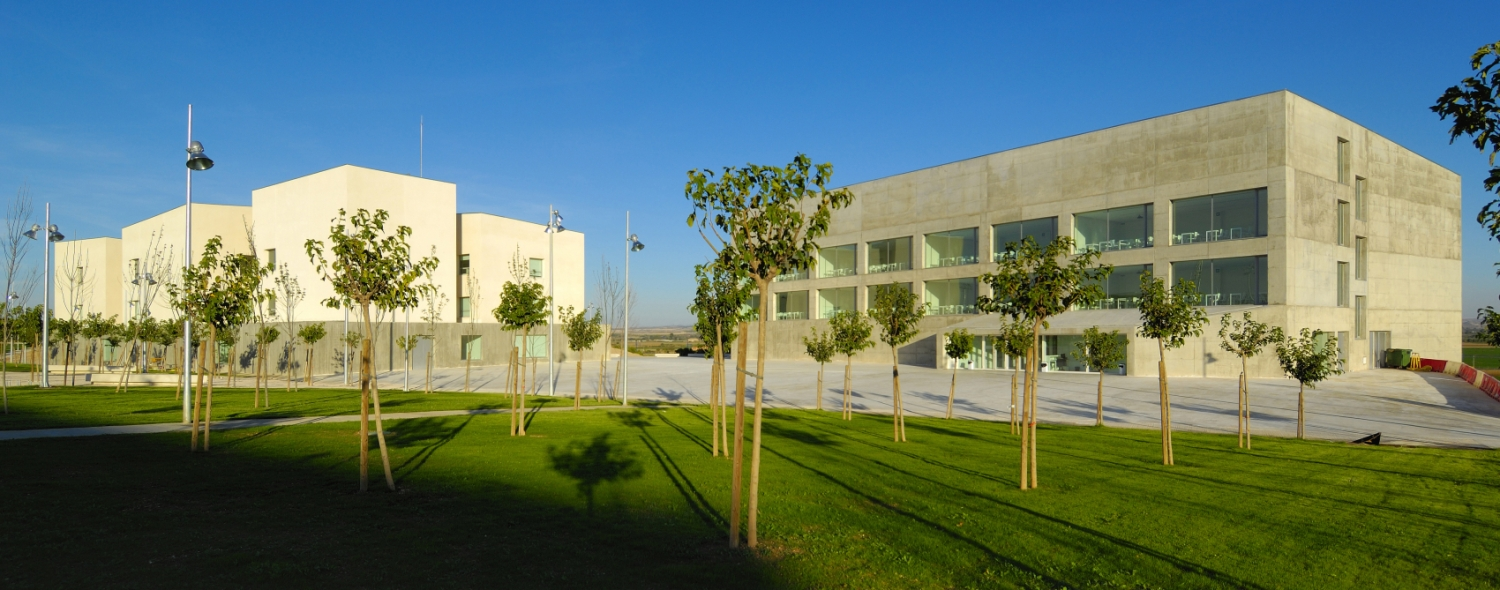
Universidad San Jorge

La Universidad San Jorge es una universidad privada promovida por la Fundación San Valero y fundamentada en el humanismo cristiano. El campus universitario, situado a 8 km de Zaragoza, en Villanueva de Gállego, cuenta con la Facultad de Comunicación, la Facultad de Ciencias de la Salud y la Escuela de Arquitectura y Tecnología.
Actualmente, la Universidad San Jorge cuenta con más de 2000 alumnos, 16 grados y 8 másteres. Con respecto a la investigación, la USJ desarrolla seis cátedras y más de diez grupos de investigación de diferentes áreas.

#### Laboratorio Subterráneo de Canfranc
El Laboratorio Subterráneo de Canfranc (LSC) es una instalación científica subterránea situada junto al municipio de Canfranc. Está dedicada a la ciencia subterránea, especialmente a la investigación de la materia oscura y a la detección de sucesos poco probables, y por este motivo está instalada bajo el Pirineo aragonés, a unos 850 metros de profundidad.
Está gestionada por un consorcio formado por el Ministerio de Ciencia e Innovación de España, la Diputación General de Aragón (DGA) y la Universidad de Zaragoza (UNIZAR).

#### Observatorio Astrofísico de Javalambre

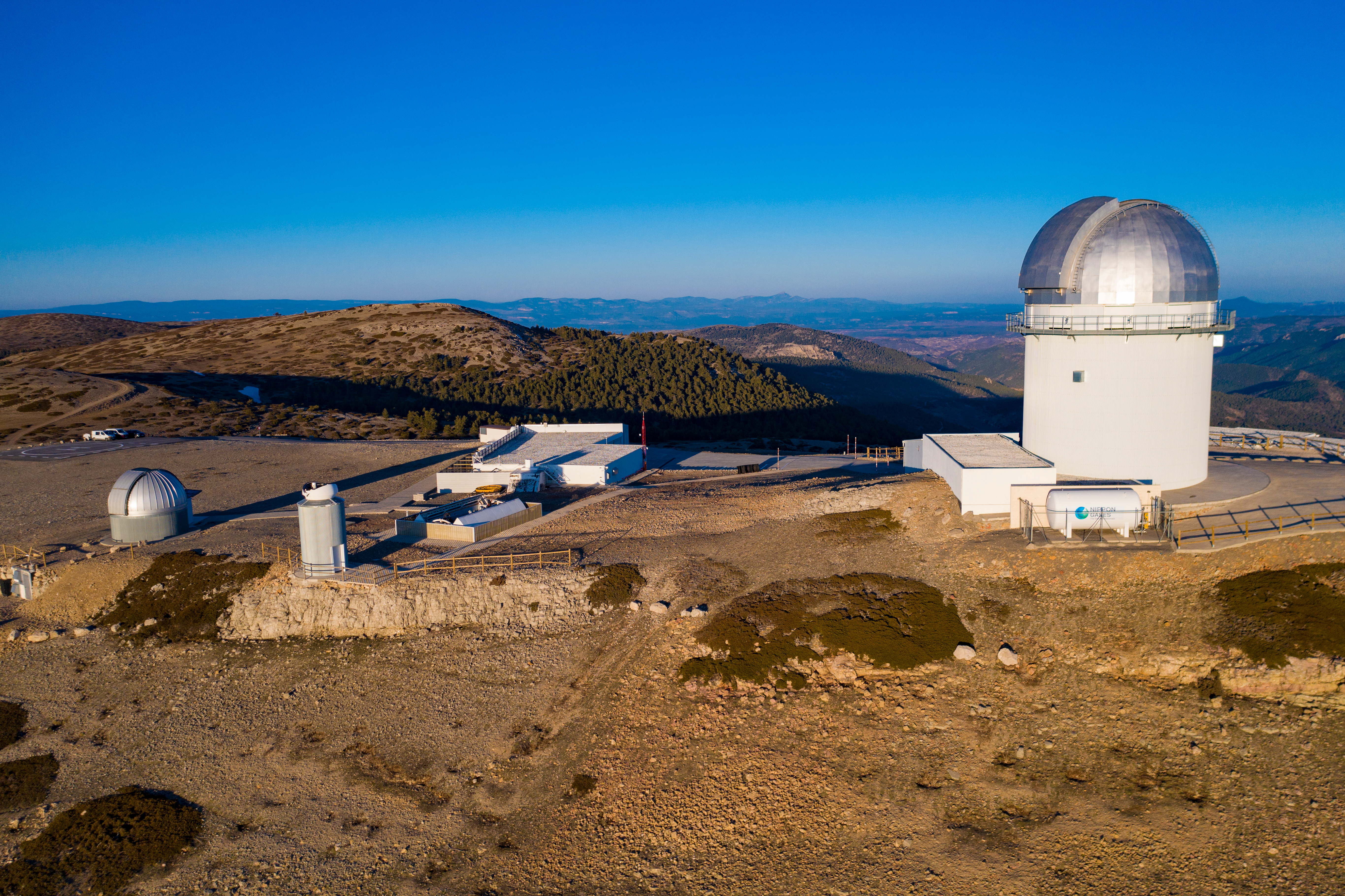
Observatorio Astrofísico de Javalambre situado en la provincia de Teruel y operado por el CEFCA en la ciudad de Teruel

El Observatorio Astrofísico de Javalambre es una ICTS (Instalación Científico-Técnica Singular) astronómica ubicada en el término municipal turolense de Arcos de las Salinas. Las instalaciones se encuentran en el pico del Buitre (1958 metros de altitud), en la sierra de Javalambre. 
El observatorio está proyectado y gestionado por el Centro de Estudios de Física del Cosmos de Aragón (CEFCA), dependiente del Departamento de Industria e Innovación del Gobierno de Aragón. Ligado al observatorio, está actualmente en desarrollo Galáctica, un Centro de Difusión y Práctica de la Astronomía.

### Sanidad
La comunidad cuenta con 121 centros de salud, 868 consultorios locales y 5445 camas instaladas en 29 hospitales.
| Tipo de dependencia patrimonial | Hospitales | N.º de camas |
| ------------------------------- | ---------- | ------------ |
| Comunidad autónoma              | 11         | 1157         |
| Seguridad Social                | 7          | 3033         |
| Privado no benéfico             | 6          | 379          |
| Privado-benéfico (Iglesia)      | 2          | 475          |
| Ministerio de Defensa           | 1          | 200          |
| MATEP                           | 1          | 157          |
| Entidades públicas              | 1          | 44           |

| Finalidad asistencial           | Hospitales | Número de camas |
| ------------------------------- | ---------- | --------------- |
| SNS                             | 17         | 4152            |
| Seguridad Social                | 7          | 3033            |
| Defensa                         | 1          | 200             |
| Otros públicos                  | 1          | 39              |
| Mutuas de accidentes de trabajo | 1          | 157             |
| Privado-benéfico                | 2          | 475             |
| Privado-no benéfico             | 2          | 422             |

| Centro hospitalario                                               | Localidad              | Tipo    | N.º de camas |
| ----------------------------------------------------------------- | ---------------------- | ------- | ------------ |
| Hospital Universitario Miguel Servet                              | Zaragoza               | Público | 1292         |
| Hospital Clínico Universitario Lozano Blesa                       | Zaragoza               | Público | 802          |
| Hospital General San Jorge                                        | Huesca                 | Público | 313          |
| Hospital Neuropsiquiátrico Nuestra Señora del Carmen              | Zaragoza               | Público | 287          |
| Hospital Royo Villanova                                           | Zaragoza               | Público | 276          |
| Hospital Obispo Polanco                                           | Teruel                 | Público | 215          |
| Hospital Psiquiátrico Nuestra Señora del Pilar                    | Zaragoza               | Público | 215          |
| Hospital General de la Defensa                                    | Zaragoza               | Público | 200          |
| Hospital San Juan de Dios                                         | Zaragoza               | Público | 188          |
| Centro de Rehabilitación Psicosocial San Juan de Dios             | Teruel                 | Público | 170          |
| Hospital Provincial Nuestra Señora de Gracia                      | Zaragoza               | Público | 165          |
| Hospital de Barbastro                                             | Barbastro              | Público | 161          |
| Hospital MAZ                                                      | Zaragoza               | Privado | 157          |
| Hospital de Alcañiz                                               | Alcañiz                | Público | 125          |
| Hospital Ernest Lluch Martín                                      | Calatayud              | Público | 122          |
| Hospital Quirón                                                   | Zaragoza               | Privado | 122          |
| Centro de Rehabilitación Psicosocial Santo Cristo de los Milagros | Huesca                 | Público | 110          |
| Clínica Montpelier                                                | Zaragoza               | Privado | 100          |
| Hospital Sagrado Corazón de Jesús                                 | Huesca                 | Público | 70           |
| Hospital Viamed Montecanal                                        | Zaragoza               | Privado | 62           |
| Hospital San José                                                 | Teruel                 | Público | 46           |
| Hospital de Alta Resolución del Pirineo                           | Jaca                   | Público | 44           |
| Proyecto Rehabilitación Integral de la Salud Mental en Aragón     | Zaragoza               | Privado | 43           |
| Clínica Santiago                                                  | Huesca                 | Privado | 40           |
| Unidad Rehabilitadora Media Distancia Profesor Rey Ardid          | Zaragoza               | Privado | 39           |
| Clínica Nuestra Señora del Pilar                                  | Zaragoza               | Privado | 37           |
| Centro Sanitario de Alta Resolución Bajo Cinca-Baix Cinca         | Fraga                  | Público | 32           |
| Centro Sanitario de Alta Resolución Cinco Villas                  | Ejea de los Caballeros | Público | 32           |

### Transporte
La situación estratégica de Aragón, situándola entre importantes comunidades y capitales, hace que se vea beneficio en las inversiones del Estado, aunque siempre siendo insuficientes y proyectadas con poca previsión lo que hace que en cuestión de años sean inservibles.

#### Aeropuertos

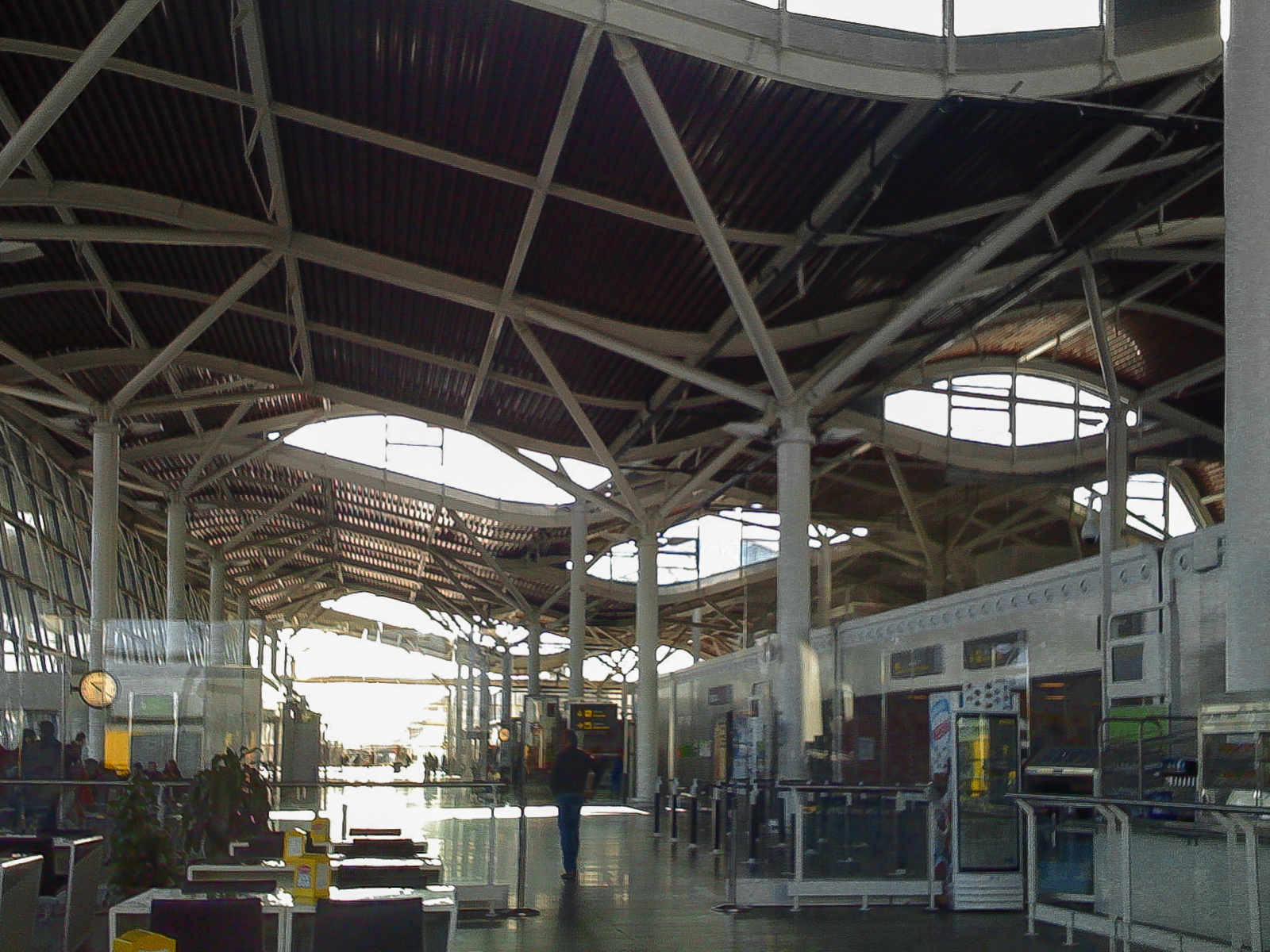
Aeropuerto de Zaragoza

Aragón cuenta con varios aeropuertos y aeródromos:
- Aeropuerto de Zaragoza, situado a 10 km al suroeste del centro de la capital. Además el aeropuerto vive un aumento de pasajeros desde la irrupción de Ryanair, superando año tras año su propio récord y situándose en el año 2008 con 594 952 usuarios según AENA. Los destinos que ofrece el aeropuerto son numerosos como Londres, París, Bruselas, Bucarest, Málaga, Sevilla, Canarias, Palma de Mallorca, o Milán y con planes de expansión de rutas. Las compañías que operan en el aeropuerto son: Ryanair, Vueling, Air Nostrum, Air Europa y Wizzair.Aeropuerto de Zaragoza

Además del crecimiento de pasajeros, mención especial tienen las mercancías transportadas por avión. En pocos años se ha convertido en el referente de España en logística, convirtiéndose en el tercer aeropuerto español, con aproximadamente 30 000 toneladas transportadas al año. El aeropuerto de Zaragoza, es uno de los nudos más importantes del mundo, donde se juntan en la misma zona, el transporte por avión, por tren y por carretera. Posee la plataforma logística más grande de Europa (PLAZA), junto con ramales exclusivos ferroviarios que llegan hasta el mismo aeropuerto.

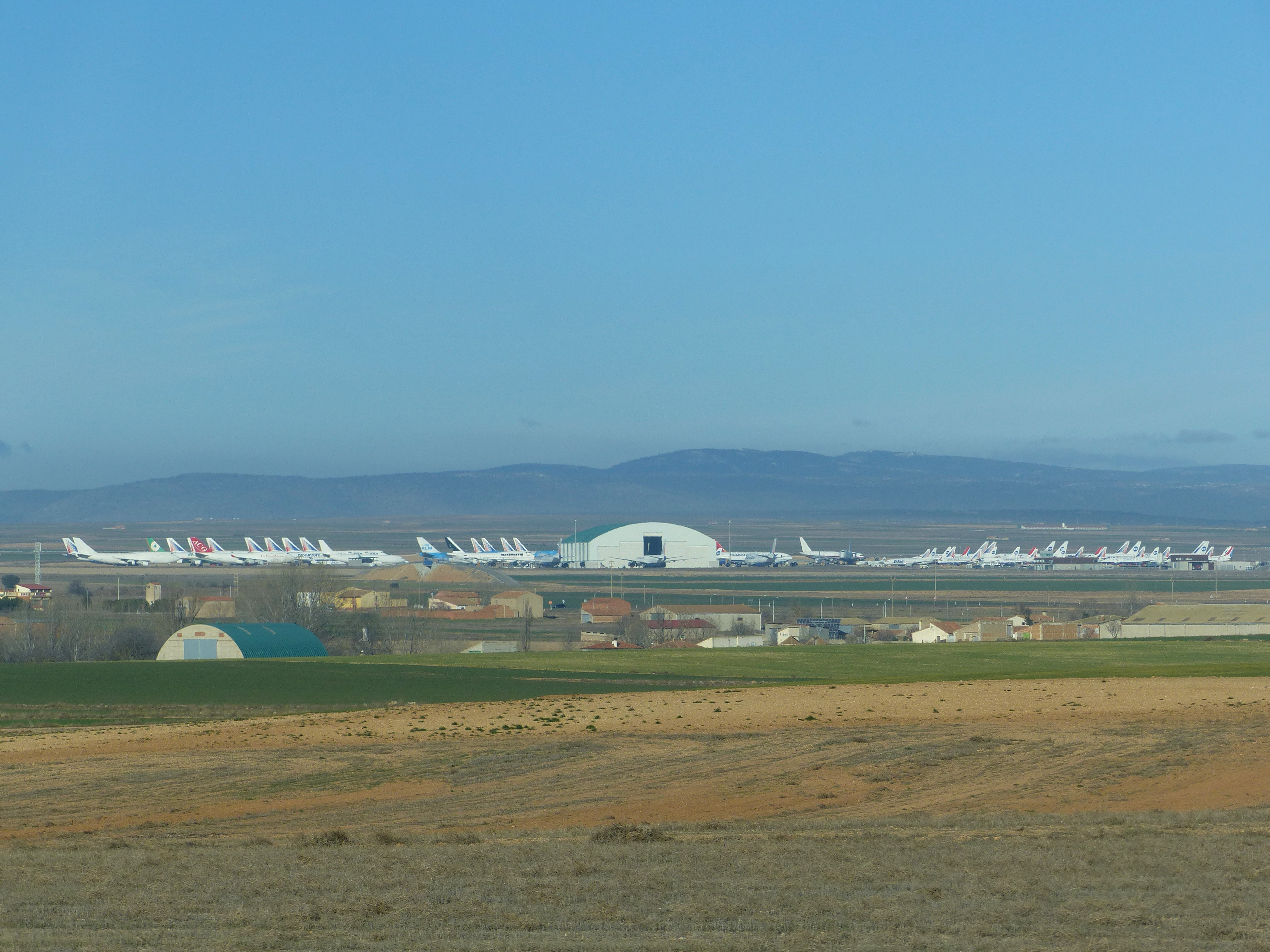
Aeropuerto de Teruel desde el este el 4 de marzo de 2016

- Aeropuerto de Teruel desde el este el 4 de marzo de 2016Aeropuerto Huesca-Pirineos, situado a 10 km de la capital del Alto Aragón. Anteriormente contaba con destinos a Lisboa, La Coruña, Madrid y Valencia. En la actualidad, debido a la escasez de usuarios el aeropuerto cuenta con un único vuelo comercial en temporada estival a Menorca.
- Aeropuerto de Teruel: situado junto a la localidad de Caudé, a 11 km de Teruel. Actualmente el aeropuerto es gestionado y operado por el Consorcio del Aeropuerto de Teruel,[32] conocido comercialmente como la Plataforma Aeroportuaria de Teruel, PLATA. Su principal función es industrial aeronáutica, albergando un centro destinado al estacionamiento, mantenimiento y reciclado y desmantelamiento de aviones, Tiene varios clientes permanentes como una filial de la compañía multinacional Airbus, escuela de vuelo, servicio helicóptero medicalizado 112, banco de motores cohete, ensayos en vuelo, investigación, formación y vuelo de pasajeros en aviación ejecutiva y aeronaves medianas. Está operativo desde febrero de 2013, siendo su primer director general Alejandro F. Ibrahim Perera

- Aeródromo de Santa Cilia de Jaca, situado 14 km al este de Jaca, en pleno corazón de los Pirineos basa su actividad en vuelos privados, turismo y ultraligeros.
- Aeródromo de Villanueva de Gállego, situado 15 km al norte de Zaragoza, se dedica a usos recreativos.

#### Red viaria

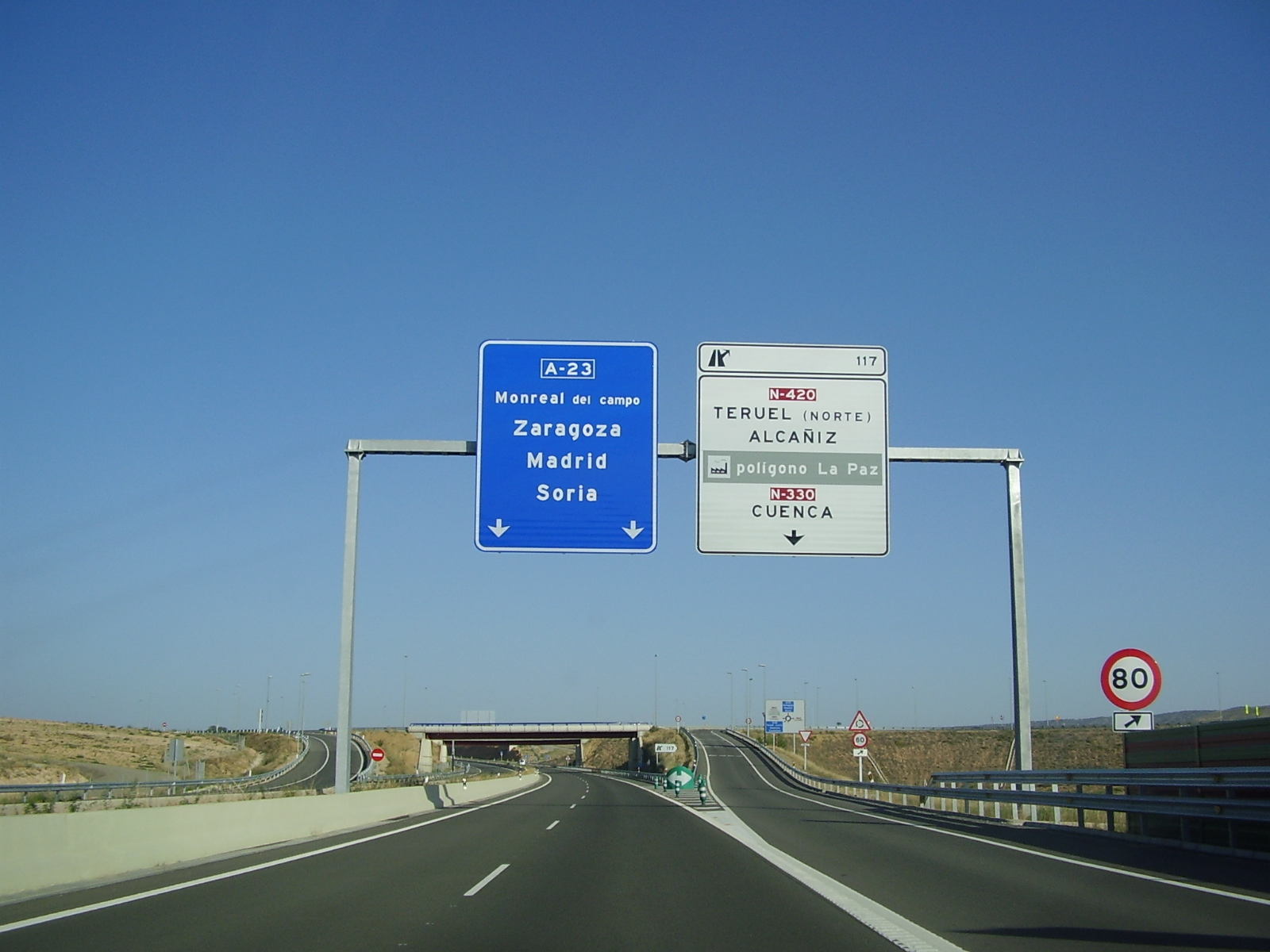
Autovía Mudéjar en Teruel

Aragón tiene asumida la competencia exclusiva sobre carreteras cuyo itinerario discurre íntegramente en su territorio, siendo dichas carreteras de titularidad de la Diputación General de Aragón, de las tres diputaciones provinciales o de los distintos municipios aragoneses. En total son unos 10 700 km aprox. con los que cuenta Aragón siendo propietaria de casi la mitad la propia DGA. El Estado posee unos 2200 km, mientras que unos 3000 km pertenecen a las distintas diputaciones.
La DGA se encuentra inmersa en un proceso de renovación y conservación de sus carreteras, sin olvidar las demandas actuales, teniendo así en construcción la primera autopista autonómica pagada con el sistema de peaje en sombra y que unirá las localidades de El Burgo de Ebro y Villafranca de Ebro, uniendo así la N-II, la AP-2, la N-232 y la A-222 siendo este primer tramo el origen del Quinto cinturón (Z-50) de la capital aragonesa. Además están en distintas fases de estudio otras autopistas autonómicas como son la Gallur-Cariñena y la Gallur-Ejea.
El Estado posee un gran número de autopistas, autovías y carreteras nacionales en Aragón, debido a la situación de cruce de caminos en la que está situado Aragón.
| Tipo                 | Identificador | Denominación              | Tramo aragonés                               | Km   |
| -------------------- | ------------- | ------------------------- | -------------------------------------------- | ---- |
| Autovía              | A-2 E-90      | Autovía del Nordeste      | L.P. Soria - Alfajarín y Fraga - L.P. Lérida | 164  |
| Autopista            | AP-2 E-90     | Autopista del Nordeste    | Alfajarín - L.P. Lérida                      | 120  |
| Autovía              | A-22          | Autovía Huesca-Lérida     | Variante de Monzón                           | 11,4 |
| Autovía              | A-23 E-7      | Autovía Mudéjar           | L.P. Castellón - Nueno                       | 315  |
| Autopista            | AP-68 E-804   | Autopista Vasco-aragonesa | L.P. Navarra - Zaragoza                      | 54,8 |
| Autovía              | A-68          | Autovía del Ebro          | El Burgo de Ebro - Figueruelas               | 37,3 |
| Autopista autonómica | ARA-A1        | Autopista Aragonesa 1     | Villafranca de Ebro - El Burgo de Ebro       | 5,3  |

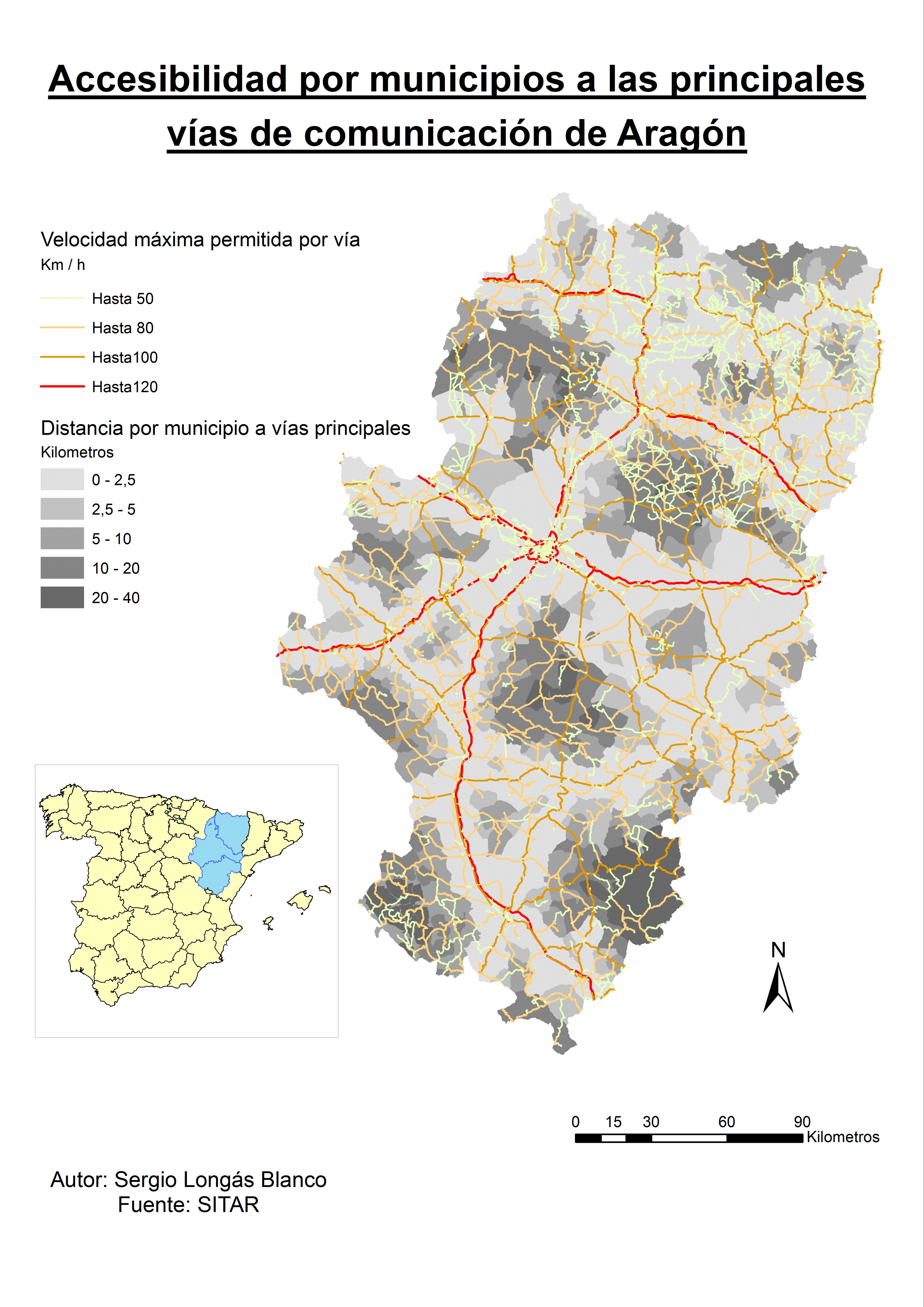
Accesibilidad por municipios

En estos momentos,[¿cuándo?] varios colectivos se muestran críticos ante la situación de la N-II y la N-232 puesto que en sus tramos sin desdoblar son constantes los accidentes mortales por lo que se pide la liberalización de los peajes de la AP-68 y AP-2 en sus tramos donde la carretera nacional este sin desdoblar.
Las carreteras dependientes de las tres diputaciones son sometidas en algunos tramos a obras de conservación, aunque se pide que dicha titularidad se transfiera a la DGA para que forme parte de la Red Autonómica de Carreteras.

#### Ferrocarril

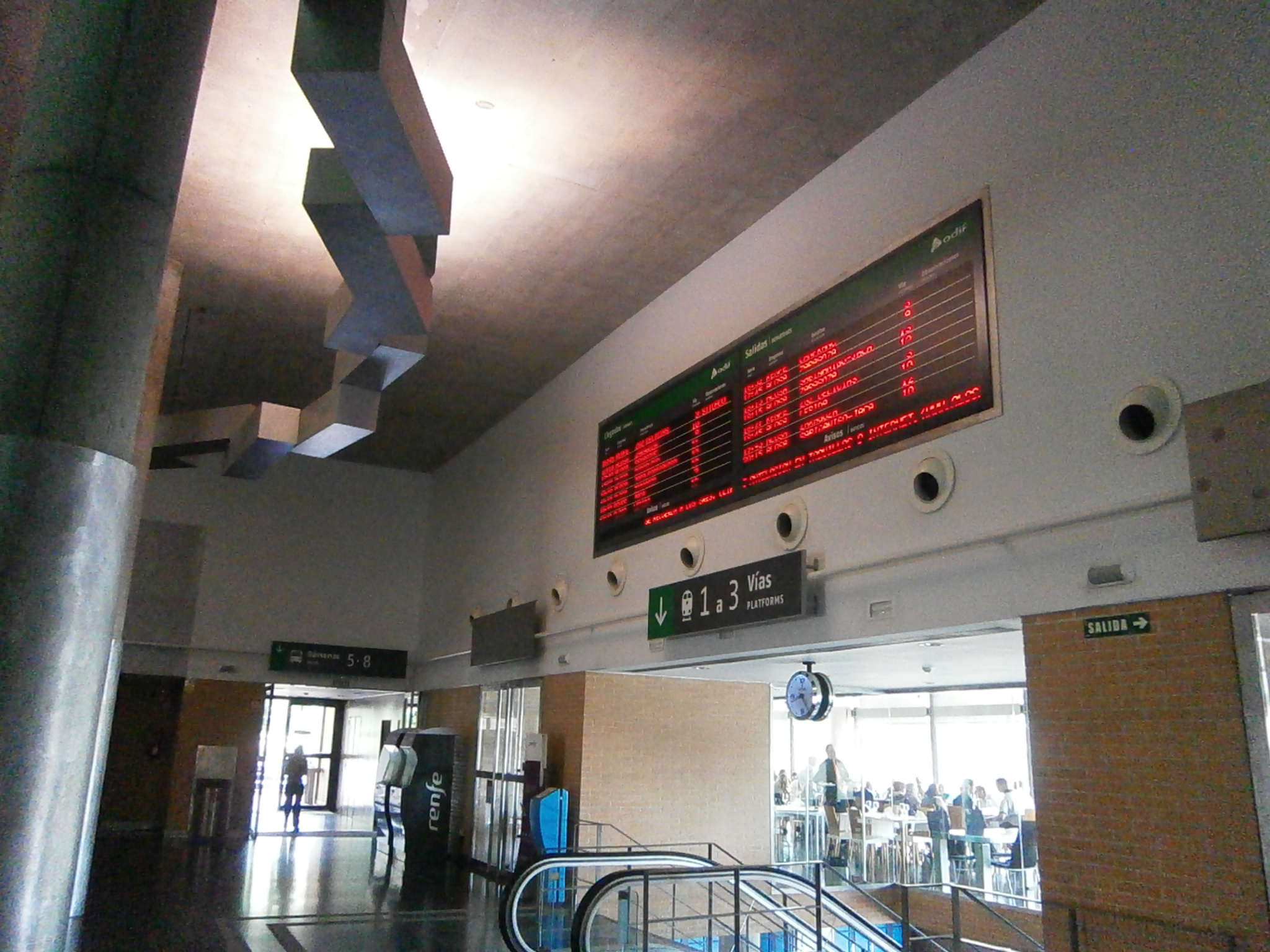
Estación de ferrocarril de Huesca, que acoge trenes AVE de la línea Zaragoza-Huesca, ramal de la línea principal entre Madrid y Barcelona

La red de ferrocarril de Aragón es extensa, teniendo tramos de vía convencional, mientras que otros tramos son de Alta Velocidad.
En el año 2003, y no sin polémica, se inauguró la Línea de Alta Velocidad (LAV) Madrid-Zaragoza-Lérida, teniendo paradas dicha línea en Calatayud y en Zaragoza. Posteriormente llegaría la Alta Velocidad a Huesca, capital de la comarca Hoya de Huesca (Plana de Uesca), aunque con un recorrido que impide desarrollar una velocidad alta en los trenes, debido al mal diseño de la línea de alta velocidad. En febrero de 2008 se terminaron los obras y la Línea de Alta Velocidad llegó a la ciudad de Barcelona. Además se está renovando la línea Zaragoza-Teruel para que pueda convertirse en un trayecto de alta capacidad y que se incorporará en el eje de Alta Velocidad Cantábrico-Mediterráneo. Actualmente se está procediendo a la renovación de las vías para hacerlas de ancho UIC, puesto que la electrificación de la línea y su desdoblamiento no se esperan a corto plazo.
En cuanto al resto de la red aragonesa, destaca la línea internacional de Canfranc, cuyo recorrido fue suspendido entre dicha localidad y Francia en la década de 1970 tras ocurrir la destrucción de un puente en el lado francés. Desde entonces, la línea sobrevive a duras penas, habiéndose solicitado su reapertura como paso previo a la construcción de un túnel de baja cota por el Pirineo Central.

## Cultura

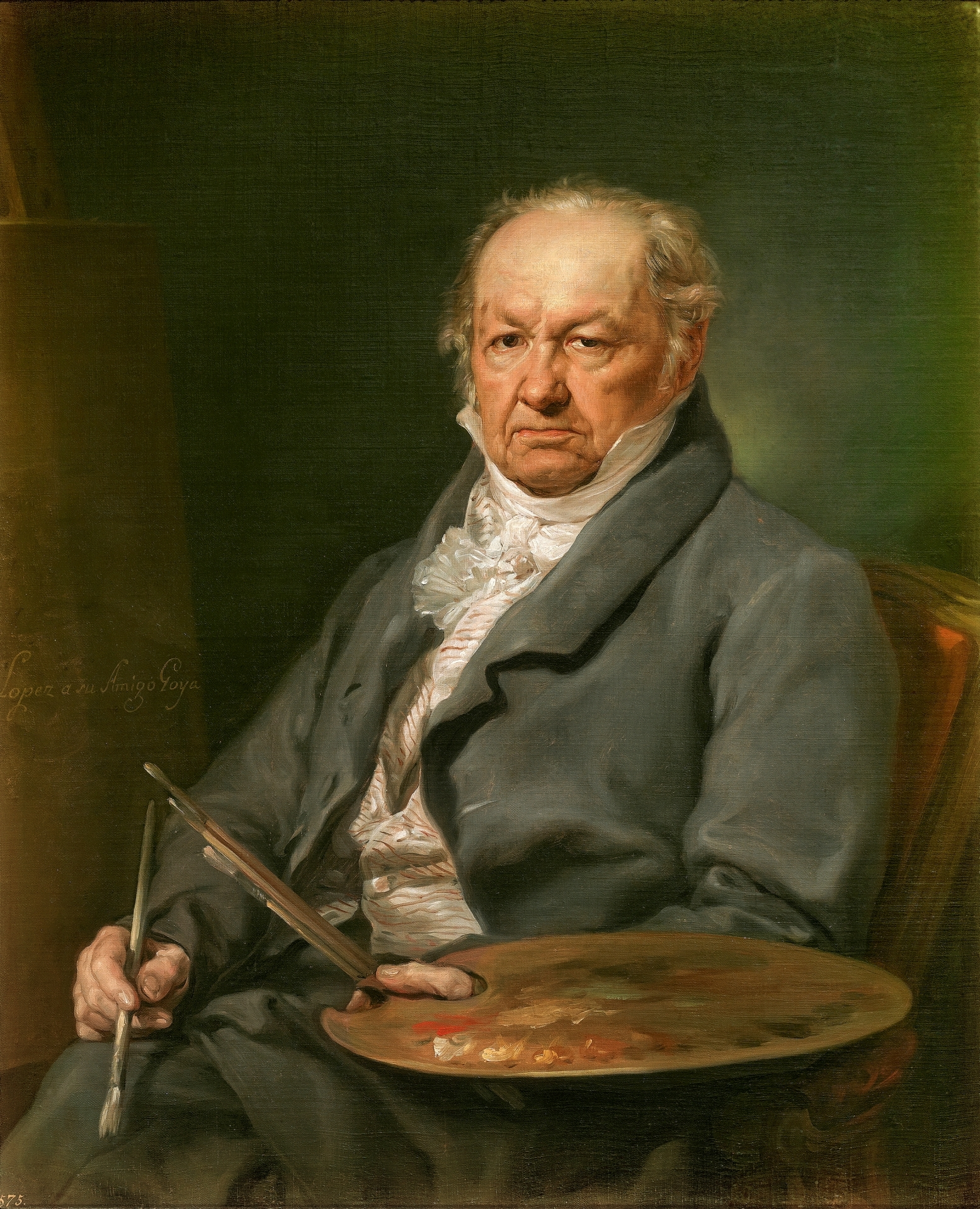
Retrato del pintor Francisco de Goya (1826), por Vicente López

### Folclore

#### Traje tradicional

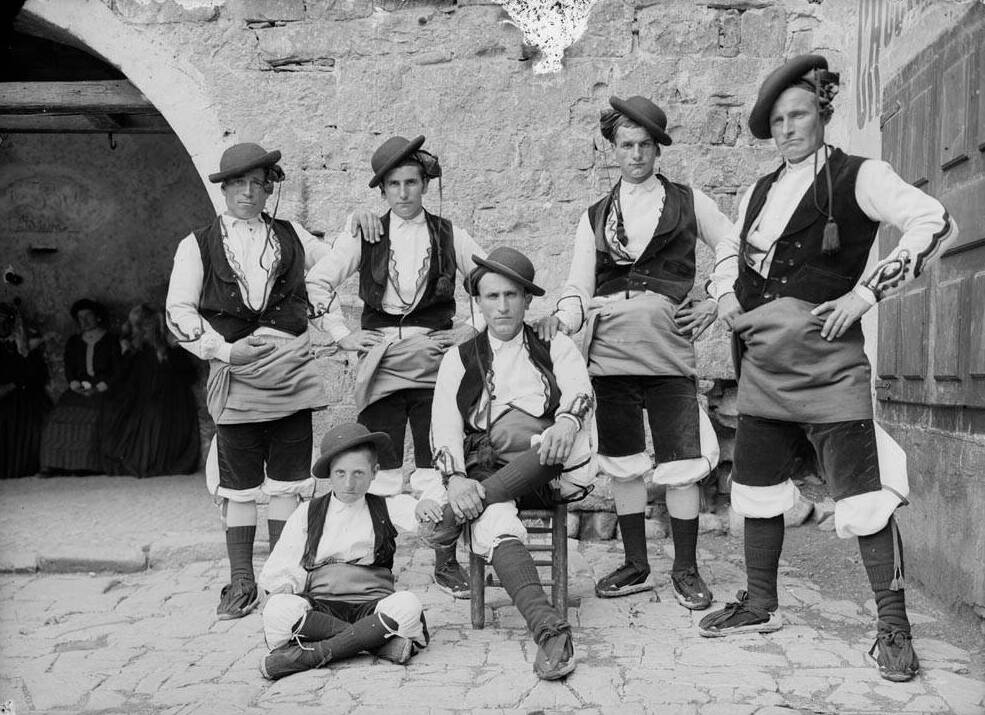
Habitantes de Ansó con trajes típicos (1907)

Dependiendo de la zona existen distintos trajes tradicionales como son los trajes ansotano y cheso, belsetán, chistabín o fragatí. En general las diferencias entre los trajes pirenaicos y del resto de Aragón son más acusadas.
Con una clara influencia mudéjar, en algunos pueblos, el traje más popular en gran parte de Aragón se compone (con ciertas variaciones) de un pañuelo atado en la cabeza (llamado a veces cachirulo), calzones abiertos, una manta a modo de faja en la cintura y alpargatas para los hombres. Las mujeres llevan sayas anchas, un corpiño, calzón, medias caladas, mantón, delantal y alpargatas.

#### Música y danza
Uno de los bailes y cantos populares es la jota, un baile que se conformó entre finales del siglo XVIII y principios del XIX. Es un baile muy brioso y alegre que se baila con mucho movimiento y grandes saltos. El cante suele ser de ritmo melancólico con una nota frecuentemente socarrona. También perdura la música tradicional aragonesa, que utiliza instrumentos como el salterio (chicotén), el chiflo, la gaita aragonesa o gaita de boto, la dulzaina y el acordeón.
En algunos lugares son típicos distintos tipos de danza, con paloteados y espadas, alusiones a luchas entre moros y cristianos.

### Idiomas

Distribución lingüística en Aragón

En la mayor parte de Aragón se habla el español, que es además el idioma oficial en toda la comunidad como en el resto del Estado. En la parte norte de la comunidad se habla el idioma aragonés. Por otra parte, en el este de la comunidad, llamada la franja de Aragón se hablan diversos dialectos del catalán. Tras la aprobación de la Ley de Lenguas de Aragón en 2009, ya prometida por el entonces presidente Marcelino Iglesias en su primera legislatura, el idioma aragonés y el catalán pasaron a figurar como lenguas propias de Aragón, aunque no oficiales.
Hasta la aprobación de la Ley de Lenguas, el idioma aragonés y el catalán no estaban reconocidos como lenguas propias de Aragón en el Estatuto de Autonomía, pero la Ley de Patrimonio Cultural de Aragón, ya disponía sobre su protección (e incluso sobre su oficialidad).

Una ley de lenguas de Aragón proporcionará el marco jurídico específico para regular la cooficialidad del aragonés y del catalán, lenguas minoritarias de Aragón, así como la efectividad de los derechos de las respectivas comunidades lingüísticas, tanto en lo referente a la enseñanza de y en la lengua propia, como a la plena normalización del uso de estas dos lenguas en sus respectivos territorios.
Ley 3/1999, de 10 de marzo, del Patrimonio Cultural Aragonés. Boletín Oficial de Aragón núm. 36, de 29 de marzo de 1999

Legalmente, la regulación hasta entonces era escasa, aunque se debe resaltar la Ley aragonesa 1/1999, de 24 de febrero, de Sucesiones por causa de muerte, que permite que tanto los pactos sucesorios como los testamentos puedan ser redactados en cualquier lengua o modalidad lingüística de Aragón (artículos 67 y 97), y la Ley 2/2003, de 12 de febrero, de régimen económico matrimonial y viudedad, cuyo artículo 14 dice:

Los capítulos matrimoniales podrán redactarse en cualquiera de las lenguas o modalidades lingüísticas de Aragón que los otorgantes elijan. Si el notario autorizante no conociera la lengua o modalidad lingüística elegida, los capítulos se otorgarán en presencia y con intervención de un intérprete, no necesariamente oficial, designado por los otorgantes y aceptado por el notario, que deberá firmar el documento.
Ley 2/2003, de 12 de febrero, de régimen económico matrimonial y viudedad. Título II, art. 14. 

- El español es actualmente la única lengua oficial y la mayoritaria en el territorio aragonés. El dialecto del español hablado en la comunidad, llamado español aragonés, tiene sus rasgos propios. En su mayoría estos rasgos proceden del idioma aragonés. El español aragonés se puede incluir entre las variantes septentrionales del español, con características propias sobre todo en la entonación y el vocabulario. El español hablado en la Franja Oriental se enmarca en la variedad del español en territorios catalanófonos, caracterizado por la influencia y préstamos del catalán.
- El aragonés se habla en localidades de las provincias de Huesca y Zaragoza, y de él quedan huellas en el habla de las provincias de Zaragoza, Teruel, La Rioja, Navarra (ver Glosas Emilianenses) y en menor medida en algunas localidades catalanas, valencianas y murcianas. Este idioma es considerado por la Unión Europea como la lengua minoritaria que corre más peligro de desaparecer, por lo cual insta a la Diputación General de Aragón a respetarla y promocionar su uso. Desde 2013, el aragonés recibe en la legislación lingüística aragonesa la denominación oficial de lengua aragonesa propia de las áreas pirenaica y prepirenaica. En la década de 2010 se contabilizaron 25 556 hablantes de aragonés en la comunidad autónoma.[33]
- El catalán se habla, en diversas variedades locales, en las comarcas de la Franja Oriental de Aragón (véase lengua catalana en Aragón); el habla de cada lugar suele denominarse con nombres locales como por ejemplo fragatino (de Fraga), tamaritano (de Tamarite de Litera) y maellano (de Maella). Antiguamente estas variedades eran a menudo llamadas chapurreao, nombre despectivo que hoy en día se evita. Esta lengua estaba bastante normalizada antes incluso de la aprobación de la Ley de Lenguas, ya que en localidades como Fraga se daba la posibilidad de obtener en la educación pública aragonesa el título de catalán recibiendo clases de este idioma en horario extraescolar durante cuatro años en Primaria o durante los cuatro años de la Educación Secundaria Obligatoria. Sin embargo, existe una minoría que niega que las variedades habladas en la Franja sean dialectos del catalán, alegando motivos políticos y sociales. Desde 2013, el catalán de esta zona es denominado oficialmente lengua aragonesa propia del área oriental por la legislación lingüística aragonesa. En la década de 2010 se contabilizaron 55 513 hablantes de catalán en la comunidad autónoma.[33]

### Gastronomía

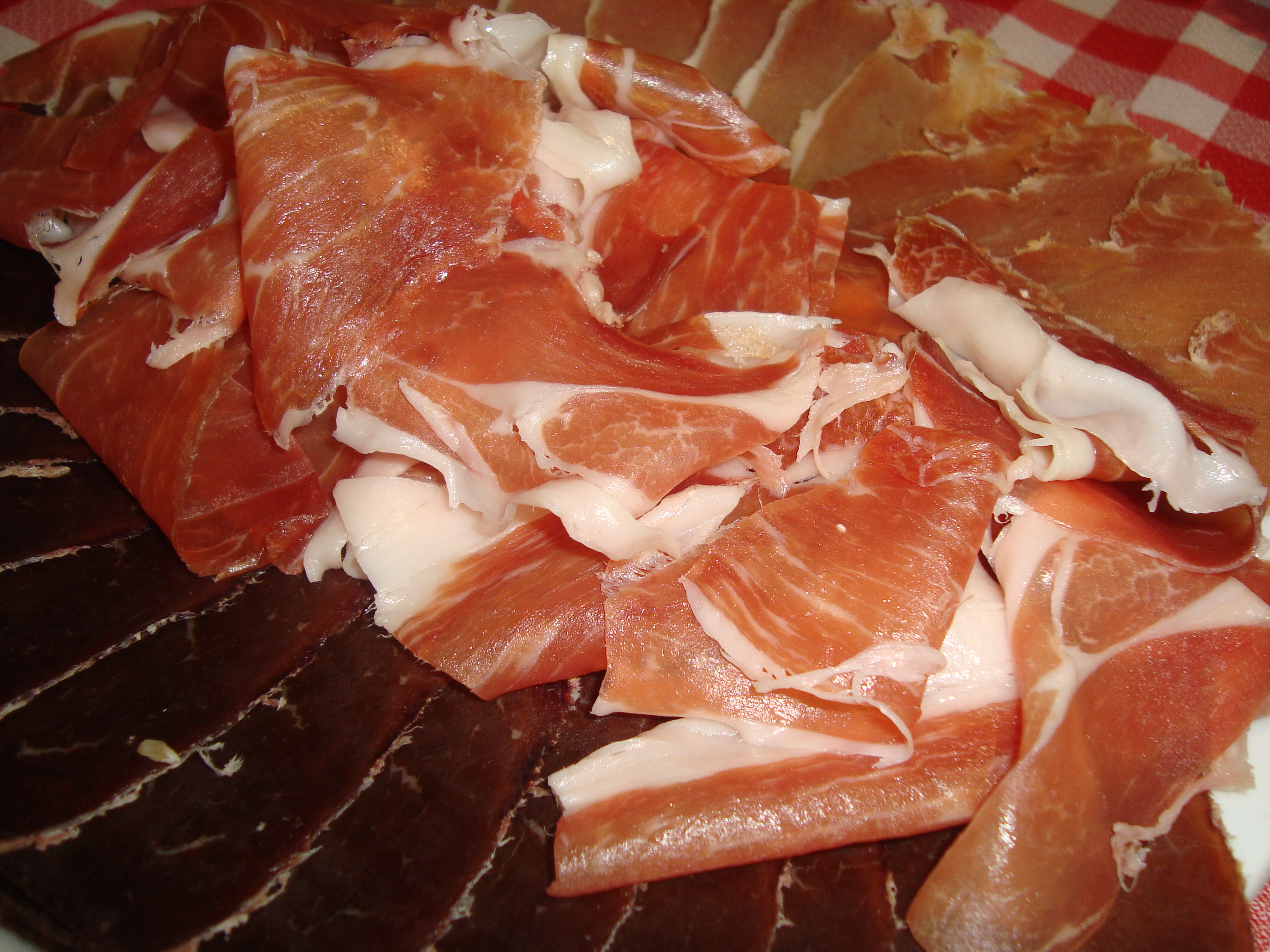
Lonchas de jamón, cecina y lomo, productos de Teruel

Vinos con Denominación de Origen

La gastronomía de Aragón está influenciada por las regiones vecinas del Cantábrico y las del Mediterráneo. Son conocidas las diferentes verduras como los tomates, las cebollas (las cebollas de Fuentes de Ebro son especialmente famosas ya que no pican), las borrajas (en especial en las comarcas cercanas a Zaragoza), cardos, ajos, etcétera. Se pueden encontrar en el otoño abundantes setas (robellones, setas de cardo, etcétera). Entre las frutas hay que nombrar el melocotón, con tipos que tienen denominación de origen como el Melocotón tardío del Bajo Aragón, conocido como melocotón de Calanda o las variedades de fruta tempranas que provienen del Bajo / Baix Cinca. También son conocidos las ciruelas y las peras.
De Aragón son famosas las migas de pastor, el ternasco de Aragón, el jamón de Teruel, la borraja, el cardo, los vinos de sus distintas Denominaciones de Origen (Somontano, Campo de Borja, Cariñena, Calatayud), las chiretas, las tortetas, la longaniza, la carne a la pastora, los crespillos de borraja, el pollo al chilindrón, las almendras, la miel, el melocotón de Calanda, etc. Existen dos Denominaciones de Origen de aceite de oliva, Bajo Aragón y sierra del Moncayo. En la zona del Bajo / Baix Cinca se puede encontrar aceites de oliva de gran calidad ya que durante la época musulmana había sido conocida como la tierra de los olivos (Al Zaytún). Desde la Edad Media, hay constancia de producción de miel en Mequinenza siendo especialmente apreciadas la de cerezo, romero y tomillo.

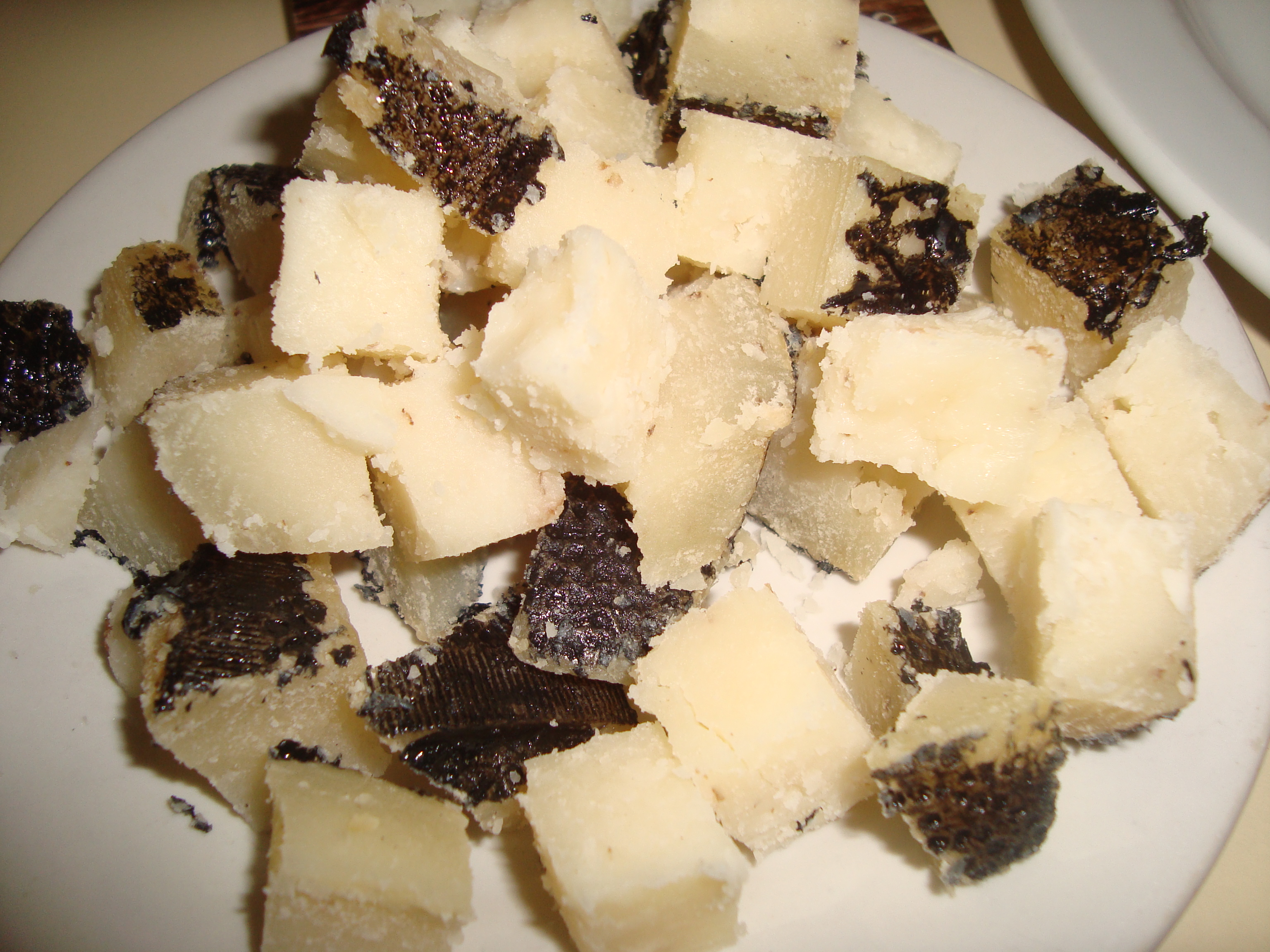
Queso de Teruel

En carnes es famoso el jamón de Teruel y el ternasco, que posee una denominación específica de Ternasco de Aragón, y también el cordero al chilindrón o las chiretas. Entre las aves son famosos el pollo al chilindrón y el pollo en pepitoria. También son muy conocidos los embutidos, como la morcilla de arroz, la longaniza de Graus y la butifarra. Entre los pescados se encuentra el bacalao ajoarriero, el bacalao a la baturra, la sardina rancia, las truchas a la aragonesa, la truchas a la turolense o las ancas de rana.
También hay quesos de gran calidad, como el conocido queso de Tronchón. También son afamados los quesos de Alcañiz (Santa Bárbara), Samper de Calanda, de Hecho y Ansó, Biescas, El Burgo de Ebro y Gistaín. Son muy famosas también las migas de pastor, que generalmente se preparan con ajo, cebolla, tocino, chorizo o morcilla, y se comen con uvas. En Navidad es muy típico cocinar el cardo con salsa de almendras y piñones.
En Aragón hay deliciosos postres y dulces muy elaborados, como las frutas de Aragón, la trenza de Almudévar, el pastel ruso, las castañas de Huesca, los lazos de Jaca, el guirlache, los adoquines del Pilar, las tortas de alma, las cocas, el lanzón de San Jorge, el melocotón con vino, etcétera. 

### Medios de comunicación
Aragón cuenta en estos momentos con una televisión y radio propia de reciente creación. Además tiene numerosos periódicos aragoneses.

#### Televisión

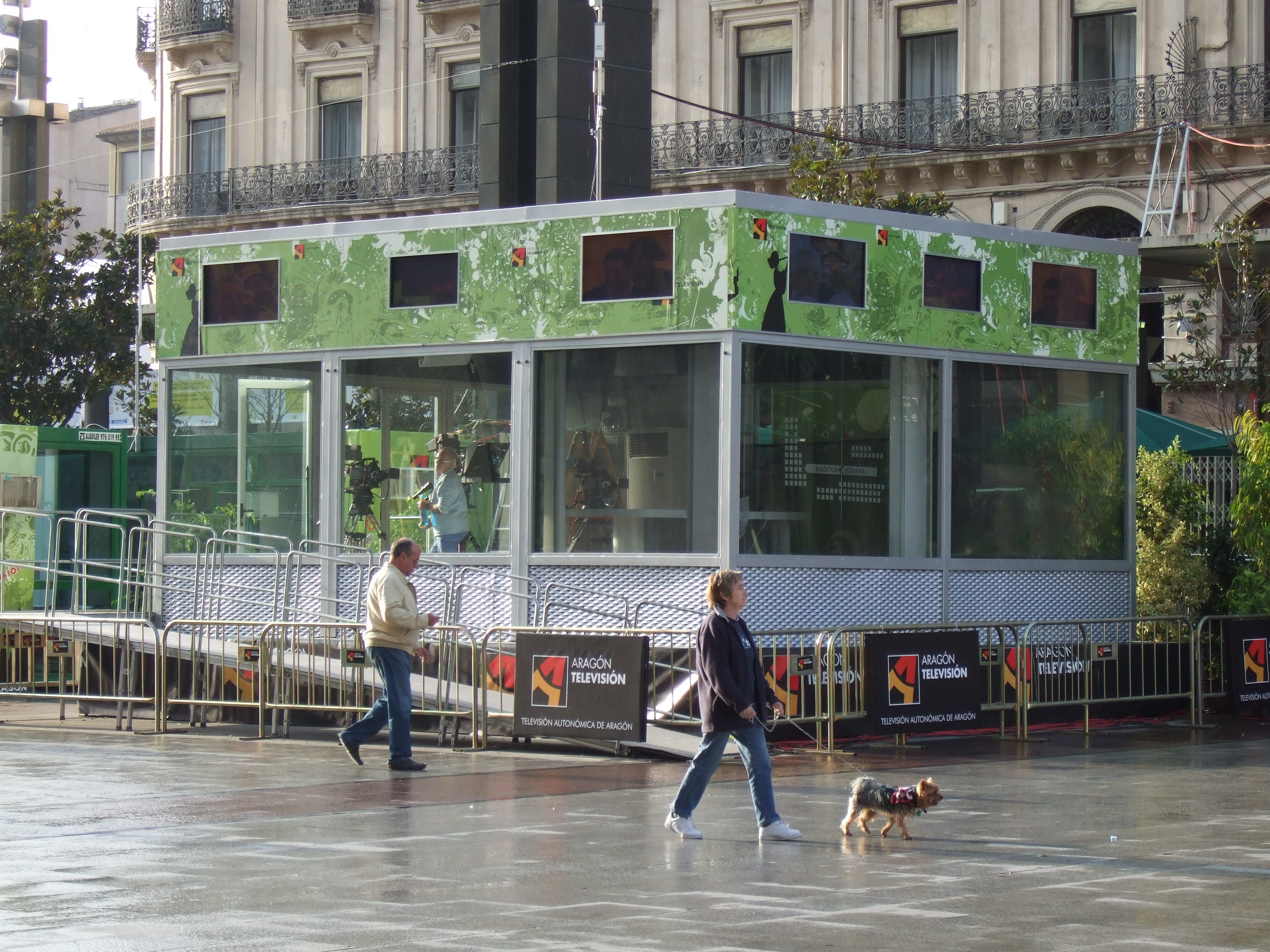
Estudio de Aragón TV instalado en la plaza de las Catedrales durante las Fiestas del Pilar de 2008

El día 21 de abril de 2006, Aragón TV, la televisión autonómica de Aragón, inició oficialmente sus emisiones. La ley de creación de la CARTV (Corporación Aragonesa de Radio y Televisión) databa del año 1987, pero diversas disputas políticas relegaron el proyecto durante varias legislaturas.
Durante los años que Aragón no tuvo una televisión pública, varios grupos de comunicación intentaron suplir su ausencia. Por un lado TVE-Aragón, teniendo el Centro Territorial en la capital aragonesa, producía varios programas e informativos dirigidos al pueblo aragonés. En cuanto a los grupos privados, varios fueron los proyectos. El que más aceptación tuvo durante muchos años fue Antena Aragón, que llegó a ser considerada como la televisión autonómica. Esta cadena vio la luz en 1998 y desapareció en 2005 poco después de tener que abandonar el Centro de Producción Audiovisual (CPA), donde tenía su sede, ya que este fue construido por la DGA para albergar la futura televisión pública aragonesa. Con el empuje de la creación de la televisión pública, Antena Aragón se fusionó con RTVA (Radio Televisión Aragonesa), perteneciente al Grupo Heraldo. La fusión de Antena Aragón y RTVA dio lugar al canal ZTV (Zaragoza Televisión). Por otra parte, Antena 3 Televisión emitió durante varios años, y en desconexión para Aragón, un informativo de noticias íntegramente aragonesas, teniendo un centro de emisión en los Pinares de Venecia en la capital aragonesa, dentro de las instalaciones del parque de atracciones de Zaragoza.
Aragón TV vio la luz en 2006 tras haber pasado una temporada emitiendo una carta de ajuste y un bucle con imágenes de pueblos aragoneses, y teniendo como audio el sonido de la radio autonómica.

##### Productoras
El sector audiovisual incluye a algunas productoras, tales como:
- Lobomedia que ha hecho varios programas para la televisión autonómica y para la desaparecida Antena Aragón
- CHIP participada por el Grupo Prisa así como las cajas de ahorro aragonesas CAI e Ibercaja y el grupo Heraldo que suministra programas a Aragón Televisión
- Actualidad Media,[34] una productora de informativos perteneciente al Grupo Aragón Digital.[35]
- DelRio Comunicación Audiovisual, que realiza los programas La Pera Limonera[36] y La Repera,[37] de contenido gastronómico.

#### Radio
En 18 de agosto de 2005 la radio pública autonómica de Aragón, Aragón Radio, inició sus emisiones a las 17:00 horas con el sonido de los tambores y bombos de Calanda y con una canción del grupo zaragozano Los Peces. La audiencia de dicha radio es de entre 20 000 oyentes, según el último EMG, y 70 000, según mediciones privadas.[¿cuándo?] La radio autonómica se basa en las noticias teniendo boletines informativos cada hora desde las 7:00 de la mañana hasta las 0:00. Además cuenta con programas sobre deporte, música, tendencias, etc. y retransmite numerosos acontecimientos deportivos.

#### Prensa
Además otros periódicos de ámbito nacional, algunos de los cuales tienen sección específica para Aragón, la comunidad cuenta con varios periódicos aragoneses:
- Heraldo de Aragón: es el diario decano y de mayor tirada en la comunidad autónoma. En este diario se puede encontrar actualidad de todo tipo, teniendo especial importancia la información de Aragón, de sus ciudades y comarcas. Publica diversos suplementos que trata con destacada importancia el deporte aragonés (Heraldo Deportes), la cultura (Artes y Letras), la educación (Heraldo Escolar) y el medio ambiente (Frontera Azul y Aragón país de montañas).
- El Periódico de Aragón, perteneciente al Grupo Zeta, es también un importante diario de la comunidad. El Grupo Zeta tuvo también un periódico deportivo, el Diario Equipo, desaparecido en 2009 y que tuvo como principal protagonista el deporte aragonés.
- Diario del AltoAragón: cuenta con especial protagonismo las noticias sucedidas en las comarcas oscenses, así como las de Aragón y el resto de la actualidad.
- Diario de Teruel cuenta la actualidad de la provincia de Teruel, además de la del resto del territorio aragonés y toda la actualidad.
- Arredol es el primer diario digital escrito en idioma aragonés. Se encarga de contar la actualidad mayormente de Aragón, aunque también da constancia sobre la actualidad estatal e internacional.
- El Cruzado Aragonés: semanario Alto Aragonés editado en Barbastro con noticias de la comarca del Somontano.
- La Comarca: periódico con dos ediciones semanales con la actualidad del Bajo Aragón Histórico, conformado por las comarcas del Bajo Aragón, Bajo Aragón Caspe, Andorra, Sierra de Arcos y Matarraña.
- El Comarcal del Jiloca: periódico quincenal de ámbito comarcal de las comarcas del Jiloca y Campo de Daroca.
- La actualidad de la comarca: Periódico parecido al anterior pero de tirada mensual, en Calatayud y zonas aledañas, gratuito y de la comarca Comunidad de Calatayud.
- La comarca Jalón: de tirada semanal, ofrece información de todo tipo relacionada con la comarca de Calatayud, Aranda, campo de Daroca y parte de Valdejalón.
- La Crónica de las Cinco Villas: periódico de tirada mensual en donde se recogen las noticias relacionadas con la comarca de las Cinco Villas.
- La Voz de Ejea: similar al anterior, pero centrándose en las noticias de la capital de las Cinco Villas, Ejea de los Caballeros.
- La Voz del Bajo Cinca: periódico mensual información de todo tipo relacionada con la comarca del Bajo / Baix Cinca.
- Aragón Universidad:[38] periódico quincenal de ámbito universitario y de distribución gratuita en los campus universitarios de Zaragoza, Huesca, Teruel, Villanueva de Gállego y la Almunia.
- La Comarca: periódico que recoge noticias de la zona geográfica del Bajo Aragón histórico.